# Liste der Rechtsnormen der Bundesrepublik Deutschland/Gesetze
| A                        | |
| AABG                     | Gesetz zur Begrenzung der Arzneimittelausgaben der gesetzlichen Krankenversicherung |
| AAG                      | Aufwendungsausgleichsgesetz (Gesetz über den Ausgleich der Arbeitgeberaufwendungen für Entgeltfortzahlung) |
| ÄArbVtrG                 | Gesetz über befristete Arbeitsverträge mit Ärzten in der Weiterbildung |
| AAÜG                     | Anspruchs- und Anwartschaftsüberführungsgesetz (Gesetz zur Überführung der Ansprüche und Anwartschaften aus Zusatz- und Sonderversorgungssystemen des Beitrittsgebiets) |
| AAÜG-ÄndG                | Gesetz zur Änderung und Ergänzung des Anspruchs- und Anwartschaftsüberführungsgesetzes |
| ABAG                     | Arzneimittelbudget-Ablösungsgesetz (Gesetz zur Ablösung des Arznei- und Heilmittelbudgets) |
| AbfG                     | Kreislaufwirtschaftsgesetz (Gesetz über die Vermeidung und Entsorgung von Abfällen) |
| AbfVerbrG                | Gesetz zur Ausführung der Verordnung (EG) Nr. 1013/2006 des Europäischen Parlaments und des Rates vom 14. Juni 2006 über die Verbringung von Abfällen 1) und des Basler Übereinkommens vom 22. März 1989 über die Kontrolle der grenzüberschreitenden Verbringung gefährlicher Abfälle und ihrer Entsorgung 2) |
| AbgG                     | Abgeordnetengesetz (Gesetz über die Rechtsverhältnisse der Mitglieder des Deutschen Bundestages) |
| AbsFondsForstAuflG       | Gesetz zur Auflösung und Abwicklung der Anstalt Absatzförderungsfonds der deutschen Forst- und Holzwirtschaft |
| AbsFondsLwAuflG          | Gesetz zur Auflösung und Abwicklung der Anstalt Absatzförderungsfonds der deutschen Land- und Ernährungswirtschaft |
| AbwAG                    | Abwasserabgabengesetz (Gesetz über Abgaben für das Einleiten von Abwasser in Gewässer) |
| ABZusForstAbkPOLG        | Gesetz zu dem Abkommen vom 20. März 1995 zwischen der Bundesrepublik Deutschland und der Republik Polen über den Autobahnzusammenschluß sowie über den Bau und den Umbau einer Grenzbrücke im Raum Forst und Erlenholz (Olszyna) |
| ABZusGrBrückVtrCESG      | Gesetz zu dem Vertrag vom 13. Juli 1995 zwischen der Bundesrepublik Deutschland und der Tschechischen Republik über den Zusammenschluß der deutschen Autobahn A 6 und der tschechischen Autobahn D 5 an der gemeinsamen Staatsgrenze durch Errichtung einer Grenzbrücke |
| ABZusPolAbkG             | Gesetz zu dem Abkommen vom 23. April 1993 zwischen der Bundesrepublik Deutschland und der Republik Polen über den Autobahnzusammenschluß im Raum Frankfurt/Oder und Schwetig |
| AdenauerHStiftG          | Gesetz über die Errichtung einer Stiftung Bundeskanzler-Adenauer-Haus |
| AdG                      | Gesetz über die Annahme als Kind und zur Änderung anderer Vorschriften |
| AdKG                     | Gesetz zur Errichtung der Akademie der Künste |
| ADRÄndProtG              | Gesetz zu dem Protokoll vom 28. Oktober 1993 zur Änderung des Europäischen Übereinkommens vom 30. September 1957 über die internationale Beförderung gefährlicher Güter auf der Straße (ADR) |
| ADRG                     | Gesetz zu dem Europäischen Übereinkommen vom 30. September 1957 über die internationale Beförderung gefährlicher Güter auf der Straße (ADR) |
| AdÜbAG                   | Gesetz zur Ausführung des Haager Übereinkommens vom 29. Mai 1993 über den Schutz von Kindern und die Zusammenarbeit auf dem Gebiet der internationalen Adoption |
| AdVermiG                 | Gesetz über die Vermittlung der Annahme als Kind und über das Verbot der Vermittlung von Ersatzmüttern |
| AdWirkG                  | Gesetz über Wirkungen der Annahme als Kind nach ausländischem Recht |
| AEG                      | Allgemeines Eisenbahngesetz |
| AEntG                    | Arbeitnehmer-Entsendegesetz (Gesetz über zwingende Arbeitsbedingungen für grenzüberschreitend entsandte und für regelmäßig im Inland beschäftigte Arbeitnehmer und Arbeitnehmerinnen) |
| AFBG                     | Aufstiegsfortbildungsförderungsgesetz (Gesetz zur Förderung der beruflichen Aufstiegsfortbildung) |
| AFG§116G                 | Gesetz zur Sicherung der Neutralität der Bundesanstalt für Arbeit bei Arbeitskämpfen |
| AFIG                     | Gesetz zur Veröffentlichung von Informationen über die Zahlung von Mitteln aus den Europäischen Fonds für Landwirtschaft und Fischerei |
| AfrEntwBkÜbkG            | Gesetz zu dem Übereinkommen vom 4. August 1963 zur Errichtung der Afrikanischen Entwicklungsbank |
| AFRG                     | Gesetz zur Reform der Arbeitsförderung |
| AFRG                     | Gesetz zur Regelung bestimmter Altforderungen |
| AFSG                     | Gesetz zu dem Internationalen Übereinkommen von 2001 über die Beschränkung des Einsatzes schädlicher Bewuchsschutzsysteme auf Schiffen |
| AFuG 1997                | Amateurfunkgesetz (Gesetz über den Amateurfunk) |
| AFWoG                    | Gesetz über den Abbau der Fehlsubventionierung im Wohnungswesen |
| AGB DDR                  | Arbeitsgesetzbuch der Deutschen Demokratischen Republik |
| AGG                      | Allgemeines Gleichbehandlungsgesetz |
| AG-KJHG                  | Gesetz zur Ausführung des Kinder- und Jugendhilfegesetzes |
| AgrarAbsFDG              | Gesetz zur Durchführung der Rechtsakte der Europäischen Gemeinschaft oder der Europäischen Union über gemeinschaftliche Informations- und Absatzförderungsmaßnahmen für Agrarerzeugnisse |
| AgrarMSG                 | Gesetz zur Weiterentwicklung der Marktstruktur im Agrarbereich |
| AgrarZahlVerpflG         | Gesetz zur Regelung der Einhaltung von Anforderungen und Standards im Rahmen unionsrechtlicher Vorschriften über Agrarzahlungen |
| AgrStatG                 | Gesetz über Agrarstatistiken |
| AgrStruktGÄndG           | Gesetz zur Änderung des Gesetzes über die Gemeinschaftsaufgabe „Verbesserung der Agrarstruktur und des Küstenschutzes“ |
| AG-SGG                   | Gesetz zur Ausführung des Sozialgerichtsgesetzes im Lande Nordrhein-Westfalen |
| AHiVwVtrAUTG             | Gesetz zu dem Vertrag vom 31. Mai 1988 zwischen der Bundesrepublik Deutschland und der Republik Österreich über Amts- und Rechtshilfe in Verwaltungssachen |
| AHStatGes                | Gesetz über die Statistik des grenzüberschreitenden Warenverkehrs |
| AIIBÜbkG                 | Gesetz zu dem Übereinkommen vom 29. Juni 2015 zur Gründung der Asiatischen Infrastruktur-Investitionsbank |
| AKG                      | Allgemeines Kriegsfolgengesetz (Gesetz zur allgemeinen Regelung durch den Krieg und den Zusammenbruch des Deutschen Reiches entstandener Schäden) |
| AkkStelleG               | Gesetz über die Akkreditierungsstelle |
| AKostG                   | Auslandskostengesetz |
| AKP/EWGAbk4G             | Gesetz zu dem Vierten AKP-EWG-Abkommen von Lome vom 15. Dezember 1989 sowie zu den mit diesem Abkommen in Zusammenhang stehenden Abkommen |
| AktG                     | Aktiengesetz |
| ALG                      | Gesetz über die Alterssicherung der Landwirte |
| AlkopopStG               | Gesetz über die Erhebung einer Sondersteuer auf alkoholhaltige Süßgetränke (Alkopops) zum Schutz junger Menschen |
| AlkoVerfrG               | Gesetz über die Verfrachtung alkoholischer Waren |
| AlkStG                   | Alkoholsteuergesetz |
| AltEinkG                 | Alterseinkünftegesetz |
| AltfAbwG                 | Gesetz zur beschleunigten Abwicklung einiger Altforderungen |
| AltGG                    | Altersgeldgesetz |
| AltPflG                  | Gesetz über die Berufe in der Altenpflege |
| AltSchG                  | Altschuldenhilfegesetz (Gesetz über Altschuldenhilfen für Kommunale Wohnungsunternehmen, Wohnungsgenossenschaften und private Vermieter in dem in Artikel 3 des Einigungsvertrages genannten Gebiet) |
| AltTZG 1996              | Altersteilzeitgesetz |
| AltZertG                 | Gesetz über die Zertifizierung von Altersvorsorge- und Basisrentenverträgen |
| AMbG                     | Allgemeines Magnetschwebebahngesetz |
| AMG                      | Arzneimittelgesetz (Gesetz über den Verkehr mit Arzneimitteln) |
| AMRabG                   | Gesetz über Rabatte für Arzneimittel |
| AMRNOG                   | Gesetz zur Neuordnung des Arzneimittelrechts |
| AnfG                     | Anfechtungsgesetz (Gesetz über die Anfechtung von Rechtshandlungen eines Schuldners außerhalb des Insolvenzverfahrens) |
| AnlEntG                  | Anlegerentschädigungsgesetz |
| AnpflEigentG             | Gesetz zur Regelung des Eigentums an von landwirtschaftlichen Produktionsgenossenschaften vorgenommenen Anpflanzungen |
| AnSVG                    | Anlegerschutzverbesserungsgesetz |
| AntarktMeerSchÜbkG       | Gesetz zu dem Übereinkommen vom 20. Mai 1980 über die Erhaltung der lebenden Meeresschätze der Antarktis |
| AntarktUmwSchProtAG      | Gesetz zur Ausführung des Umweltschutzprotokolls vom 4. Oktober 1991 zum Antarktis-Vertrag |
| AntarktVtrG              | Gesetz zum Antarktis-Vertrag vom 1. Dezember 1959 |
| AntiDHG                  | Gesetz über die Hilfe für durch Anti-D-Immunprophylaxe mit dem Hepatitis-C-Virus infizierte Personen |
| AntiDopG                 | Gesetz gegen Doping im Sport |
| AO                       | Abgabenordnung |
| APAstErG                 | Gesetz zur Einrichtung einer Abschlussprüferaufsichtsstelle beim Bundesamt für Wirtschaft und Ausfuhrkontrolle |
| ApoAnwRstG               | Gesetz über die Rechtsstellung vorgeprüfter Apothekeranwärter |
| ApoG                     | Apothekengesetz (Gesetz über das Apothekenwesen) |
| ArbGG                    | Arbeitsgerichtsgesetz |
| ArblVAbkCHEG             | Gesetz zu dem Abkommen vom 20. Oktober 1982 zwischen der Bundesrepublik Deutschland und der Schweizerischen Eidgenossenschaft über Arbeitslosenversicherung |
| ArbnErfG                 | Arbeitnehmererfindungsgesetz (Gesetz über Arbeitnehmererfindungen) |
| ArbPlSchG                | Arbeitsplatzschutzgesetz (Gesetz über den Schutz des Arbeitsplatzes bei Einberufung zum Wehrdienst) |
| ArbSchG                  | Arbeitsschutzgesetz (Gesetz über die Durchführung von Maßnahmen des Arbeitsschutzes zur Verbesserung der Sicherheit und des Gesundheitsschutzes der Beschäftigten bei der Arbeit) |
| ArbVAbkGBRG              | Gesetz zu dem Abkommen vom 20. April 1960 zwischen der Bundesrepublik Deutschland und dem Vereinigten Königreich Großbritannien und Nordirland über Arbeitslosenversicherung |
| ArbZG                    | Arbeitszeitgesetz |
| ArbZRG                   | Gesetz zur Vereinheitlichung und Flexibilisierung des Arbeitszeitrechts |
| ArchLG                   | Gesetz zur Regelung von Ingenieur- und Architektenleistungen |
| ARG                      | Gesetz zur Regelung der Altschulden für gesellschaftliche Einrichtungen |
| ARGEuaÄndG               | Gesetz zur Regelung der Altschulden für gesellschaftliche Einrichtungen, zur Änderung des Erblastentilgungsfonds-Gesetzes und zur Änderung des Investitionsförderungsgesetzes Aufbau Ost |
| ARSchiedsGAufhG          | Gesetz zur Aufhebung des Gesetzes über die Errichtung und das Verfahren der Schiedsstellen für Arbeitsrecht und zur Änderung des Arbeitsförderungsgesetzes |
| ARUG                     | Gesetz zur Umsetzung der Aktionärsrechterichtlinie |
| ArztWohnortG             | Gesetz zur Einführung des Wohnortprinzips bei Honorarvereinbarungen für Ärzte und Zahnärzte |
| ASchulG                  | Gesetz über die Förderung Deutscher Auslandsschulen |
| AsEntwBkÜbkG             | Gesetz zu dem Übereinkommen vom 4. Dezember 1965 zur Errichtung der Asiatischen Entwicklungsbank |
| ASG                      | Gesetz zur Sicherstellung von Arbeitsleistungen für Zwecke der Verteidigung einschließlich des Schutzes der Zivilbevölkerung |
| ASiG                     | Arbeitssicherheitsgesetz (Gesetz über Betriebsärzte, Sicherheitsingenieure und andere Fachkräfte für Arbeitssicherheit) |
| ASLwApFG                 | Gesetz zur Förderung der agrarstrukturellen und agrarsozialen Anpassung der Landwirtschaft der DDR an die soziale Marktwirtschaft – Fördergesetz |
| ASRG 1995                | Gesetz zur Reform der agrarsozialen Sicherung |
| ASOG                     | Allgemeines Sicherheits- und Ordnungsgesetz (Berlin) |
| AssoziierungsAbkEG/ALBG  | Gesetz zu dem Stabilisierungs- und Assoziierungsabkommen zwischen den Europäischen Gemeinschaften und ihren Mitgliedstaaten einerseits und der Republik Albanien andererseits |
| AssoziierungsAbkEWG/TURG | Gesetz zu dem Assoziierungsabkommen vom 12. September 1963 zwischen der Europäischen Wirtschaftsgemeinschaft und der Türkei sowie zu den mit diesem Abkommen in Zusammenhang stehenden Abkommen |
| AStG                     | Außensteuergesetz (Gesetz über die Besteuerung bei Auslandsbeziehungen) |
| AsylbLG                  | Asylbewerberleistungsgesetz |
| AsylG                    | Asylgesetz |
| AsylVfGNG                | Gesetz zur Neuregelung des Asylverfahrens |
| ATAÜbkG                  | Gesetz zu dem Zollübereinkommen von Brüssel vom 6. Dezember 1961 über das Carnet A.T.A. für die vorübergehende Einfuhr von Waren |
| ATDG                     | Gesetz zur Errichtung einer standardisierten zentralen Antiterrordatei von Polizeibehörden und Nachrichtendiensten von Bund und Ländern |
| AtG                      | Atomgesetz (Gesetz über die friedliche Verwendung der Kernenergie und den Schutz gegen ihre Gefahren) |
| AtHaftAbkCHEG            | Gesetz zu dem Abkommen vom 22. Oktober 1986 zwischen der Bundesrepublik Deutschland und der Schweizerischen Eidgenossenschaft über die Haftung gegenüber Dritten auf dem Gebiet der Kernenergie |
| AtHaftProtParis2004G     | Gesetz zu den Protokollen vom 12. Februar 2004 zur Änderung des Übereinkommens vom 29. Juli 1960 über die Haftung gegenüber Dritten auf dem Gebiet der Kernenergie in der Fassung des Zusatzprotokolls vom 28. Januar 1964 und des Protokolls vom 16. November 1982 und zur Änderung des Zusatzübereinkommens vom 31. Januar 1963 zum Pariser Übereinkommen vom 29. Juli 1960 über die Haftung gegenüber Dritten auf dem Gebiet der Kernenergie in der Fassung des Zusatzprotokolls vom 28. Januar 1964 und des Protokolls vom 16. November 1982 |
| AtHaftÜbkG               | Gesetz zu dem Übereinkommen vom 29. Juli 1960 über die Haftung gegenüber Dritten auf dem Gebiet der Kernenergie nebst Zusatzvereinbarungen, zu dem Übereinkommen vom 25. Mai 1962 über die Haftung der Inhaber von Reaktorschiffen nebst Zusatzprotokoll und zu dem Übereinkommen vom 17. Dezember 1971 über die zivilrechtliche Haftung bei der Beförderung von Kernmaterial auf See |
| ATPAnl1/3ÄndG            | Gesetz zu den Änderungen vom 22. November 1980, 13. August 1982, 15. Juli 1983, 20. Oktober 1985 und 19. April 1986 der Anlage 1 und vom 28. Oktober 1980 und 20. Januar 1985 der Anlage 3 des Übereinkommens vom 1. September 1970 über internationale Beförderungen leicht verderblicher Lebensmittel und über die besonderen Beförderungsmittel, die für diese Beförderungen zu verwenden sind |
| ATPG                     | Gesetz zu dem Übereinkommen vom 1. September 1970 über internationale Beförderungen leicht verderblicher Lebensmittel und über die besonderen Beförderungsmittel, die für diese Beförderungen zu verwenden sind (ATP) |
| AtSchÜbkG                | Gesetz zu dem Übereinkommen vom 26. Oktober 1979 über den physischen Schutz von Kernmaterial |
| AufbhG                   | Gesetz zur Errichtung eines Sondervermögens „Aufbauhilfe“ |
| AufenthG                 | Aufenthaltsgesetz (Gesetz über den Aufenthalt, die Erwerbstätigkeit und die Integration von Ausländern im Bundesgebiet) |
| AufhFG                   | Gesetz zur Errichtung eines Fonds „Aufbauhilfe“ |
| AufsRatAbkCHEG           | Gesetz zu dem Vertrag zwischen der Bundesrepublik Deutschland und der Schweizerischen Eidgenossenschaft über die Regelung von Fragen, welche die Aufsichtsräte der in der Bundesrepublik Deutschland zum Betrieb von Grenzkraftwerken am Rhein errichteten Aktiengesellschaften betreffen |
| AUG                      | Gesetz zur Geltendmachung von Unterhaltsansprüchen im Verkehr mit ausländischen Staaten |
| AÜG                      | Arbeitnehmerüberlassungsgesetz (Gesetz zur Regelung der Arbeitnehmerüberlassung) |
| AuRAG                    | Auslands-Rechtsauskunftgesetz (Gesetz zur Ausführung des Europäischen Übereinkommens betreffend Auskünfte über ausländisches Recht und seines Zusatzprotokolls) |
| AusglFoG 1965            | Gesetz über die Tilgung von Ausgleichsforderungen |
| AusglLeistG              | Ausgleichsleistungsgesetz (Gesetz über staatliche Ausgleichsleistungen für Enteignungen auf besatzungsrechtlicher oder besatzungshoheitlicher Grundlage, die nicht mehr rückgängig gemacht werden können) |
| AusglVtrNLDG             | Gesetz zu dem Vertrag vom 8. April 1960 zwischen der Bundesrepublik Deutschland und dem Königreich der Niederlande zur Regelung von Grenzfragen und anderen zwischen beiden Ländern bestehenden Problemen (Ausgleichsvertrag) |
| AuslInvG                 | Gesetz über steuerliche Maßnahmen bei Auslandsinvestitionen der deutschen Wirtschaft |
| AuslPflVG                | Gesetz über die Haftpflichtversicherung für ausländische Kraftfahrzeuge und Kraftfahrzeuganhänger |
| AuslSchuldAbkAG          | Gesetz zur Ausführung des Abkommens vom 27. Februar 1953 über deutsche Auslandsschulden |
| AuslStreitkrNotWG        | Gesetz zu dem Notenwechsel vom 29. April 1998 über die Rechtsstellung der dänischen, griechischen, italienischen, luxemburgischen, norwegischen, portugiesischen, spanischen und türkischen Streitkräfte in der Bundesrepublik Deutschland |
| AuslVerbindlG            | Gesetz über Zahlungsverbindlichkeiten gegenüber dem Ausland |
| AuslWBEntschG            | Gesetz zur näheren Regelung der Entschädigungsansprüche für Auslandsbonds |
| AuslWBG                  | Gesetz zur Bereinigung von deutschen Schuldverschreibungen, die auf ausländische Währung lauten |
| AuslWoBauG               | Gesetz über eine Wiedereingliederungshilfe im Wohnungsbau für rückkehrende Ausländer |
| AuswSG                   | Gesetz zum Schutze der Auswanderer und Auswanderinnen |
| AutGAAPolAbkG            | Gesetz zu dem Abkommen vom 29. Juli 1992 zwischen der Bundesrepublik Deutschland und der Republik Polen über den Autobahnzusammenschluß und den Bau von Grenzabfertigungsanlagen für den neuen Grenzübergang im Raum Görlitz und Zgorzelec |
| AutobBrVtrBELG           | Gesetz zum Vertrag vom 5. Februar 1979 zwischen der Bundesrepublik Deutschland und dem Königreich Belgien über den Bau und die Unterhaltung einer Autobahnbrücke über die Our bei Steinebrück |
| AVAG                     | Gesetz zur Ausführung zwischenstaatlicher Verträge und zur Durchführung von Abkommen der Europäischen Union auf dem Gebiet der Anerkennung und Vollstreckung in Zivil- und Handelssachen |
| AVmG                     | Altersvermögensgesetz |
| AVWG                     | Arzneimittelversorgungs-Wirtschaftlichkeitsgesetz |
| AWaffV                   | Allgemeine Waffengesetz-Verordnung |
| AWG                      | Außenwirtschaftsgesetz |
| AZG                      | Anteilzollgesetz |
| AZRG                     | Gesetz über das Ausländerzentralregister |

| B                  | |
| BABauRaumOG        | Gesetz über die Errichtung eines Bundesamtes für Bauwesen und Raumordnung (Artikel 1 des Gesetzes über die Errichtung eines Bundesamtes für Bauwesen und Raumordnung sowie zur Änderung besoldungsrechtlicher Vorschriften)                   |
| BABG               | Gesetz über die vermögensrechtlichen Verhältnisse der Bundesautobahnen und sonstigen Bundesstraßen des Fernverkehrs |
| BABWismarG         | Gesetz über den Bau des Abschnitts Wismar West-Wismar Ost der Bundesautobahn A 20 Lübeck-Bundesgrenze (A 11) |
| BAFG               | Gesetz über die Errichtung des Bundesaufsichtsamtes für Flugsicherung |
| BAFlSBAÜbnG        | Gesetz zur Übernahme der Beamten und Arbeitnehmer der Bundesanstalt für Flugsicherung |
| BAföG              | Bundesgesetz über individuelle Förderung der Ausbildung |
| BahnG              | Gesetz über Maßnahmen zur Aufrechterhaltung des Betriebs von Bahnunternehmen des öffentlichen Verkehrs |
| BahnVorschrAnwG    | Gesetz betreffend die Anwendung landesgesetzlicher Vorschriften über Bahneinheiten |
| BaktWaffVernÜbkG   | Gesetz zu dem Übereinkommen vom 10. April 1972 über das Verbot der Entwicklung, Herstellung und Lagerung bakteriologischer (biologischer) Waffen und von Toxinwaffen sowie über die Vernichtung solcher Waffen                                |
| BÄOuaÄndG 2004     | Gesetz zur Änderung der Bundesärzteordnung und anderer Gesetze |
| BAPostG            | Gesetz über die Errichtung einer Bundesanstalt für Post und Telekommunikation Deutsche Bundespost |
| BArchG             | Gesetz über die Nutzung und Sicherung von Archivgut des Bundes |
| BASIG              | Gesetz über das Bundesinstitut für Impfstoffe und biomedizinische Arzneimittel |
| BaslÜbkG           | Gesetz zu dem Basler Übereinkommen vom 22. März 1989 über die Kontrolle der grenzüberschreitenden Verbringung gefährlicher Abfälle und ihrer Entsorgung                                                                                       |
| BAStrlSchG         | Gesetz über die Errichtung eines Bundesamtes für Strahlenschutz |
| BattG              | Gesetz über das Inverkehrbringen, die Rücknahme und die umweltverträgliche Entsorgung von Batterien und Akkumulatoren |
| BauFordSiG         | Gesetz über die Sicherung der Bauforderungen |
| BauGB              | Baugesetzbuch |
| BauPG              | Gesetz zur Durchführung der Verordnung (EU) Nr. 305/2011 zur Festlegung harmonisierter Bedingungen für die Vermarktung von Bauprodukten und zur Umsetzung und Durchführung anderer Rechtsakte der Europäischen Union in Bezug auf Bauprodukte |
| BAusfAmtG          | Gesetz über die Errichtung eines Bundesausfuhramtes |
| BauSparkG          | Gesetz über Bausparkassen |
| BauStiftG          | Gesetz zur Errichtung einer „Bundesstiftung Baukultur“ |
| BAW/BAFAG          | Gesetz über die Zusammenlegung des Bundesamtes für Wirtschaft mit dem Bundesausfuhramt |
| BBahnG             | Bundesbahngesetz |
| BBahnVermG         | Gesetz über die vermögensrechtlichen Verhältnisse der Deutschen Bundesbahn |
| BBankG             | Gesetz über die Deutsche Bundesbank |
| BBergG             | Bundesberggesetz |
| BBesG              | Bundesbesoldungsgesetz |
| BBG                | Bundesbeamtengesetz |
| BBiG               | Berufsbildungsgesetz |
| BBKG               | Gesetz über die Errichtung des Bundesamtes für Bevölkerungsschutz und Katastrophenhilfe |
| BBodSchG           | Gesetz zum Schutz vor schädlichen Bodenveränderungen und zur Sanierung von Altlasten (Bundes-Bodenschutzgesetz) |
| BBPlG              | Gesetz über den Bundesbedarfsplan |
| BBVAnpG 91         | Gesetz über die Anpassung von Dienst- und Versorgungsbezügen in Bund und Ländern 1991 |
| BBVAnpG 98         | Gesetz über die Anpassung von Dienst- und Versorgungsbezügen in Bund und Ländern 1998 |
| BBVLG 1975         | Gesetz über vermögenswirksame Leistungen für Beamte, Richter, Berufssoldaten und Soldaten auf Zeit |
| BDBOSG             | Gesetz über die Errichtung einer Bundesanstalt für den Digitalfunk der Behörden und Organisationen mit Sicherheitsaufgaben |
| BDG                | Bundesdisziplinargesetz |
| BDNOG              | Gesetz zur Neuordnung des Bundesdisziplinarrechts |
| BDSG               | Bundesdatenschutzgesetz |
| Beamt/BesRÄndG 5   | Fünftes Gesetz zur Änderung beamtenrechtlicher und besoldungsrechtlicher Vorschriften |
| BeamtStG           | Gesetz zur Regelung des Statusrechts der Beamtinnen und Beamten in den Ländern |
| BeamtVG            | Gesetz über die Versorgung der Beamten und Richter des Bundes |
| BeamtVGÄndG 1993   | Gesetz zur Änderung des Beamtenversorgungsgesetzes, des Soldatenversorgungsgesetzes sowie sonstiger versorgungsrechtlicher Vorschriften |
| BeamtVGÄndG        | Gesetz zur Änderung des Beamtenversorgungsgesetzes und sonstiger dienst- und versorgungsrechtlicher Vorschriften |
| BEDBPStruktG       | Gesetz zur Verbesserung der personellen Struktur beim Bundeseisenbahnvermögen und in den Postnachfolgeunternehmen |
| BEEG               | Gesetz zum Elterngeld und zur Elternzeit |
| BefBezG 2008       | Gesetz über befriedete Bezirke für Verfassungsorgane des Bundes |
| BEG                | Bundesgesetz zur Entschädigung für Opfer der nationalsozialistischen Verfolgung |
| BEGÄndG 3          | Drittes Gesetz zur Änderung des Bundesergänzungsgesetzes zur Entschädigung für Opfer der nationalsozialistischen Verfolgung |
| BegleitG           | Begleitgesetz zum Telekommunikationsgesetz |
| BEGSchlG           | Zweites Gesetz zur Änderung des Bundesentschädigungsgesetzes |
| BEGTPG             | Gesetz über die Bundesnetzagentur für Elektrizität, Gas, Telekommunikation, Post und Eisenbahnen |
| BeherbStatG        | Gesetz zur Neuordnung der Statistik über die Beherbergung im Reiseverkehr |
| BeitrEntlG         | Gesetz zur Entlastung der Beiträge in der gesetzlichen Krankenversicherung |
| BeitrEntlKrG       | Gesetz zur Beitragsentlastung der gesetzlichen Krankenversicherung |
| BeitrS. RV/BA ÄndG | Gesetz zur Änderung der Beitragssätze in der gesetzlichen Rentenversicherung und bei der Bundesanstalt für Arbeit |
| BergArbWoFöG       | Gesetz zur Förderung des Bergarbeiterwohnungsbaues im Kohlenbergbau |
| BergÜbkG           | Gesetz zu dem Internationalen Übereinkommen von 1989 über Bergung |
| BerHG              | Gesetz über Rechtsberatung und Vertretung für Bürger mit geringem Einkommen |
| Berlin/BonnG       | Gesetz zur Umsetzung des Beschlusses des Deutschen Bundestages vom 20. Juni 1991 zur Vollendung der Einheit Deutschlands |
| BerlinFG           | Gesetz zur Förderung der Berliner Wirtschaft |
| BerRehaG           | Gesetz über den Ausgleich beruflicher Benachteiligungen für Opfer politischer Verfolgung im Beitrittsgebiet |
| BesatzRBerG        | Gesetz zur Bereinigung des Besatzungsrechts |
| BeschG             | Gesetz über die Prüfung und Zulassung von Feuerwaffen, Böllern, Geräten, bei denen zum Antrieb Munition verwendet wird, sowie von Munition und sonstigen Waffen                                                                               |
| BeschNeuRG         | Gesetz zur Neuregelung der geringfügigen Beschäftigungsverhältnisse |
| BesÜG              | Besoldungsüberleitungsgesetz |
| BetrAVG            | Gesetz zur Verbesserung der betrieblichen Altersversorgung |
| BetrPrämDurchfG    | Gesetz zur Durchführung der einheitlichen Betriebsprämie |
| BetrVG             | Betriebsverfassungsgesetz |
| BetrVRG            | Gesetz zur Reform des Betriebsverfassungsgesetzes |
| BeurkG             | Beurkundungsgesetz |
| BevStatG           | Gesetz über die Statistik der Bevölkerungsbewegung und die Fortschreibung des Bevölkerungsstandes |
| BEVVG              | Gesetz über die Eisenbahnverkehrsverwaltung des Bundes |
| BewÄndG 1971       | Gesetz zur Änderung bewertungsrechtlicher und anderer steuerrechtlicher Vorschriften |
| BewÄndG            | Gesetz über die Anwendung und Änderung bewertungsrechtlicher Vorschriften |
| BewG               | Bewertungsgesetz |
| BewGÄndG           | Gesetz zur Änderung des Bewertungsgesetzes |
| BEZNG              | Gesetz zur Zusammenführung und Neugliederung der Bundeseisenbahnen |
| BfAG               | Gesetz über die Errichtung der Bundesversicherungsanstalt für Angestellte |
| BfAIPG             | Gesetz über das Personal der Bundesagentur für Außenwirtschaft |
| BFDG               | Gesetz über den Bundesfreiwilligendienst |
| BFinHBRuaG         | Gesetz über Finanzhilfen des Bundes nach Artikel 104a Abs. 4 des Grundgesetzes an die Länder Bremen, Hamburg, Mecklenburg-Vorpommern, Niedersachsen sowie Schleswig-Holstein für Seehäfen                                                     |
| BFinHSHuaG         | Gesetz über Finanzhilfen des Bundes nach Artikel 104a Abs. 4 des Grundgesetzes an die Länder Schleswig-Holstein, Niedersachsen, Freie Hansestadt Bremen sowie Freie und Hansestadt Hamburg                                                    |
| BfJG               | Gesetz über die Errichtung des Bundesamts für Justiz |
| BfkEG              | Gesetz über die Errichtung eines Bundesamtes für die Sicherheit der nuklearen Entsorgung |
| BfNatSchG          | Gesetz über die Errichtung eines Bundesamtes für Naturschutz |
| BfRG               | Gesetz über die Errichtung eines Bundesinstitutes für Risikobewertung |
| BFStrMG            | Gesetz über die Erhebung von streckenbezogenen Gebühren für die Benutzung von Bundesautobahnen und Bundesstraßen |
| BGA-NachfG         | Gesetz über Nachfolgeeinrichtungen des Bundesgesundheitsamtes |
| BGB                | Bürgerliches Gesetzbuch |
| BGBEG              | Einführungsgesetz zum Bürgerlichen Gesetzbuche |
| BGebG              | Gesetz über Gebühren und Auslagen des Bundes |
| BGeoRG             | Gesetz über die geodätischen Referenzsysteme, -netze und geotopographischen Referenzdaten des Bundes |
| BGG                | Gesetz zur Gleichstellung von Menschen mit Behinderungen |
| BGL 2002           | Gesetz zur Bestimmung der Beiträge und Beitragszuschüsse in der Alterssicherung der Landwirte für 2002 |
| BGL 2003           | Gesetz zur Bestimmung der Beiträge und Beitragszuschüsse in der Alterssicherung der Landwirte für 2003 |
| BGL 2004           | Gesetz zur Bestimmung der Beiträge und Beitragszuschüsse in der Alterssicherung der Landwirte für 2004 |
| BGL 2007           | Gesetz zur Bestimmung der Beiträge und Beitragszuschüsse in der Alterssicherung der Landwirte für 2007 |
| BGleiG             | Gesetz für die Gleichstellung von Frauen und Männern in der Bundesverwaltung und in den Unternehmen und Gerichten des Bundes |
| BGremBG            | Gesetz über die Mitwirkung des Bundes an der Besetzung von Gremien |
| BGruVerkOlympG     | Gesetz über den Verkauf von bundeseigenem Gelände in München zur Errichtung frei finanzierter Wohnungen, die während der Olympischen Spiele 1972 als Olympisches Dorf der Männer benutzt werden sollen                                        |
| BGRWG              | Gesetz zur Weiterentwicklung des Behindertengleichstellungsrechts |
| BGSG               | Gesetz über den Bundesgrenzschutz |
| BGSNeuRegG         | Gesetz zur Neuregelung der Vorschriften über den Bundesgrenzschutz |
| BGSPersG           | Gesetz über die Personalstruktur des Bundesgrenzschutzes |
| BGSVVermG          | Gesetz zur Regelung von Vermögensfragen der Sozialversicherung im Beitrittsgebiet |
| BGVPLTErG          | Gesetz zur Errichtung der Berufsgenossenschaft Verkehrswirtschaft Post-Logistik Telekommunikation |
| BierStG            | Biersteuergesetz |
| BierStGemBY/BAG    | Gesetz über den Eintritt der Freistaaten Bayern und Baden in die Biersteuergemeinschaft |
| BierStGemWÜG       | Gesetz über den Eintritt des Freistaats Württemberg in die Biersteuergemeinschaft |
| BImAG              | Gesetz über die Bundesanstalt für Immobilienaufgaben |
| BImSchG            | Gesetz zum Schutz vor schädlichen Umwelteinwirkungen durch Luftverunreinigungen, Geräusche, Erschütterungen und ähnliche Vorgänge (Bundes-Immissionsschutzgesetz)                                                                             |
| BinSchAbkCSKG      | Gesetz zu dem Abkommen vom 26. Januar 1988 zwischen der Regierung der Bundesrepublik Deutschland und der Regierung der Tschechoslowakischen Sozialistischen Republik über den Binnenschiffsverkehr                                            |
| BinSchAbkGEORG     | Gesetz zu dem Abkommen vom 25. Juni 1993 zwischen der Regierung der Bundesrepublik Deutschland und der Regierung der Republik Georgien über die Binnenschiffahrt                                                                              |
| BinSchAbkHUNG      | Gesetz zu dem Abkommen vom 15. Januar 1988 zwischen der Regierung der Bundesrepublik Deutschland und der Regierung der Ungarischen Volksrepublik über die Binnenschiffahrt                                                                    |
| BinSchAufgG        | Gesetz über die Aufgaben des Bundes auf dem Gebiet der Binnenschiffahrt |
| BinSchEÜbkG        | Gesetz zu dem Übereinkommen vom 15. Februar 1966 über die Eichung von Binnenschiffen |
| BinSchFondsG       | Gesetz über die Errichtung des Deutschen Binnenschifffahrtsfonds |
| BinSchG            | Gesetz betreffend die privatrechtlichen Verhältnisse der Binnenschiffahrt |
| BinSchGerG         | Gesetz über das gerichtliche Verfahren in Binnenschiffahrtssachen |
| BinSchÜbkG         | Gesetz zu dem Übereinkommen vom 15. März 1960 zur Vereinheitlichung einzelner Regeln über den Zusammenstoß von Binnenschiffen sowie zur Änderung des Binnenschiffahrtsgesetzes und des Flößereigesetzes                                       |
| BinSchUkrAbkG      | Gesetz zu dem Abkommen vom 14. Juli 1992 zwischen der Regierung der Bundesrepublik Deutschland und der Regierung der Ukraine über die Binnenschiffahrt                                                                                        |
| BinWaStrBGRAbkG    | Gesetz zu dem Abkommen vom 4. Juli 1989 zwischen der Regierung der Bundesrepublik Deutschland und der Regierung der Volksrepublik Bulgarien über die Schiffahrt auf den Binnenwasserstraßen                                                   |
| BismStiftG         | Gesetz über die Errichtung einer Otto-von-Bismarck-Stiftung |
| BJagdG             | Bundesjagdgesetz |
| BJagdGÄndG 2       | Zweites Gesetz zur Änderung des Bundesjagdgesetzes |
| BJagdGÄndG         | Gesetz zur Änderung des Bundesjagdgesetzes |
| BKAG               | Gesetz über das Bundeskriminalamt und die Zusammenarbeit des Bundes und der Länder in kriminalpolizeilichen Angelegenheiten |
| BKATerrAbwG        | Gesetz zur Abwehr von Gefahren des internationalen Terrorismus durch das Bundeskriminalamt |
| BKGG               | Bundeskindergeldgesetz |
| BKleingÄndG        | Gesetz zur Änderung des Bundeskleingartengesetzes |
| BKleingG           | Bundeskleingartengesetz |
| BKnEG              | Gesetz zur Errichtung der Bundesknappschaft |
| BKrFQG             | Gesetz über die Grundqualifikation und Weiterbildung der Fahrer bestimmter Kraftfahrzeuge für den Güterkraft- oder Personenverkehr |
| BKRG               | Bundeskrebsregisterdatengesetz |
| BLEG               | Gesetz über die Errichtung einer Bundesanstalt für Landwirtschaft und Ernährung |
| BLG 2000           | Gesetz zur Bestimmung der Beträge und Beitragszuschüsse in der Alterssicherung der Landwirte für 2000 |
| BLG                | Bundesleistungsgesetz |
| BMG                | Bundesmeldegesetz |
| BMinG              | Gesetz über die Rechtsverhältnisse der Mitglieder der Bundesregierung |
| BMJMaßgabenBerG    | Gesetz über die Nichtanwendung von Maßgaben des Einigungsvertrages im Zuständigkeitsbereich des Bundesministeriums der Justiz |
| BNatSchG           | Gesetz über Naturschutz und Landschaftspflege |
| BNDG               | Gesetz über den Bundesnachrichtendienst |
| BNichtrSchG        | Gesetz zur Einführung eines Rauchverbotes in Einrichtungen des Bundes und öffentlichen Verkehrsmitteln |
| BodSchätzG         | Gesetz zur Schätzung des landwirtschaftlichen Kulturbodens |
| BodSchVereinhG     | Gesetz zur Vereinheitlichung der Rechtsverhältnisse bei Bodenschätzen |
| BörsG              | Börsengesetz |
| BoSoG              | Gesetz über die Sonderung unvermessener und überbauter Grundstücke nach der Karte |
| BPersVG            | Bundespersonalvertretungsgesetz |
| BPolBG             | Bundespolizeibeamtengesetz |
| BPolG              | Gesetz über die Bundespolizei |
| BPräsRuhebezG      | Gesetz über die Ruhebezüge des Bundespräsidenten |
| BPräsTHHStiftG     | Gesetz über die Errichtung einer Stiftung Bundespräsident-Theodor-Heuss-Haus |
| BPräsWahlG         | Gesetz über die Wahl des Bundespräsidenten durch die Bundesversammlung |
| BQFG               | Gesetz über die Feststellung der Gleichwertigkeit von Berufsqualifikationen |
| BranntwMonVwG      | Gesetz über die Errichtung der Bundesmonopolverwaltung für Branntwein |
| Brexit-StBG        | Gesetz über steuerliche und weitere Begleitregelungen zum Austritt des Vereinigten Königreichs Großbritannien und Nordirland aus der Europäischen Union (Brexit-Steuerbegleitgesetz)                                                          |
| BRHG               | Gesetz über den Bundesrechnungshof |
| BRKG               | Bundesreisekostengesetz |
| BRRG               | Rahmengesetz zur Vereinheitlichung des Beamtenrechts |
| BRüG               | Bundesgesetz zur Regelung der rückerstattungsrechtlichen Geldverbindlichkeiten des Deutschen Reichs und gleichgestellter Rechtsträger |
| BRüG-Saar          | Bundesgesetz zur Einführung des Bundesgesetzes zur Regelung der rückerstattungsrechtlichen Geldverbindlichkeiten des Deutschen Reichs und gleichgestellter Rechtsträger (Bundesrückerstattungsgesetz – BRüG) im Saarland                      |
| BSchuWG            | Gesetz zur Regelung des Schuldenwesens des Bundes |
| BSG 1999           | Gesetz zur Bestimmung der Beitragssätze in der gesetzlichen Rentenversicherung für 1999 und zur Bestimmung weiterer Rechengrößen der Sozialversicherung für 1999                                                                              |
| BSG 2000           | Gesetz zur Bestimmung der Beitragssätze und zur Bestimmung der Umrechnungsfaktoren für den Versorgungsausgleich in der gesetzlichen Rentenversicherung für 2000                                                                               |
| BSG 2002           | Gesetz zur Bestimmung der Beitragssätze, der Beitragszahlung des Bundes für Kindererziehungszeiten und zur Bestimmung der Umrechnungsfaktoren für den Versorgungsausgleich in der gesetzlichen Rentenversicherung für 2002                    |
| BSG 2003           | Gesetz zur Bestimmung der Beitragssätze in der gesetzlichen Rentenversicherung und der Beitragszahlung des Bundes für Kindererziehungszeiten für das Jahr 2003                                                                                |
| BSG 2004           | Gesetz zur Bestimmung der Beitragssätze in der gesetzlichen Rentenversicherung und der Beitragszahlung des Bundes für Kindererziehungszeiten für das Jahr 2004                                                                                |
| BSG 2007           | Gesetz zur Bestimmung der Beitragssätze in der gesetzlichen Rentenversicherung für das Jahr 2007 |
| BSG 2013           | Gesetz zur Festsetzung der Beitragssätze in der gesetzlichen Rentenversicherung für das Jahr 2013 |
| BSG 2014           | Gesetz zur Festsetzung der Beitragssätze in der gesetzlichen Rentenversicherung für das Jahr 2014 |
| BSIG               | Gesetz über das Bundesamt für Sicherheit in der Informationstechnik |
| BStatG             | Gesetz über die Statistik für Bundeszwecke |
| BSWAG              | Gesetz über den Ausbau der Schienenwege des Bundes |
| BtBG               | Gesetz über die Wahrnehmung behördlicher Aufgaben bei der Betreuung Volljähriger |
| BTHG               | Gesetz zur Stärkung der Teilhabe und Selbstbestimmung von Menschen mit Behinderungen |
| BtMG               | Gesetz über den Verkehr mit Betäubungsmitteln |
| BuchPrG            | Gesetz über die Preisbindung für Bücher |
| BUKG               | Gesetz über die Umzugskostenvergütung für die Bundesbeamten, Richter im Bundesdienst und Soldaten |
| BürgPoRPaktGG      | Gesetz zu dem Internationalen Pakt vom 19. Dezember 1966 über bürgerliche und politische Rechte |
| BUrlG              | Bundesurlaubsgesetz |
| BVAG               | Gesetz über die Errichtung des Bundesversicherungsamts, die Aufsicht über die Sozialversicherungsträger und die Regelung von Verwaltungszuständigkeiten in der Sozialversicherung und der betrieblichen Altersfürsorge                        |
| BVerfGAmtsGehG     | Gesetz über das Amtsgehalt der Mitglieder des Bundesverfassungsgerichts |
| BVerfGG            | Gesetz über das Bundesverfassungsgericht |
| BVerfSchG          | Gesetz über die Zusammenarbeit des Bundes und der Länder in Angelegenheiten des Verfassungsschutzes und über das Bundesamt für Verfassungsschutz                                                                                              |
| BVersTG            | Gesetz über die interne Teilung beamtenversorgungsrechtlicher Ansprüche von Bundesbeamtinnen und Bundesbeamten im Versorgungsausgleich |
| BVFG               | Gesetz über die Angelegenheiten der Vertriebenen und Flüchtlinge |
| BVG                | Gesetz über die Versorgung der Opfer des Krieges |
| BVGSaarEG          | Gesetz zur Einführung des Bundesversorgungsgesetzes im Saarland |
| BVLG               | Gesetz über die Errichtung eines Bundesamtes für Verbraucherschutz und Lebensmittelsicherheit |
| BVSAuflG           | Gesetz über die Auflösung des Bundesverbandes für den Selbstschutz (Artikel 2 des Gesetzes zur Neuordnung des Zivilschutzes) |
| BVwAG              | Gesetz über die Errichtung des Bundesverwaltungsamtes |
| BWahlG             | Bundeswahlgesetz |
| BWaldG             | Gesetz zur Erhaltung des Waldes und zur Förderung der Forstwirtschaft |
| BwBeamtAusglG      | Gesetz zur Ausgliederung von Beamtinnen und Beamten der Bundeswehr |
| BWKAusl            | Bundesgesetz zur Wiedergutmachung nationalsozialistischen Unrechts in der Kriegsopferversorgung für Berechtigte im Ausland |
| BWKAuslGÄndG       | Gesetz zur Änderung und Ergänzung des Gesetzes zur Wiedergutmachung nationalsozialistischen Unrechts in der Kriegsopferversorgung für Berechtigte im Ausland                                                                                  |
| BwKoopG            | Kooperationsgesetz der Bundeswehr |
| BWpVerwPG          | Gesetz über das Personal der Bundeswertpapierverwaltung |
| BzBlG              | Gesetz zur Verminderung von Luftverunreinigungen durch Bleiverbindungen in Ottokraftstoffen für Kraftfahrzeugmotore |
| BZRG               | Gesetz über das Zentralregister und das Erziehungsregister |

| C               | |
| CCDSekrSitzAbkG | Gesetz zu dem Abkommen vom 18. August 1998 zwischen der Regierung der Bundesrepublik Deutschland, den Vereinten Nationen und dem Sekretariat des Übereinkommens der Vereinten Nationen zur Bekämpfung der Wüstenbildung über den Sitz des Ständigen Sekretariats des Übereinkommens |
| ChemG           | Gesetz zum Schutz vor gefährlichen Stoffen |
| CLNIG           | Gesetz zu dem Straßburger Übereinkommen vom 4. November 1988 über die Beschränkung der Haftung in der Binnenschiffahrt (CLNI) |
| CMRG            | Gesetz zu dem Übereinkommen vom 19. Mai 1956 über den Beförderungsvertrag im internationalen Straßengüterverkehr (CMR) |
| ComKrimÜbkG     | Gesetz zu dem Übereinkommen des Europarats vom 23. November 2001 über Computerkriminalität |
| ContStifG       | Gesetz über die Conterganstiftung für behinderte Menschen |
| CSCG            | Gesetz zu dem Übereinkommen vom 2. Dezember 1972 über sichere Container |
| CsgG            | Gesetz zur Bevorrechtigung des Carsharing |
| CWSSRechtsG     | Gesetz zur Verleihung der Rechtsfähigkeit an das Gemeinsame Wattenmeersekretariat – Common Wadden Sea Secretariat (CWSS) |
| CWÜAG           | Ausführungsgesetz zu dem Übereinkommen vom 13. Januar 1993 über das Verbot der Entwicklung, Herstellung, Lagerung und des Einsatzes chemischer Waffen und über die Vernichtung solcher Waffen                                                                                       |

| D                   | |
| DBAAbkÄndProtBELG   | Gesetz zu dem Änderungsprotokoll vom 21. Januar 2010 zum Abkommen vom 11. April 1967 zwischen der Bundesrepublik Deutschland und dem Königreich Belgien zur Vermeidung der Doppelbesteuerungen und zur Regelung verschiedener anderer Fragen auf dem Gebiete der Steuern vom Einkommen und vom Vermögen einschließlich der Gewerbesteuer und der Grundsteuern sowie des dazugehörigen Schlussprotokolls in der Fassung des Zusatzabkommens vom 5. November 2002 |
| DBAAbkBGRG          | Gesetz zum Abkommen vom 25. Januar 2010 zwischen der Bundesrepublik Deutschland und der Republik Bulgarien zur Vermeidung der Doppelbesteuerung und der Steuerverkürzung auf dem Gebiet der Steuern vom Einkommen und vom Vermögen |
| DBAAbkGBRG          | Gesetz zu dem Abkommen vom 30. März 2010 zwischen der Bundesrepublik Deutschland und dem Vereinigten Königreich Großbritannien und Nordirland zur Vermeidung der Doppelbesteuerung und zur Verhinderung der Steuerverkürzung auf dem Gebiet der Steuern vom Einkommen und vom Vermögen |
| DBAAbkMYSG          | Gesetz zu dem Abkommen vom 23. Februar 2010 zwischen der Bundesrepublik Deutschland und Malaysia zur Vermeidung der Doppelbesteuerung und zur Verhinderung der Steuerverkürzung auf dem Gebiet der Steuern vom Einkommen |
| DBAAbkSYRG          | Gesetz zu dem Abkommen vom 17. Februar 2010 zwischen der Bundesrepublik Deutschland und der Arabischen Republik Syrien zur Vermeidung der Doppelbesteuerung und Verhinderung der Steuerverkürzung auf dem Gebiet der Steuern vom Einkommen |
| DBAÄndProtG IND     | Gesetz zu dem Protokoll vom 28. Juni 1984 zur Änderung des am 18. März 1959 in Neu-Delhi unterzeichneten Abkommens zwischen der Regierung der Bundesrepublik Deutschland und der Regierung der Republik Indien zur Vermeidung der Doppelbesteuerung des Einkommens |
| DBAÄndProtG NOR     | Gesetz zu dem Protokoll vom 24. Juni 2013 zur Änderung des Abkommens vom 4. Oktober 1991 zwischen der Bundesrepublik Deutschland und dem Königreich Norwegen zur Vermeidung der Doppelbesteuerung und über gegenseitige Amtshilfe auf dem Gebiet der Steuern vom Einkommen und vom Vermögen sowie des dazugehörigen Protokolls |
| DBAAREG             | Gesetz zu dem Abkommen vom 1. Juli 2010 zwischen der Bundesrepublik Deutschland und den Vereinigten Arabischen Emiraten zur Vermeidung der Doppelbesteuerung und der Steuerverkürzung auf dem Gebiet der Steuern vom Einkommen |
| DBAbkG ARM          | Gesetz zu dem Abkommen vom 29. Juni 2016 zwischen der Bundesrepublik Deutschland und der Republik Armenien zur Vermeidung der Doppelbesteuerung und zur Verhinderung der Steuerverkürzung auf dem Gebiet der Steuern vom Einkommen und vom Vermögen |
| DBAbkG ISR 2015     | Gesetz zu dem Abkommen vom 21. August 2014 zwischen der Bundesrepublik Deutschland und dem Staat Israel zur Vermeidung der Doppelbesteuerung und der Steuerverkürzung auf dem Gebiet der Steuern vom Einkommen und vom Vermögen |
| DBAbkG Jersey 2015  | Gesetz zu dem Abkommen vom 7. Mai 2015 zwischen der Bundesrepublik Deutschland und der Regierung von Jersey über die Zusammenarbeit in Steuersachen und die Vermeidung der Doppelbesteuerung bei bestimmten Einkünften |
| DBAbkG TUR          | Gesetz zu dem Abkommen vom 19. September 2011 zwischen der Bundesrepublik Deutschland und der Republik Türkei zur Vermeidung der Doppelbesteuerung und der Steuerverkürzung auf dem Gebiet der Steuern vom Einkommen |
| DBACHE1971Prot1978G | Gesetz zum Protokoll vom 30. November 1978 zu dem Abkommen vom 11. August 1971 zwischen der Bundesrepublik Deutschland und der Schweizerischen Eidgenossenschaft zur Vermeidung der Doppelbesteuerung auf dem Gebiete der Steuern vom Einkommen und vom Vermögen |
| DBACHE1971Prot1989G | Gesetz zu dem Protokoll vom 17. Oktober 1989 zu dem Abkommen vom 11. August 1971 zwischen der Bundesrepublik Deutschland und der Schweizerischen Eidgenossenschaft zur Vermeidung der Doppelbesteuerung auf dem Gebiete der Steuern vom Einkommen und vom Vermögen in der Fassung des Protokolls vom 30. November 1978 |
| DBACHE1971Prot1992G | Gesetz zu dem Protokoll vom 21. Dezember 1992 zu dem Abkommen vom 11. August 1971 zwischen der Bundesrepublik Deutschland und der Schweizerischen Eidgenossenschaft zur Vermeidung der Doppelbesteuerung auf dem Gebiete der Steuern vom Einkommen und vom Vermögen |
| DBADZAG             | Gesetz zu dem Abkommen vom 12. November 2007 zwischen der Bundesrepublik Deutschland und der Demokratischen Volksrepublik Algerien zur Vermeidung der Doppelbesteuerung und zur Verhinderung der Steuervermeidung und Steuerhinterziehung auf dem Gebiet der Steuern vom Einkommen und vom Vermögen |
| DBAESTG             | Gesetz zu dem Abkommen vom 29. November 1996 zwischen der Bundesrepublik Deutschland und der Republik Estland zur Vermeidung der Doppelbesteuerung auf dem Gebiet der Steuern vom Einkommen und vom Vermögen |
| DBAG BOL            | Gesetz zu dem Abkommen vom 30. September 1992 zwischen der Bundesrepublik Deutschland und der Republik Bolivien zur Vermeidung der Doppelbesteuerung auf dem Gebiet der Steuern vom Einkommen und vom Vermögen |
| DBAG CHN            | Gesetz zu dem Abkommen vom 10. Juni 1985 zwischen der Bundesrepublik Deutschland und der Volksrepublik China zur Vermeidung der Doppelbesteuerung auf dem Gebiet der Steuern vom Einkommen und vom Vermögen |
| DBAG FRA 2006       | Gesetz zu dem Abkommen vom 12. Oktober 2006 zwischen der Bundesrepublik Deutschland und der Französischen Republik zur Vermeidung der Doppelbesteuerung der Nachlässe, Erbschaften und Schenkungen |
| DbAG                | Gesetz über einen Ausgleich für Dienstbeschädigungen im Beitrittsgebiet |
| DBAG KAZ            | Gesetz zu dem Abkommen vom 26. November 1997 zwischen der Bundesrepublik Deutschland und der Republik Kasachstan zur Vermeidung der Doppelbesteuerung auf dem Gebiet der Steuern vom Einkommen und vom Vermögen |
| DBAG LTU            | Gesetz zu dem Abkommen vom 22. Juli 1997 zwischen der Bundesrepublik Deutschland und der Republik Litauen zur Vermeidung der Doppelbesteuerung auf dem Gebiet der Steuern vom Einkommen und vom Vermögen |
| DBAG MAN            | Gesetz zu dem Abkommen vom 2. März 2009 zwischen der Regierung der Bundesrepublik Deutschland und der Regierung der Insel Man zur Vermeidung der Doppelbesteuerung von im internationalen Verkehr tätigen Schifffahrtsunternehmen |
| DBAG SAU            | Gesetz zu dem Abkommen vom 8. November 2007 zwischen der Bundesrepublik Deutschland und dem Königreich Saudi-Arabien zur Vermeidung der Doppelbesteuerung auf dem Gebiet der Steuern vom Einkommen und vom Vermögen von Luftfahrtunternehmen und der Steuern von den Vergütungen ihrer Arbeitnehmer |
| DBAG USA 1980       | Gesetz zu dem Abkommen vom 3. Dezember 1980 zwischen der Bundesrepublik Deutschland und den Vereinigten Staaten von Amerika zur Vermeidung der Doppelbesteuerung auf dem Gebiet der Nachlaß-, Erbschaft- und Schenkungsteuern |
| DBALETG             | Gesetz zu dem Abkommen vom 21. Februar 1997 zwischen der Bundesrepublik Deutschland und der Republik Lettland zur Vermeidung der Doppelbesteuerung auf dem Gebiet der Steuern vom Einkommen und vom Vermögen |
| DBAMLTÄndProtG      | Gesetz zu dem Protokoll vom 17. Juni 2010 zur Änderung des Abkommens vom 8. März 2001 zwischen der Bundesrepublik Deutschland und Malta zur Vermeidung der Doppelbesteuerung auf dem Gebiet der Steuern vom Einkommen und vom Vermögen |
| DBAMUSG             | Gesetz zu dem Abkommen vom 7. Oktober 2011 zwischen der Bundesrepublik Deutschland und der Republik Mauritius zur Vermeidung der Doppelbesteuerung und der Steuerverkürzung auf dem Gebiet der Steuern vom Einkommen |
| DBANAMG             | Gesetz zu dem Abkommen vom 2. Dezember 1993 zwischen der Bundesrepublik Deutschland und der Republik Namibia zur Vermeidung der Doppelbesteuerung auf dem Gebiet der Steuern vom Einkommen und vom Vermögen |
| DBAPAKG             | Gesetz zu dem Abkommen vom 14. Juli 1994 zwischen der Bundesrepublik Deutschland und der Islamischen Republik Pakistan zur Vermeidung der Doppelbesteuerung auf dem Gebiet der Steuern vom Einkommen |
| DBAProtVerArabEmG   | Gesetz zu dem Protokoll vom 4. Juli 2006 zur Verlängerung des Abkommens vom 9. April 1995 zwischen der Bundesrepublik Deutschland und den Vereinigten Arabischen Emiraten zur Vermeidung der Doppelbesteuerung auf dem Gebiet der Steuern vom Einkommen und vom Vermögen und zur Belebung der wirtschaftlichen Beziehungen |
| DBARevProtG FRA     | Gesetz zu dem Revisionsprotokoll vom 9. Juni 1969 zu dem am 21. Juli 1959 in Paris unterzeichneten Abkommen zwischen der Bundesrepublik Deutschland und der Französischen Republik zur Vermeidung der Doppelbesteuerungen und über gegenseitige Amts- und Rechtshilfe auf dem Gebiete der Steuern vom Einkommen und vom Vermögen sowie der Gewerbesteuern und der Grundsteuern                                                                                  |
| DBARUSÄndProtG      | Gesetz zu dem Protokoll vom 15. Oktober 2007 zur Änderung des Abkommens zwischen der Bundesrepublik Deutschland und der Russischen Föderation zur Vermeidung der Doppelbesteuerung auf dem Gebiet der Steuern vom Einkommen und vom Vermögen vom 29. Mai 1996 und des Protokolls hierzu vom 29. Mai 1996 |
| DBATaipehG          | Gesetz zum Abkommen vom 19. und 28. Dezember 2011 zwischen dem Deutschen Institut in Taipeh und der Taipeh Vertretung in der Bundesrepublik Deutschland zur Vermeidung der Doppelbesteuerung und zur Verhinderung der Steuerverkürzung hinsichtlich der Steuern vom Einkommen und vom Vermögen |
| DBAVENG             | Gesetz zu dem Abkommen vom 8. Februar 1995 zwischen der Bundesrepublik Deutschland und der Republik Venezuela zur Vermeidung der Doppelbesteuerung auf dem Gebiet der Steuern vom Einkommen und vom Vermögen |
| DBAVerArabEmG       | Gesetz zu dem Abkommen vom 9. April 1995 zwischen der Bundesrepublik Deutschland und den Vereinigten Arabischen Emiraten zur Vermeidung der Doppelbesteuerung auf dem Gebiet der Steuern vom Einkommen und vom Vermögen und zur Belebung der wirtschaftlichen Beziehungen |
| DBAZAbkBELG         | Gesetz zu dem Zusatzabkommen vom 5. November 2002 zum Abkommen vom 11. April 1967 zwischen der Bundesrepublik Deutschland und dem Königreich Belgien zur Vermeidung der Doppelbesteuerungen und zur Regelung verschiedener anderer Fragen auf dem Gebiete der Steuern vom Einkommen und vom Vermögen einschließlich der Gewerbesteuer und der Grundsteuern |
| DBAZusAbkG FRA 2015 | Gesetz zu dem Zusatzabkommen vom 31. März 2015 zum Abkommen vom 21. Juli 1959 zwischen der Bundesrepublik Deutschland und der Französischen Republik zur Vermeidung der Doppelbesteuerungen und über gegenseitige Amts- und Rechtshilfe auf dem Gebiete der Steuern vom Einkommen und vom Vermögen sowie der Gewerbesteuern und der Grundsteuern |
| DBBankAbkG GBR      | Gesetz zu dem Abkommen vom 7. Dezember 2011 zwischen der Bundesrepublik Deutschland und dem Vereinigten Königreich Großbritannien und Nordirland zur Vermeidung der Doppelbelastung bei der Bankenabgabe |
| DBeglG              | Dienstrechtliches Begleitgesetz im Zusammenhang mit dem Beschluß des Deutschen Bundestages vom 20. Juli 1991 zur Vollendung der Einheit Deutschlands |
| DBGrG               | Gesetz über die Gründung einer Deutsche Bahn Aktiengesellschaft |
| DBSeeLuftAbkG PAN   | Gesetz zu dem Abkommen vom 21. November 2016 zwischen der Bundesrepublik Deutschland und der Republik Panama zur Vermeidung der Doppelbesteuerung auf dem Gebiet der Steuern vom Einkommen betreffend den Betrieb von Seeschiffen oder Luftfahrzeugen im internationalen Verkehr |
| DBUStiftG           | Gesetz zur Errichtung einer Stiftung „Deutsche Bundesstiftung Umwelt“ |
| DDR-EErfG           | Gesetz zur Regelung in der Deutschen Demokratischen Republik nicht erfüllter Entschädigungsansprüche aus Enteignung |
| DDR-IG              | Gesetz zum Abbau von Hemmnissen bei Investitionen in der Deutschen Demokratischen Republik einschließlich Berlin (Ost) |
| DEFG                | Gesetz über die Errichtung eines Fonds „Deutsche Einheit“ |
| De-Mail-G           | De-Mail-Gesetz |
| DepotG              | Gesetz über die Verwahrung und Anschaffung von Wertpapieren |
| DesignG             | Gesetz über den rechtlichen Schutz von Design |
| DGBankUmwG          | Gesetz zur Umwandlung der Deutschen Genossenschaftsbank |
| DGIAG               | Gesetz zur Errichtung einer Stiftung Deutsche Geisteswissenschaftliche Institute im Ausland, Bonn |
| DHMG                | Gesetz zur Errichtung einer Stiftung „Deutsches Historisches Museum“ |
| DiätAssG            | Gesetz über den Beruf der Diätassistentin und des Diätassistenten (Artikel 1 des Gesetzes über den Beruf der Diätassistentin und des Diätassistenten und zur Änderung verschiedener Gesetze über den Zugang zu anderen Heilberufen) |
| DiätenG             | Gesetz über die Entschädigung der Mitglieder des Bundestages |
| DiätenGÄndG 2       | Zweites Gesetz zur Änderung des Diätengesetzes 1968 |
| DiätenGÄndG         | Gesetz zur Änderung des Gesetzes über die Entschädigung der Mitglieder des Bundestages |
| DienstRÄndG 2       | Zweites Gesetz zur Änderung dienstrechtlicher Vorschriften (Angehörige des öffentlichen Dienstes in Landesparlamenten) |
| DienstRÄndG 5       | Fünftes Gesetz zur Änderung dienstrechtlicher Vorschriften |
| DIMRG               | Gesetz über die Rechtsstellung und Aufgaben des Deutschen Instituts für Menschenrechte |
| DIndBVermVerwG      | Gesetz über die Verwendung des Vermögens der Deutschen Industriebank |
| DiplBezÜbkG         | Gesetz zu dem Wiener Übereinkommen vom 18. April 1961 über diplomatische Beziehungen |
| DirektZahlDurchfG   | Gesetz zur Durchführung der Direktzahlungen an Inhaber landwirtschaftlicher Betriebe im Rahmen von Stützungsregelungen der Gemeinsamen Agrarpolitik |
| DKfAG               | Dienstrechtliches Kriegsfolgen-Abschlußgesetz |
| DLKonjStatG         | Gesetz über konjunkturstatistische Erhebungen in bestimmten Dienstleistungsbereichen |
| DlStatG             | Gesetz über Statistiken im Dienstleistungsbereich |
| DMBeEndG            | Gesetz über die Beendigung der Zahlungsmitteleigenschaft der auf Deutsche Mark lautenden Banknoten und der auf Deutsche Mark oder Deutsche Pfennig lautenden Bundesmünzen |
| DMBilG              | Gesetz über die Eröffnungsbilanz in Deutscher Mark und die Kapitalneufestsetzung |
| DNBG                | Gesetz über die Deutsche Nationalbibliothek |
| DOHG 2              | Zweites Gesetz über eine finanzielle Hilfe für Dopingopfer der DDR |
| DöKVAG              | Ausführungsgesetz zum deutsch-österreichischen Konkursvertrag |
| DollBBerAbk2G       | Gesetz zum Zweiten Abkommen vom 16. August 1960 zwischen der Bundesrepublik Deutschland und den Vereinigten Staaten von Amerika über gewisse Angelegenheiten, die sich aus der Bereinigung deutscher Dollarbonds ergeben |
| DopingÜbkG          | Gesetz zu dem Übereinkommen vom 16. November 1989 gegen Doping |
| DRAG ISR 1980       | Gesetz zu dem Abkommen vom 29. Mai 1980 zwischen der Bundesrepublik Deutschland und dem Staat Israel zur Vermeidung der Doppelbesteuerung auf dem Gebiet der Nachlaß- und Erbschaftssteuern in der Fassung des Änderungsprotokolls vom 20. Januar 1984 |
| DRiG                | Deutsches Richtergesetz |
| DrittelbG           | Gesetz über die Drittelbeteiligung der Arbeitnehmer im Aufsichtsrat |
| DRKG                | Gesetz über das Deutsche Rote Kreuz und andere freiwillige Hilfsgesellschaften im Sinne der Genfer Rotkreuz-Abkommen |
| DRK-SDDSG           | Gesetz zur Regelung des Datenschutzes für den Suchdienst des Deutschen Roten Kreuzes (DRK-Suchdienstdatenschutzgesetz) |
| DSLBUmwG            | Gesetz über die Umwandlung der Deutschen Siedlungs- und Landesrentenbank in eine Aktiengesellschaft |
| DSÜbkG              | Gesetz zu dem Übereinkommen vom 28. Januar 1981 zum Schutz des Menschen bei der automatischen Verarbeitung personenbezogener Daten |
| DtA-VÜG             | Gesetz zur Übertragung des Vermögens der Deutschen Ausgleichsbank auf die Kreditanstalt für Wiederaufbau |
| DublÜbkG            | Gesetz zu dem Übereinkommen vom 15. Juni 1990 über die Bestimmung des zuständigen Staates für die Prüfung eines in einem Mitgliedstaat der Europäischen Gemeinschaften gestellten Asylantrags |
| DÜGAufhG            | Gesetz zur Aufhebung des Diskontsatz-Überleitungs-Gesetzes |
| DüngG               | Düngegesetz |
| DüngMSaatG          | Gesetz zur Sicherung der Düngemittel- und Saatgutversorgung |
| DüngMSaatGVerlG     | Gesetz zur Verlängerung des Gesetzes zur Sicherung der Düngemittel- und Saatgutversorgung |
| DWDG                | Gesetz über den Deutschen Wetterdienst |
| DWG                 | Gesetz über die Rundfunkanstalt des Bundesrechts „Deutsche Welle“ |
| DWGÄndG             | Gesetz zur Änderung des Deutsche-Welle-Gesetzes |

| E                           | |
| EALG                        | Gesetz über die Entschädigung nach dem Gesetz zur Regelung offener Vermögensfragen und über staatliche Ausgleichsleistungen für Enteignungen auf besatzungsrechtlicher oder besatzungshoheitlicher Grundlage |
| EbertStiftG                 | Gesetz über die Errichtung einer Stiftung Reichspräsident-Friedrich-Ebert-Gedenkstätte |
| EBIG                        | Gesetz zur Europäischen Bürgerinitiative |
| EBKrG                       | Gesetz über Kreuzungen von Eisenbahnen und Straßen |
| EBPensNOG                   | Gesetz zur Neuordnung der Pensionskasse Deutscher Eisenbahnen und Straßenbahnen |
| EBPfSchG                    | Gesetz, betreffend die Unzulässigkeit der Pfändung von Eisenbahnfahrbetriebsmitteln |
| EBRG                        | Gesetz über Europäische Betriebsräte |
| EDL-G                       | Gesetz über Energiedienstleistungen und andere Energieeffizienzmaßnahmen |
| EEG 2017                    | Gesetz für den Ausbau erneuerbarer Energien |
| EEWärmeG                    | Gesetz zur Förderung Erneuerbarer Energien im Wärmebereich |
| EGAktG                      | Einführungsgesetz zum Aktiengesetz |
| EGAO                        | Einführungsgesetz zur Abgabenordnung |
| EGBeitrESP/PRTG             | Gesetz zu dem Vertrag vom 12. Juni 1985 und dem Beitritt des Königreichs Spanien und der Portugiesischen Republik zur Europäischen Wirtschaftsgemeinschaft, zur Europäischen Atomgemeinschaft und zur Europäischen Gemeinschaft für Kohle und Stahl |
| EGBes725/2003UmsG           | Gesetz zur Umsetzung des Beschlusses des Rates (2003/725/JI) vom 2. Oktober 2003 zur Änderung von Artikel 40 Abs. 1 und 7 des Übereinkommens zur Durchführung des Schengener Übereinkommens vom 14. Juni 1985 betreffend den schrittweisen Abbau der Kontrollen an den gemeinsamen Grenzen                                                                                       |
| EGBGB                       | Einführungsgesetz zum Bürgerlichen Gesetzbuche |
| EG-EStRG                    | Einführungsgesetz zum Einkommensteuerreformgesetz |
| EGFinSchAProtG              | Gesetz zu dem Protokoll vom 29. November 1996 aufgrund von Artikel K.3 des Vertrags über die Europäische Union betreffend die Auslegung des Übereinkommens über den Schutz der finanziellen Interessen der Europäischen Gemeinschaften durch den Gerichtshof der Europäischen Gemeinschaften im Wege der Vorabentscheidung                                                       |
| EGGenTDurchfG               | Gesetz zur Durchführung der Verordnungen der Europäischen Gemeinschaft oder der Europäischen Union auf dem Gebiet der Gentechnik und über die Kennzeichnung ohne Anwendung gentechnischer Verfahren hergestellter Lebensmittel |
| EGGmbHG                     | Einführungsgesetz zum Gesetz betreffend die Gesellschaften mit beschränkter Haftung |
| EGGVG                       | Einführungsgesetz zum Gerichtsverfassungsgesetz |
| EGHGB                       | Einführungsgesetz zum Handelsgesetzbuch |
| EGInsO                      | Einführungsgesetz zur Insolvenzordnung |
| EGKSVtrÄndVtrG              | Gesetz über den Vertrag vom 27. Oktober 1956 zur Abänderung des Vertrages über die Gründung der Europäischen Gemeinschaft für Kohle und Stahl |
| EGMRKHG                     | Gesetz zur Einführung von Kostenhilfe für Drittbetroffene in Verfahren vor dem Europäischen Gerichtshof für Menschenrechte |
| EGovG                       | Gesetz zur Förderung der elektronischen Verwaltung |
| EGStGB                      | Einführungsgesetz zum Strafgesetzbuch |
| EGStPO                      | Einführungsgesetz zur Strafprozeßordnung |
| EGVertrG                    | Gesetz zu dem Vertrag vom 8. April 1965 zur Einsetzung eines gemeinsamen Rates und einer gemeinsamen Kommission der Europäischen Gemeinschaften |
| EgVG                        | Gesetz zur Erstellung gesamtwirtschaftlicher Vorausschätzungen der Bundesregierung |
| EGVVG                       | Einführungsgesetz zum Versicherungsvertragsgesetz |
| EGWStrG                     | Einführungsgesetz zum Wehrstrafgesetz |
| EGZVG                       | Einführungsgesetz zu dem Gesetz über die Zwangsversteigerung und die Zwangsverwaltung |
| EheAnerkG                   | Gesetz über die Anerkennung freier Ehen rassisch und politisch Verfolgter |
| EhefZeugnÜbkG               | Gesetz zu dem Übereinkommen vom 5. September 1980 über die Ausstellung von Ehefähigkeitszeugnissen |
| EheschlRWirkgG              | Gesetz über die Rechtswirkungen des Ausspruchs einer nachträglichen Eheschließung |
| EhfG                        | Entwicklungshelfer-Gesetz |
| EigZulG                     | Eigenheimzulagengesetz |
| EinhZeitG                   | Gesetz über die Einheiten im Messwesen und die Zeitbestimmung |
| EinigVtrG                   | Gesetz zu dem Vertrag vom 31. August 1990 zwischen der Bundesrepublik Deutschland und der Deutschen Demokratischen Republik über die Herstellung der Einheit Deutschlands – Einigungsvertragsgesetz – und der Vereinbarung vom 18. September 1990 |
| EinsatzWVG                  | Gesetz zur Regelung der Weiterverwendung nach Einsatzunfällen |
| EinSiG                      | Einlagensicherungsgesetz |
| EJG                         | Gesetz zur Umsetzung des Beschlusses (2002/187/JI) des Rates vom 28. Februar 2002 über die Errichtung von Eurojust zur Verstärkung der Bekämpfung der schweren Kriminalität |
| EKFG                        | Gesetz zur Errichtung eines Sondervermögens „Energie- und Klimafonds“ |
| ElektroG                    | Gesetz über das Inverkehrbringen, die Rücknahme und die umweltverträgliche Entsorgung von Elektro- und Elektronikgeräten |
| EmoG                        | Gesetz zur Bevorrechtigung der Verwendung elektrisch betriebener Fahrzeuge |
| EmsDolKoopVtrNLDG           | Gesetz zu dem Vertrag vom 10. September 1984 zwischen der Bundesrepublik Deutschland und dem Königreich der Niederlande über die Zusammenarbeit im Bereich von Ems und Dollart sowie in den angrenzenden Gebieten (Kooperationsvertrag Ems-Dollart) |
| EMVG                        | Gesetz über die elektromagnetische Verträglichkeit von Betriebsmitteln |
| EnEG                        | Gesetz zur Einsparung von Energie in Gebäuden |
| EnergieStG                  | Energiesteuergesetz |
| ENeuOG                      | Gesetz zur Neuordnung des Eisenbahnwesens |
| EnLAG                       | Gesetz zum Ausbau von Energieleitungen |
| EnSiG 1975                  | Gesetz zur Sicherung der Energieversorgung |
| EnStatG                     | Energiestatistikgesetz |
| EntflechtG                  | Gesetz zur Entflechtung von Gemeinschaftsaufgaben und Finanzhilfen |
| EntgFG                      | Gesetz über die Zahlung des Arbeitsentgelts an Feiertagen und im Krankheitsfall |
| EntgTranspG                 | Gesetz zur Förderung der Entgelttransparenz zwischen Frauen und Männern |
| EntschG                     | Gesetz über die Entschädigung nach dem Gesetz zur Regelung offener Vermögensfragen |
| EntschRG                    | Entschädigungsrentengesetz |
| EntsorgFondsG               | Gesetz zur Errichtung eines Fonds zur Finanzierung der kerntechnischen Entsorgung |
| EntsorgÜG                   | Gesetz zur Regelung des Übergangs der Finanzierungs- und Handlungspflichten für die Entsorgung radioaktiver Abfälle der Betreiber von Kernkraftwerken |
| EntwLStG                    | Gesetz über steuerliche Maßnahmen zur Förderung von privaten Kapitalanlagen in Entwicklungsländern |
| EnVKG                       | Gesetz zur Kennzeichnung von energieverbrauchsrelevanten Produkten, Kraftfahrzeugen und Reifen mit Angaben über den Verbrauch an Energie und an anderen wichtigen Ressourcen |
| EnWG                        | Gesetz über die Elektrizitäts- und Gasversorgung |
| ErbbauRG                    | Gesetz über das Erbbaurecht |
| ErbStG                      | Erbschaftsteuer- und Schenkungsteuergesetz |
| ErbStRG                     | Gesetz zur Reform des Erbschaftsteuer- und Schenkungsteuerrechts |
| ErdölBevG                   | Gesetz über die Bevorratung mit Erdöl und Erdölerzeugnissen |
| ERegG                       | Eisenbahnregulierungsgesetz |
| ErgThG                      | Gesetz über den Beruf der Ergotherapeutin und des Ergotherapeuten |
| ErholNutzG                  | Gesetz zur Bereinigung der im Beitrittsgebiet zu Erholungszwecken verliehenen Nutzungsrechte |
| ErKGNAnrG                   | Gesetz zur Nichtanrechnung rückwirkender Erhöhungen des Kindergeldes |
| ERPBürgschG                 | Drittes Gesetz über die Übernahme von Sicherheitsleistungen und Gewährleistungen zur Förderung der deutschen Wirtschaft |
| ERPEntwHiG                  | Gesetz über die Finanzierungshilfe für Entwicklungsländer aus Mitteln des ERP-Sondervermögens |
| ERPSchG                     | Gesetz zur Mitübernahme der Schulden und Rechte des ERP-Sondervermögens in die Bundesschuld und in das Bundesvermögen, über die Zuführung von Mitteln aus dem ERP-Sondervermögen an den Bundeshaushalt sowie über die Einbringung von ERP-Vermögen in die Kreditanstalt für Wiederaufbau                                                                                         |
| ERPVerwG 2007               | Gesetz über die Verwaltung des ERP-Sondervermögens |
| ERPVwG                      | Gesetz über die Verwaltung des ERP-Sondervermögens |
| ERPWiPlanG 1962             | Gesetz über die Feststellung des Wirtschaftsplans des ERP-Sondervermögens für das Rechnungsjahr 1962 |
| ERPWiPlanG 1964             | Gesetz über die Feststellung des Wirtschaftsplans des ERP-Sondervermögens für das Rechnungsjahr 1964 |
| ERPWiPlanG 1965             | Gesetz über die Feststellung des Wirtschaftsplans des ERP-Sondervermögens für das Rechnungsjahr 1965 |
| ERPWiPlanG 1966             | Gesetz über die Feststellung des Wirtschaftsplans des ERP-Sondervermögens für das Rechnungsjahr 1966 |
| ERPWiPlanG 1967             | Gesetz über die Feststellung des Wirtschaftsplans des ERP-Sondervermögens für das Rechnungsjahr 1967 |
| ERPWiPlanG 1968             | Gesetz über die Feststellung des Wirtschaftsplans des ERP-Sondervermögens für das Rechnungsjahr 1968 |
| ERPWiPlanG 1969             | Gesetz über die Feststellung der Wirtschaftspläne des ERP-Sondervermögens für das Rechnungsjahr 1969 |
| ERPWiPlanG 2018             | Gesetz über die Feststellung des Wirtschaftsplans des ERP-Sondervermögens für das Jahr 2018 |
| ErstrG                      | Gesetz über die Erstreckung von gewerblichen Schutzrechten |
| ERVGerFöG                   | Gesetz zur Förderung des elektronischen Rechtsverkehrs mit den Gerichten |
| ErwSÜAG                     | Gesetz zur Ausführung des Haager Übereinkommens vom 13. Januar 2000 über den internationalen Schutz von Erwachsenen |
| ESBiSGDBest 4               | Vierte Durchführungsbestimmung zum Gesetz über das einheitliche sozialistische Bildungssystem – Bildung und Erziehung im zweisprachigen Gebiet der Bezirke Cottbus und Dresden |
| ESchG                       | Gesetz zum Schutz von Embryonen |
| ESMFinG                     | Gesetz zur finanziellen Beteiligung am Europäischen Stabilitätsmechanismus |
| EStFreigG                   | Gesetz über die Freigabe der stillgelegten Mittel aus dem Zuschlag zur Einkommensteuer und zur Körperschaftsteuer sowie über die Aufhebung der Stilllegungspflicht für künftig aufkommende Beträge |
| EStG                        | Einkommensteuergesetz |
| ESVG                        | Gesetz über die Sicherstellung der Grundversorgung mit Lebensmitteln in einer Versorgungskrise und Maßnahmen zur Vorsorge für eine Versorgungskrise |
| EthRG                       | Gesetz zur Einrichtung des Deutschen Ethikrats |
| EuAbgG                      | Gesetz über die Rechtsverhältnisse der Mitglieder des Europäischen Parlaments aus der Bundesrepublik Deutschland |
| EUAHiG                      | Gesetz über die Durchführung der gegenseitigen Amtshilfe in Steuersachen zwischen den Mitgliedstaaten der Europäischen Union |
| EuAuslf/RHiÜbkG             | Gesetz zu dem Europäischen Auslieferungsübereinkommen vom 13. Dezember 1957 und zu dem Europäischen Übereinkommen vom 20. April 1959 über die Rechtshilfe in Strafsachen |
| EUAuslÜbkG                  | Gesetz zu dem Übereinkommen vom 27. September 1996 über die Auslieferung zwischen den Mitgliedstaaten der Europäischen Union |
| EuAuslVwZ/AuskÜbkAG         | Gesetz zur Ausführung des Europäischen Übereinkommens vom 24. November 1977 über die Zustellung von Schriftstücken in Verwaltungssachen im Ausland und des Europäischen Übereinkommens vom 15. März 1978 über die Erlangung von Auskünften und Beweisen in Verwaltungssachen im Ausland                                                                                          |
| EUBeitrG                    | Gesetz über die Durchführung der Amtshilfe bei der Beitreibung von Forderungen in Bezug auf bestimmte Steuern, Abgaben und sonstige Maßnahmen zwischen den Mitgliedstaaten der Europäischen Union |
| EUBeitrVtrBGR/ROMG          | Gesetz zu dem Vertrag vom 25. April 2005 über den Beitritt der Republik Bulgarien und Rumäniens zur Europäischen Union |
| EUBeitrVtrCZEuaG            | Gesetz zu dem Vertrag vom 16. April 2003 über den Beitritt der Tschechischen Republik, der Republik Estland, der Republik Zypern, der Republik Lettland, der Republik Litauen, der Republik Ungarn, der Republik Malta, der Republik Polen, der Republik Slowenien und der Slowakischen Republik zur Europäischen Union                                                          |
| EUBeitrVtrG                 | Gesetz zu dem Vertrag vom 24. Juni 1994 über den Beitritt des Königreichs Norwegen, der Republik Österreich, der Republik Finnland und des Königreichs Schweden zur Europäischen Union |
| EUBestBekämpfÜbkG           | Gesetz zu dem Übereinkommen vom 26. Mai 1997 über die Bekämpfung der Bestechung, an der Beamte der Europäischen Gemeinschaften oder der Mitgliedstaaten der Europäischen Union beteiligt sind |
| EU-FahrgRBusG               | EU-Fahrgastrechte-Kraftomnibus-Gesetz |
| EU-FahrgRSchG               | EU-Fahrgastrechte-Schifffahrt-Gesetz |
| EuFernsAbkG                 | Gesetz über das Europäische Abkommen vom 22. Juni 1960 zum Schutz von Fernsehsendungen |
| EuFernsAbkProtG             | Gesetz über das am 22. Januar 1965 in Straßburg unterzeichnete Protokoll zu dem Europäischen Abkommen vom 22. Juni 1960 zum Schutz von Fernsehsendungen |
| EÜG                         | Gesetz über den Einfluß von Eignungsübungen der Streitkräfte auf Vertragsverhältnisse der Arbeitnehmer und Handelsvertreter sowie auf Beamtenverhältnisse |
| EUGewSchVG                  | Gesetz zum Europäischen Gewaltschutzverfahren |
| EuGHG                       | Gesetz betreffend die Anrufung des Gerichtshofes der Europäischen Gemeinschaften im Wege des Vorabentscheidungsverfahrens auf dem Gebiet der polizeilichen Zusammenarbeit und der justitiellen Zusammenarbeit in Strafsachen nach Artikel 35 des EU-Vertrages |
| EuHSchul/EUROCONTROLBeschlG | Gesetz zu dem Beschluß des Obersten Rates des Europäischen Hochschulinstituts Nr. 8/93 vom 2. Dezember 1993 und zu dem Beschluß der Ständigen Kommission von Eurocontrol vom 28. Oktober 1994 |
| EuKrSchwAusbÜbkG            | Gesetz zu dem Europäischen Übereinkommen vom 25. Oktober 1967 über die theoretische und praktische Ausbildung von Krankenschwestern und Krankenpflegern |
| EuLRaumÜbkG                 | Gesetz zu dem Übereinkommen vom 19. September 1979 über die Erhaltung der europäischen wildlebenden Pflanzen und Tiere und ihrer natürlichen Lebensräume |
| EuOEÜbkG                    | Gesetz zu dem Europäischen Übereinkommen vom 24. November 1983 über die Entschädigung für Opfer von Gewalttaten |
| EuPAG                       | Gesetz über die Tätigkeit europäischer Patentanwälte in Deutschland |
| EuRAG                       | Gesetz über die Tätigkeit europäischer Rechtsanwälte in Deutschland |
| EuRatWahlG                  | Gesetz über die Wahl der Vertreter der Bundesrepublik Deutschland zur Parlamentarischen Versammlung des Europarates |
| EuRFVerhÜbkG                | Gesetz zu dem Europäischen Übereinkommen vom 22. Januar 1965 zur Verhütung von Rundfunksendungen, die von Sendestellen außerhalb der staatlichen Hoheitsgebiete gesendet werden |
| EuRHiAUTÜbkErgVtrG          | Gesetz zu dem Vertrag vom 31. Januar 1972 zwischen der Bundesrepublik Deutschland und der Republik Österreich über die Ergänzung des Europäischen Übereinkommens vom 20. April 1959 über die Rechtshilfe in Strafsachen und die Erleichterung seiner Anwendung |
| EuRHiCHEÜbkErgVtrG          | Gesetz zu dem Vertrag vom 13. November 1969 zwischen der Bundesrepublik Deutschland und der Schweizerischen Eidgenossenschaft über die Ergänzung des Europäischen Übereinkommens über die Rechtshilfe in Strafsachen vom 20. April 1959 und die Erleichterung seiner Anwendung                                                                                                   |
| EuRHiISRÜbkErgVtrG          | Gesetz zu dem Vertrag vom 20. Juli 1977 zwischen der Bundesrepublik Deutschland und dem Staat Israel über die Ergänzung des Europäischen Übereinkommens vom 20. April 1959 über die Rechtshilfe in Strafsachen und die Erleichterung seiner Anwendung |
| EuRHiÜbkErgVtrCZEG          | Gesetz zu dem Vertrag vom 2. Februar 2000 zwischen der Bundesrepublik Deutschland und der Tschechischen Republik über die Ergänzung des Europäischen Übereinkommens über die Rechtshilfe in Strafsachen vom 20. April 1959 und die Erleichterung seiner Anwendung |
| EuRHiÜbkErgVtrPOLG          | Gesetz zu dem Vertrag vom 17. Juli 2003 zwischen der Bundesrepublik Deutschland und der Republik Polen über die Ergänzung des Europäischen Übereinkommens vom 20. April 1959 über die Rechtshilfe in Strafsachen und die Erleichterung seiner Anwendung |
| EuRHiÜbkVtrFRAG             | Gesetz zu dem Vertrag vom 24. Oktober 1974 zwischen der Bundesrepublik Deutschland und der Französischen Republik zu dem Europäischen Übereinkommen vom 20. April 1959 über die Rechtshilfe in Strafsachen |
| EuRHiÜbkVtrITAG             | Gesetz zu dem Vertrag vom 24. Oktober 1979 zwischen der Bundesrepublik Deutschland und der Italienischen Republik über die Ergänzung des Europäischen Übereinkommens vom 20. April 1959 über die Rechtshilfe in Strafsachen und die Erleichterung seiner Anwendung |
| EuRHiÜbkVtrNLDG             | Gesetz zu dem Vertrag vom 30. August 1979 zwischen der Bundesrepublik Deutschland und dem Königreich der Niederlande über die Ergänzung des Europäischen Übereinkommens vom 20. April 1959 über die Rechtshilfe in Strafsachen und die Erleichterung seiner Anwendung |
| EUROCONTROLÜbkÄndProtG      | Gesetz zu dem Protokoll vom 12. Februar 1981 zur Änderung des Internationalen Übereinkommens über Zusammenarbeit zur Sicherung der Luftfahrt „EUROCONTROL“ vom 13. Dezember 1960 und zu der Mehrseitigen Vereinbarung vom 12. Februar 1981 über Flugsicherungs-Streckengebühren                                                                                                  |
| EUROCONTROLÜbkG             | Gesetz zu dem Internationalen Übereinkommen vom 13. Dezember 1960 über Zusammenarbeit zur Sicherung der Luftfahrt „EUROCONTROL“ |
| EUROCONTROLÜbkNFProtG       | Gesetz zu dem Protokoll vom 27. Juni 1997 zur Neufassung des Internationalen Übereinkommens vom 13. Dezember 1960 über Zusammenarbeit zur Sicherung der Luftfahrt „EUROCONTROL“ |
| Euromed-LuftvAbkG-Marok     | Gesetz zu dem Europa-Mittelmeer-Luftverkehrsabkommen vom 12. Dezember 2006 zwischen der Europäischen Gemeinschaft und ihren Mitgliedstaaten einerseits und dem Königreich Marokko andererseits |
| EuropolG                    | Gesetz zur Anwendung der Verordnung (EU) 2016/794 des Europäischen Parlaments und des Rates vom 11. Mai 2016 über die Agentur der Europäischen Union für die Zusammenarbeit auf dem Gebiet der Strafverfolgung (Europol) und zur Ersetzung und Aufhebung der Beschlüsse 2009/371/JI, 2009/934/JI, 2009/935/JI, 2009/936/JI und 2009/968/JI des Rates                             |
| EuStiftÜbkG                 | Gesetz zu dem Übereinkommen vom 29. März 1982 über die Errichtung einer Europäischen Stiftung |
| EUTELSATÜbkÄndG             | Gesetz zu den Änderungen vom 13. Februar 1997 des Übereinkommens zur Gründung der Europäischen Fernmeldesatellitenorganisation „EUTELSAT“ (EUTELSAT-Übereinkommen) |
| EuTerrorÜbkG                | Gesetz zu dem Europäischen Übereinkommen vom 27. Januar 1977 zur Bekämpfung des Terrorismus |
| EUVtrG                      | Gesetz zum Vertrag vom 7. Februar 1992 über die Europäische Union |
| EuVtrÜbkG                   | Gesetz zu dem Übereinkommen vom 19. Juni 1980 über das auf vertragliche Schuldverhältnisse anzuwendende Recht |
| EuVtrÜbkProtG               | Gesetz zu den Protokollen vom 19. Dezember 1988 betreffend die Auslegung des Übereinkommens vom 19. Juni 1980 über das auf vertragliche Schuldverhältnisse anzuwendende Recht durch den Gerichtshof der Europäischen Gemeinschaften sowie zur Übertragung bestimmter Zuständigkeiten für die Auslegung dieses Übereinkommens auf den Gerichtshof der Europäischen Gemeinschaften |
| EuWaffKontrÜbkG             | Gesetz zu dem Europäischen Übereinkommen vom 28. Juni 1978 über die Kontrolle des Erwerbs und Besitzes von Schußwaffen durch Einzelpersonen |
| EuWAktG                     | Gesetz zu dem Beschluß und Akt des Rates der Europäischen Gemeinschaften vom 20. September 1976 zur Einführung allgemeiner unmittelbarer Wahlen der Abgeordneten der Versammlung |
| EuWG                        | Gesetz über die Wahl der Abgeordneten des Europäischen Parlaments aus der Bundesrepublik Deutschland |
| EUZBBG                      | Gesetz über die Zusammenarbeit von Bundesregierung und Deutschem Bundestag in Angelegenheiten der Europäischen Union |
| EUZBBGVbg                   | Vereinbarung zwischen dem Deutschen Bundestag und der Bundesregierung über die Zusammenarbeit in Angelegenheiten der Europäischen Union in Ausführung des § 6 des Gesetzes über die Zusammenarbeit von Bundesregierung und Deutschem Bundestag in Angelegenheiten der Europäischen Union                                                                                         |
| EUZBLG                      | Gesetz über die Zusammenarbeit von Bund und Ländern in Angelegenheiten der Europäischen Union |
| EVPG                        | Gesetz über die umweltgerechte Gestaltung energieverbrauchsrelevanter Produkte |
| EVZStiftG                   | Gesetz zur Errichtung einer Stiftung „Erinnerung, Verantwortung und Zukunft“ |
| EWGFinBeistG                | Gesetz zur Durchführung des mittelfristigen finanziellen Beistands in der Europäischen Wirtschaftsgemeinschaft |
| EWIVAG                      | Gesetz zur Ausführung der EWG-Verordnung über die Europäische wirtschaftliche Interessenvereinigung |
| EWRAbkAG                    | Gesetz zur Ausführung des Abkommens vom 2. Mai 1992 über den Europäischen Wirtschaftsraum |
| EZBAbkG                     | Gesetz zu dem Abkommen vom 18. September 1998 zwischen der Regierung der Bundesrepublik Deutschland und der Europäischen Zentralbank über den Sitz der Europäischen Zentralbank |

| F                   | |
| FABECVtrG           | Gesetz zu dem Vertrag vom 2. Dezember 2010 über die Errichtung des Funktionalen Luftraumblocks „Europe Central“ zwischen der Bundesrepublik Deutschland, dem Königreich Belgien, der Französischen Republik, dem Großherzogtum Luxemburg, dem Königreich der Niederlande und der Schweizerischen Eidgenossenschaft (FABEC-Vertrag) |
| FAG                 | Gesetz über den Finanzausgleich zwischen Bund und Ländern |
| FahrlG              | Gesetz über das Fahrlehrerwesen |
| FamFG               | Gesetz über das Verfahren in Familiensachen und in den Angelegenheiten der freiwilligen Gerichtsbarkeit |
| FamGKG              | Gesetz über Gerichtskosten in Familiensachen |
| FamRÄndG            | Gesetz zur Vereinheitlichung und Änderung familienrechtlicher Vorschriften |
| FANG                | Gesetz zur Neuregelung des Fremdrenten- und Auslandsrentenrechts und zur Anpassung der Berliner Rentenversicherung an die Vorschriften des Arbeiterrentenversicherungs-Neuregelungsgesetzes und des Angestelltenversicherungs-Neuregelungsgesetzes |
| FAnpG               | Gesetz zur Anpassung verschiedener Vorschriften über die Finanzbeziehungen zwischen dem Bund und den Ländern an die Neuregelung der Finanzverfassung |
| FehmarnbeltqVtrG    | Gesetz zu dem Vertrag vom 3. September 2008 zwischen der Bundesrepublik Deutschland und dem Königreich Dänemark über eine Feste Fehmarnbeltquerung |
| FeinGehG            | Gesetz über den Feingehalt der Gold- und Silberwaren |
| FELEG               | Gesetz zur Förderung der Einstellung der landwirtschaftlichen Erwerbstätigkeit |
| FernstrÜG           | Gesetz zu Überleitungsregelungen zum Infrastrukturgesellschaftserrichtungsgesetz und zum Fernstraßen-Bundesamt-Errichtungsgesetz sowie steuerliche Vorschriften |
| FernUSG             | Gesetz zum Schutz der Teilnehmer am Fernunterricht |
| FeuerschStG         | Feuerschutzsteuergesetz |
| FFG                 | Gesetz über Maßnahmen zur Förderung des deutschen Films |
| FGG-RG              | Gesetz zur Reform des Verfahrens in Familiensachen und in den Angelegenheiten der freiwilligen Gerichtsbarkeit |
| FGlG                | Gesetz zur Gleichstellung stillgelegter und landwirtschaftlich genutzter Flächen |
| FGO                 | Finanzgerichtsordnung |
| FideiAuflAufhG      | Gesetz zur Aufhebung von Fideikommiss-Auflösungsrecht |
| FinÄndG 1967        | Gesetz zur Verwirklichung der mehrjährigen Finanzplanung des Bundes, II. Teil |
| FinBerG DDR         | Gesetz zur Bereinigung von in der ehemaligen Deutschen Demokratischen Republik zwischen den öffentlichen Haushalten und volkseigenen Unternehmen, Genossenschaften sowie Gewerbetreibenden begründeten Finanzbeziehungen |
| FinDAG              | Gesetz über die Bundesanstalt für Finanzdienstleistungsaufsicht |
| FinPlG              | Erstes Gesetz zur Überleitung der Haushaltswirtschaft des Bundes in eine mehrjährige Finanzplanung |
| FinStabG            | Gesetz zur Überwachung der Finanzstabilität |
| FinVermStVtrG       | Gesetz zu dem Staatsvertrag vom 14. Dezember 2012 über die abschließende Aufteilung des Finanzvermögens gemäß Artikel 22 des Einigungsvertrages zwischen dem Bund, den neuen Ländern und Berlin (Finanzvermögen-Staatsvertrag) |
| FischDNKVtrG        | Gesetz zu dem Abkommen vom 29. Mai 1958 zwischen der Bundesrepublik Deutschland und dem Königreich Dänemark über die gemeinsame Fischerei in der Flensburger Innenförde |
| FischEtikettG       | Gesetz zur Durchführung der Rechtsakte der Europäischen Gemeinschaft über die Etikettierung von Fischen und Fischereierzeugnissen |
| FischNATÜbkG        | Gesetz zu dem Übereinkommen vom 1. Juni 1967 über das Verhalten beim Fischfang im Nordatlantik |
| FischWiVorschrAufhG | Gesetz zur Aufhebung des Fischwirtschaftsgesetzes und der Fischwirtschaftsverordnung |
| FKAG                | Gesetz zur zusätzlichen Aufsicht über beaufsichtigte Unternehmen eines Finanzkonglomerats |
| FKAustG             | Gesetz zum automatischen Austausch von Informationen über Finanzkonten in Steuersachen |
| FlaggRG             | Gesetz über das Flaggenrecht der Seeschiffe und die Flaggenführung der Binnenschiffe |
| FlG                 | Fleischgesetz |
| FlugDaG             | Gesetz über die Verarbeitung von Fluggastdaten zur Umsetzung der Richtlinie (EU) 2016/681 |
| FlugkmkRBÜbkG       | Gesetz zu dem Übereinkommen vom 11. Dezember 1987 zwischen den Vereinigten Staaten von Amerika und dem Königreich Belgien, der Bundesrepublik Deutschland, der italienischen Republik, dem Königreich der Niederlande und dem Vereinigten Königreich Großbritannien und Nordirland über Inspektionen in Bezug auf den Vertrag zwischen den Vereinigten Staaten von Amerika und der Union der Sozialistischen Sowjetrepubliken über die Beseitigung ihrer Flugkörper mittlerer und kürzerer Reichweite |
| FluHfSalzbVtrAUTG   | Gesetz zu dem Vertrag vom 19. Dezember 1967 zwischen der Bundesrepublik Deutschland und der Republik Österreich über Auswirkungen der Anlage und des Betriebes des Flughafens Salzburg auf das Hoheitsgebiet der Bundesrepublik Deutschland |
| FlüHG               | Flüchtlingshilfegesetz |
| FluLärmG            | Gesetz zum Schutz gegen Fluglärm |
| FluLärmSchutzVerbG  | Gesetz zur Verbesserung des Schutzes vor Fluglärm in der Umgebung von Flugplätzen |
| FlurbG              | Flurbereinigungsgesetz |
| FlUUG               | Gesetz über die Untersuchung von Unfällen und Störungen bei dem Betrieb ziviler Luftfahrzeuge |
| FMStBG              | Gesetz zur Beschleunigung und Vereinfachung des Erwerbs von Anteilen an sowie Risikopositionen von Unternehmen des Finanzsektors durch den Fonds „Finanzmarktstabilisierungsfonds – FMS“ |
| FMStFG              | Gesetz zur Errichtung eines Finanzmarktstabilisierungsfonds |
| FMVtr1965G          | Gesetz zu dem Internationalen Fernmeldevertrag vom 12. November 1965 |
| FMVtr1973G          | Gesetz zu dem Internationalen Fernmeldevertrag vom 25. Oktober 1973 |
| FoltÜbkFakProtG     | Gesetz zu dem Fakultativprotokoll vom 18. Dezember 2002 zum Übereinkommen gegen Folter und andere grausame, unmenschliche oder erniedrigende Behandlung oder Strafe |
| ForstSchAusglG      | Gesetz zum Ausgleich von Auswirkungen besonderer Schadensereignisse in der Forstwirtschaft |
| FoVG                | Forstvermehrungsgutgesetz |
| FPersG              | Gesetz über das Fahrpersonal von Kraftfahrzeugen und Straßenbahnen |
| FPfZG               | Gesetz über die Familienpflegezeit |
| FPStatG             | Gesetz über die Statistiken der öffentlichen Finanzen und des Personals im öffentlichen Dienst |
| FrBordÜbkG          | Gesetz zu dem Internationalen Freibord-Übereinkommen von 1966 vom 5. April 1966 |
| FreizügG/EU         | Gesetz über die allgemeine Freizügigkeit von Unionsbürgern |
| FRG                 | Fremdrentengesetz |
| FrHfDEG/DUG         | Gesetz zur Errichtung neuer Freihäfen und zur Änderung des Zollgesetzes |
| FrHfEmd/KielAufhG   | Gesetz zur Aufhebung der Freihäfen Emden und Kiel |
| FrHfHbgAufhG        | Gesetz zur Aufhebung des Freihafens Hamburg |
| FStrAbG             | Gesetz über den Ausbau der Bundesfernstraßen |
| FStrBAG             | Gesetz zur Errichtung eines Fernstraßen-Bundesamtes |
| FStrG               | Bundesfernstraßengesetz |
| FStrPrivFinG        | Gesetz über den Bau und die Finanzierung von Bundesfernstraßen durch Private |
| FuAG                | Gesetz über die Bereitstellung von Funkanlagen auf dem Markt |
| FührposGleichberG   | Gesetz für die gleichberechtigte Teilhabe von Frauen und Männern an Führungspositionen in der Privatwirtschaft und im öffentlichen Dienst |
| FVG                 | Gesetz über die Finanzverwaltung |
| FzgTeilÜbkG         | Gesetz zu dem Übereinkommen vom 20. März 1958 über die Annahme einheitlicher Bedingungen für die Genehmigung der Ausrüstungsgegenstände und Teile von Kraftfahrzeugen und über die gegenseitige Anerkennung der Genehmigung |
| FZulG               | Gesetz zur steuerlichen Förderung von Forschung und Entwicklung |

| G                         | |
| G 10                      | Gesetz zur Beschränkung des Brief-, Post- und Fernmeldegeheimnisses |
| G 115                     | Gesetz zur Ausführung von Artikel 115 des Grundgesetzes |
| G Artikel 29 Abs. 6       | Gesetz über das Verfahren bei Volksentscheid, Volksbegehren und Volksbefragung nach Artikel 29 Abs. 6 des Grundgesetzes |
| G Artikel 29 Abs. 7       | Gesetz über das Verfahren bei sonstigen Änderungen des Gebietsbestandes der Länder nach Artikel 29 Abs. 7 des Grundgesetzes |
| G21 BY                    | Gesetz Nr. 21 zur Wiedergutmachung nationalsozialistischen Unrechts in der Strafrechtspflege |
| GAD                       | Gesetz über den Auswärtigen Dienst |
| GAKG                      | Gesetz über die Gemeinschaftsaufgabe „Verbesserung der Agrarstruktur und des Küstenschutzes“ |
| GastG                     | Gaststättengesetz |
| GATTAbkProt1967G          | Gesetz zu dem Genfer Protokoll von 1967 zum Allgemeinen Zoll- und Handelsabkommen, dem Übereinkommen vom 30. Juni 1967 zur Durchführung von Artikel VI des Allgemeinen Zoll- und Handelsabkommen und dem Abkommen vom 30. Juni 1967 zwischen der Europäischen Wirtschaftsgemeinschaft sowie deren Mitgliedstaaten und der Schweizerischen Eidgenossenschaft über Uhrmacherwaren |
| GATTG                     | Gesetz über das Protokoll von Torquay vom 21. April 1951 und über den Beitritt der Bundesrepublik Deutschland zum Allgemeinen Zoll- und Handelsabkommen |
| GAW                       | Gesetz über den Außenwirtschafts-, Kapital- und Zahlungsverkehr |
| GBBerG                    | Grundbuchbereinigungsgesetz |
| GBMaßnG                   | Gesetz über Maßnahmen auf dem Gebiete des Grundbuchwesens |
| GBO                       | Grundbuchordnung |
| GDtWahlVDVtrG             | Gesetz zu dem Vertrag vom 3. August 1990 zur Vorbereitung und Durchführung der ersten gesamtdeutschen Wahl des Deutschen Bundestages zwischen der Bundesrepublik Deutschland und der Deutschen Demokratischen Republik sowie dem Änderungsvertrag vom 20. August 1990 |
| GebrMG                    | Gebrauchsmustergesetz |
| GeldWNOG                  | Gesetz über den Erlaß von Rechtsverordnungen auf dem Gebiet der Neuordnung des Geldwesens und über die Neufestsetzung des Nennkapitals von Geldinstituten in der Rechtsform von Kapitalgesellschaften |
| GemFinRefG                | Gesetz zur Neuordnung der Gemeindefinanzen |
| GenBeschlG                | Gesetz zur Beschleunigung von Genehmigungsverfahren |
| GenDG                     | Gesetz über genetische Untersuchungen bei Menschen |
| GenfRKAbkZProtIIIG        | Gesetz zu dem Zusatzprotokoll vom 8. Dezember 2005 zu den Genfer Abkommen vom 12. August 1949 über die Annahme eines zusätzlichen Schutzzeichens (Protokoll III) |
| GenG                      | Gesetz betreffend die Erwerbs- und Wirtschaftsgenossenschaften |
| GenTG                     | Gesetz zur Regelung der Gentechnik |
| GeoZG                     | Gesetz über den Zugang zu digitalen Geodaten |
| GesundZAAbkFRAG           | Gesetz zu dem Rahmenabkommen vom 22. Juli 2005 zwischen der Regierung der Bundesrepublik Deutschland und der Regierung der Französischen Republik über die grenzüberschreitende Zusammenarbeit im Gesundheitsbereich und zu der Verwaltungsvereinbarung vom 9. März 2006 zwischen dem Bundesministerium für Gesundheit der Bundesrepublik Deutschland und dem Minister für Gesundheit und Solidarität der Französischen Republik über die Durchführungsmodalitäten des Rahmenabkommens vom 22. Juli 2005 über die grenzüberschreitende Zusammenarbeit im Gesundheitsbereich |
| GesWZustG                 | Gesetz über den Übergang von Zuständigkeiten auf dem Gebiete des Rechts des Gesundheitswesens |
| GewBezG                   | Gesetz über die Gewichtsbezeichnung an schweren, auf Schiffen beförderten Frachtstücken |
| GewebeG                   | Gesetz über Qualität und Sicherheit von menschlichen Geweben und Zellen |
| GewO                      | Gewerbeordnung |
| GewSchG                   | Gesetz zum zivilrechtlichen Schutz vor Gewalttaten und Nachstellungen |
| GewStG                    | Gewerbesteuergesetz |
| GFG                       | Gesetz über die Förderung des wissenschaftlichen Nachwuchses an den Hochschulen |
| GG                        | Grundgesetz für die Bundesrepublik Deutschland |
| GGArt104aAbs4SLG          | Gesetz über Finanzhilfen des Bundes nach Artikel 104a Abs. 4 des Grundgesetzes an das Saarland |
| GGArt115dGO               | Geschäftsordnung für das Verfahren nach Artikel 115d des Grundgesetzes |
| GGArt45cG                 | Gesetz über die Befugnisse des Petitionsausschusses des Deutschen Bundestages |
| GGArt91cVtrG              | Gesetz zum Vertrag über die Errichtung des IT-Planungsrats und über die Grundlagen der Zusammenarbeit beim Einsatz der Informationstechnologie in den Verwaltungen von Bund und Ländern – Vertrag zur Ausführung von Artikel 91c GG (siehe: GGArt91cVtr) |
| GGBefG                    | Gesetz über die Beförderung gefährlicher Güter |
| GHfBetrG                  | Gesetz über die Schaffung eines besonderen Arbeitgebers für Hafenarbeiter (Gesamthafenbetrieb) |
| GII041138                 | Gesetz zu dem Übereinkommen vom 9. September 2002 über die Vorrechte und Immunitäten des Internationalen Strafgerichtshofs |
| GII041181                 | Gesetz zu dem Internationalen Maasübereinkommen vom 3. Dezember 2002 |
| GII041202                 | Gesetz zu dem Übereinkommen vom 14. Oktober 2003 über die Beteiligung der Tschechischen Republik, der Republik Estland, der Republik Zypern, der Republik Lettland, der Republik Litauen, der Republik Ungarn, der Republik Malta, der Republik Polen, der Republik Slowenien und der Slowakischen Republik am Europäischen Wirtschaftsraum |
| GII041730                 | Gesetz zu dem Abkommen vom 18. November 2002 zur Gründung einer Assoziation zwischen der Europäischen Gemeinschaft und ihren Mitgliedern einerseits und der Republik Chile andererseits |
| GII050699                 | Gesetz zu dem Vertrag vom 28. August 1997 zwischen der Bundesrepublik Deutschland und der Kirgisischen Republik über die Förderung und den gegenseitigen Schutz von Kapitalanlagen |
| GII050708                 | Gesetz zu dem Vertrag vom 30. Oktober 2003 zwischen der Bundesrepublik Deutschland und der Republik Angola über die Förderung und den gegenseitigen Schutz von Kapitalanlagen |
| GII050716                 | Gesetz zu dem Vertrag vom 28. März 2000 zwischen der Bundesrepublik Deutschland und der Bundesrepublik Nigeria über die Förderung und den gegenseitigen Schutz von Kapitalanlagen |
| GII050725                 | Gesetz zu dem Vertrag vom 17. Oktober 2003 zwischen der Bundesrepublik Deutschland und der Republik Guatemala über die Förderung und den gegenseitigen Schutz von Kapitalanlagen |
| GII050732                 | Gesetz zu dem Abkommen vom 1. Dezember 2003 zwischen der Bundesrepublik Deutschland und der Volksrepublik China über die Förderung und den gegenseitigen Schutz von Kapitalanlagen |
| GII050743                 | Gesetz zu dem Vertrag vom 19. Januar 2004 zwischen der Bundesrepublik Deutschland und der Demokratischen Bundesrepublik Äthiopien über die Förderung und den gegenseitigen Schutz von Kapitalanlagen |
| GII050778                 | Gesetz zu dem OCCAR-Geheimschutzübereinkommen vom 24. September 2004 |
| GII061362                 | Gesetz zu dem Abkommen vom 26. Oktober 2004 zwischen der Europäischen Union, der Europäischen Gemeinschaft und der Schweizerischen Eidgenossenschaft über die Assoziierung dieses Staates bei der Umsetzung, Anwendung und Entwicklung des Schengen-Besitzstands |
| GII081222                 | Gesetz zu dem Fakultativprotokoll vom 25. Mai 2000 zum Übereinkommen über die Rechte des Kindes betreffend den Verkauf von Kindern, die Kinderprostitution und die Kinderpornographie |
| GII090932                 | Gesetz zu dem Internationalen Übereinkommen vom 20. Dezember 2006 zum Schutz aller Personen vor dem Verschwindenlassen |
| GII101381                 | Gesetz zu dem Abkommen vom 19. März 2010 zwischen der Regierung der Bundesrepublik Deutschland und der Regierung von Anguilla über den steuerlichen Informationsaustausch |
| GII121378                 | Gesetz zum Vorschlag für einen Beschluss des Rates zur Festlegung eines Mehrjahresrahmens (2013 – 2017) für die Agentur der Europäischen Union für Grundrechte |
| GII170002                 | Gesetz zu dem Abkommen vom 31. Mai 2013 zwischen der Regierung der Bundesrepublik Deutschland und dem Ministerrat der Republik Albanien über die Zusammenarbeit im Sicherheitsbereich |
| GII170016                 | Gesetz zu dem Abkommen vom 22. März 2016 zwischen der Regierung der Bundesrepublik Deutschland und der Regierung der Republik Serbien über die Zusammenarbeit im Sicherheitsbereich |
| GKAR                      | Gesetz über Änderungen von Vorschriften des Zweiten Buches der Reichsversicherungsordnung und zur Ergänzung des Sozialgerichtsgesetzes |
| GKG                       | Gerichtskostengesetz |
| GKVBegrG 2003             | Gesetz zur Begrenzung der Ausgaben der gesetzlichen Krankenversicherung für das Jahr 2003 |
| GKVRefG 2000              | Gesetz zur Reform der gesetzlichen Krankenversicherung ab dem Jahr 2000 |
| GKV-SolG                  | Gesetz zur Stärkung der Solidarität in der gesetzlichen Krankenversicherung |
| GKVStabG 2003             | Gesetz zur Stabilisierung der Beitragssätze in der gesetzlichen Krankenversicherung im Jahre 2003 |
| GlAufrG 1957              | Gesetz über den Aufruf der Gläubiger der I. G. Farbenindustrie Aktiengesellschaft in Abwicklung |
| GleichberG                | Gesetz über die Gleichberechtigung von Mann und Frau auf dem Gebiet des bürgerlichen Rechts |
| GmbHG                     | Gesetz betreffend die Gesellschaften mit beschränkter Haftung |
| GNG                       | Gesetz über die Neuordnung zentraler Einrichtungen des Gesundheitswesens |
| GNotKG                    | Gesetz über Kosten der freiwilligen Gerichtsbarkeit für Gerichte und Notare |
| GPatG                     | Gesetz über das Gemeinschaftspatent und zur Änderung patentrechtlicher Vorschriften |
| GrAbfErlPolAbkG           | Gesetz zu dem Abkommen vom 29. Juli 1992 zwischen der Bundesrepublik Deutschland und der Republik Polen über Erleichterungen der Grenzabfertigung |
| GrAbfertAUTVtrG 1967      | Gesetz zu dem Vertrag vom 31. Mai 1967 zwischen der Bundesrepublik Deutschland und der Republik Österreich über zoll- und paßrechtliche Fragen die sich an der deutsch-österreichischen Grenze bei Staustufen und Grenzbrücken ergeben |
| GrAbfertCESVtrG           | Gesetz zu dem Vertrag vom 19. Mai 1995 zwischen der Bundesrepublik Deutschland und der Tschechischen Republik über Erleichterungen der Grenzabfertigung im Eisenbahn-, Straßen- und Schiffsverkehr |
| GrAbfertCHEAbkG           | Gesetz zu dem Abkommen vom 1. Juni 1961 zwischen der Bundesrepublik Deutschland und der Schweizerischen Eidgenossenschaft über die Errichtung nebeneinanderliegender Grenzabfertigungsstellen und die Grenzabfertigung in Verkehrsmitteln während der Fahrt |
| GrAbfertDNKVtrG           | Gesetz zu dem Vertrag vom 30. März 1967 zwischen der Bundesrepublik Deutschland und dem Königreich Dänemark über Zollerleichterungen im kleinen Grenzverkehr |
| GrAbfertFRAAbkG           | Gesetz über das Abkommen vom 18. April 1958 zwischen der Bundesrepublik Deutschland und der Französischen Republik über nebeneinanderliegende nationale Grenzabfertigungsstellen und Gemeinschafts- oder Betriebswechselbahnhöfe an der deutsch-französischen Grenze |
| GrAbfertLUXAbkG           | Gesetz zu dem Abkommen vom 16. Februar 1962 zwischen der Bundesrepublik Deutschland und dem Großherzogtum Luxemburg über die Zusammenlegung der Grenzabfertigung und über die Errichtung von Gemeinschafts- oder Betriebswechselbahnhöfen an der deutsch-luxemburgischen Grenze |
| GrAbfertNLDAbkG           | Gesetz zu dem Abkommen vom 30. Mai 1958 zwischen der Bundesrepublik Deutschland und dem Königreich der Niederlande über die Zusammenlegung der Grenzabfertigung und über die Einrichtung von Gemeinschafts- oder Betriebswechselbahnhöfen an der deutsch-niederländischen Grenze |
| GrAbfertVtrAUT1962G       | Gesetz zu dem Vertrag vom 6. September 1962 zwischen der Bundesrepublik Deutschland und der Republik Österreich über Zollerleichterungen im kleinen Grenzverkehr und im Durchgangsverkehr |
| GrAbfertVtrAUT1967ÄndVtrG | Gesetz zu dem Vertrag vom 27. April 1983 zur Änderung des Vertrags vom 31. Mai 1967 zwischen der Bundesrepublik Deutschland und der Republik Österreich über zoll- und paßrechtliche Fragen, die sich an der deutsch-österreichischen Grenze bei Staustufen und Grenzbrücken ergeben |
| GräbG                     | Gesetz über die Erhaltung der Gräber der Opfer von Krieg und Gewaltherrschaft |
| GrBerichtVtrNLD1G         | Gesetz zu dem Vertrag vom 30. Oktober 1980 zwischen der Bundesrepublik Deutschland und dem Königreich der Niederlande über Grenzberichtigungen |
| GrBerichtVtrNLD2G         | Gesetz zu dem Vertrag vom 20. Oktober 1992 zwischen der Bundesrepublik Deutschland und dem Königreich der Niederlande über Grenzberichtigungen (Zweiter Grenzberichtigungsvertrag) |
| GrBerKrAC/MalVtrBELG      | Gesetz zu dem Vertrag vom 26. März 1982 zwischen der Bundesrepublik Deutschland und dem Königreich Belgien über die Berichtigung der deutsch-belgischen Grenze im Bereich der regulierten Grenzgewässer Breitenbach und Schwarzbach, Kreise Aachen und Malmedy |
| GrBrückAbk2000POLG        | Gesetz zu dem Abkommen vom 21. November 2000 zwischen der Regierung der Bundesrepublik Deutschland und der Regierung der Republik Polen über den Bau und die Erhaltung von Grenzbrücken im nachgeordneten Straßennetz |
| GrBrückAbkCESG            | Gesetz zu dem Vertrag vom 13. Juli 1995 zwischen der Bundesrepublik Deutschland und der Tschechischen Republik über den Bau einer Grenzbrücke an der gemeinsamen Staatsgrenze im Zuge der Europastraße E 49 |
| GrBrückAbkPOLG            | Gesetz zu dem Abkommen vom 20. März 1995 zwischen der Bundesrepublik Deutschland und der Republik Polen über die Erhaltung der Grenzbrücken im Zuge der deutschen Bundesfernstraßen und der polnischen Landesstraßen an der deutsch-polnischen Grenze |
| GrBrückPerlAbkLUXG        | Gesetz zu dem Abkommen vom 18. April 1994 zwischen der Bundesrepublik Deutschland und dem Großherzogtum Luxemburg über den Autobahnzusammenschluß und den Bau einer Grenzbrücke über die Mosel im Raum Perl und Schengen |
| GrBrückVtr2000CZEG        | Gesetz zu dem Vertrag vom 12. September 2000 zwischen der Bundesrepublik Deutschland und der Tschechischen Republik über den Zusammenschluss der deutschen Autobahn A 17 und der tschechischen Autobahn D 8 an der gemeinsamen Staatsgrenze durch Errichtung einer Grenzbrücke |
| GrdstVG                   | Gesetz über Maßnahmen zur Verbesserung der Agrarstruktur und zur Sicherung land- und forstwirtschaftlicher Betriebe |
| GrenzgNLDZusProt3G        | Gesetz zu dem Dritten Zusatzprotokoll vom 4. Juni 2004 zum Abkommen vom 16. Juni 1959 zwischen der Bundesrepublik Deutschland und dem Königreich der Niederlande zur Vermeidung der Doppelbesteuerung auf dem Gebiete der Steuern vom Einkommen und vom Vermögen sowie verschiedener sonstiger Steuern und zur Regelung anderer Fragen auf steuerlichem Gebiete |
| GrenzVerkAUTVtrG 1        | Gesetz zu dem Vertrag vom 17. Februar 1966 zwischen der Bundesrepublik Deutschland und der Republik Österreich über den Durchgangsverkehr auf der Roßfeldstraße |
| GrenzVerkAUTVtrG 2        | Gesetz zu dem Vertrag vom 17. Februar 1966 zwischen der Bundesrepublik Deutschland und der Republik Österreich über den Durchgangsverkehr auf den Straßen an der Walchen Ache und am Pittenbach sowie zum Bächen- und Rißtal im deutschen und österreichischen Grenzgebiet |
| GrenzVtrPOLG              | Gesetz zu dem Vertrag vom 14. November 1990 zwischen der Bundesrepublik Deutschland und der Republik Polen über die Bestätigung der zwischen ihnen bestehenden Grenze |
| GrEStG                    | Grunderwerbsteuergesetz |
| GRG                       | Gesetz zur Strukturreform im Gesundheitswesen |
| GrStG                     | Grundsteuergesetz |
| GrundVtrG                 | Gesetz zu dem Vertrag vom 21. Dezember 1972 zwischen der Bundesrepublik Deutschland und der Deutschen Demokratischen Republik über die Grundlagen der Beziehungen zwischen der Bundesrepublik Deutschland und der Deutschen Demokratischen Republik |
| GRWG                      | Gesetz über die Gemeinschaftsaufgabe „Verbesserung der regionalen Wirtschaftsstruktur“ |
| GSA Fleisch               | Gesetz zur Sicherung von Arbeitnehmerrechten in der Fleischwirtschaft |
| GSG                       | Gesetz zur Sicherung und Strukturverbesserung der gesetzlichen Krankenversicherung |
| GTNSitzAbkG               | Gesetz zu dem Abkommen vom 29. Juni 2012 zwischen der Bundesrepublik Deutschland und dem Globalen Treuhandfonds für Nutzpflanzenvielfalt über den Sitz des Globalen Treuhandfonds für Nutzpflanzenvielfalt |
| GÜG                       | Gesetz zur Überwachung des Verkehrs mit Grundstoffen, die für die unerlaubte Herstellung von Betäubungsmitteln missbraucht werden können |
| GüKG                      | Güterkraftverkehrsgesetz |
| GüKGÄndG 4                | Viertes Gesetz zur Änderung des Güterkraftverkehrsgesetzes |
| GVFG                      | Gesetz über Finanzhilfen des Bundes zur Verbesserung der Verkehrsverhältnisse der Gemeinden |
| GVG                       | Gerichtsverfassungsgesetz |
| GVGEG                     | Einführungsgesetz zum Gerichtsverfassungsgesetz |
| GvKostG                   | Gesetz über Kosten der Gerichtsvollzieher |
| GVO                       | Grundstücksverkehrsordnung |
| GWB                       | Gesetz gegen Wettbewerbsbeschränkungen |
| GwG                       | Gesetz über das Aufspüren von Gewinnen aus schweren Straftaten |

| H                    | |
| HaagÜbkAG            | Gesetz zur Ausführung des Haager Übereinkommens vom 15. November 1965 über die Zustellung gerichtlicher und außergerichtlicher Schriftstücke im Ausland in Zivil- oder Handelssachen und des Haager Übereinkommens vom 18. März 1970 über die Beweisaufnahme im Ausland in Zivil- oder Handelssachen             |
| HaftPflG             | Haftpflichtgesetz |
| HAG                  | Heimarbeitsgesetz |
| HalblSchG            | Gesetz über den Schutz der Topographien von mikroelektronischen Halbleitererzeugnissen |
| Haushaltsgesetz 2017 | Gesetz über die Feststellung des Bundeshaushaltsplans für das Haushaltsjahr 2017 |
| HAuslG               | Gesetz über die Rechtsstellung heimatloser Ausländer im Bundesgebiet |
| HBauStatG            | Gesetz über die Statistik der Bautätigkeit im Hochbau und die Fortschreibung des Wohnungsbestandes |
| HBegleitG 1984       | Gesetz über Maßnahmen zur Entlastung der öffentlichen Haushalte und zur Stabilisierung der Finanzentwicklung in der Rentenversicherung sowie über die Verlängerung der Investitionshilfeabgabe |
| HBeglG 1991          | Gesetz über Maßnahmen zur Entlastung der öffentlichen Haushalte sowie über strukturelle Anpassungen in dem in Artikel 3 des Einigungsvertrages genannten Gebiet |
| HdGStiftG            | Gesetz zur Errichtung einer Stiftung „Haus der Geschichte der Bundesrepublik Deutschland“ (Artikel 1 d. Gesetzes zur Errichtung einer Stiftung „Haus der Geschichte der Bundesrepublik Deutschland“) |
| HdlKlG               | Handelsklassengesetz |
| HdlStatG             | Gesetz über die Statistik im Handel und Gastgewerbe |
| HebG                 | Gesetz über den Beruf der Hebamme und des Entbindungspflegers |
| HeilprG              | Gesetz über die berufsmäßige Ausübung der Heilkunde ohne Bestallung |
| HeimG                | Heimgesetz |
| HeimGÄndG 1          | Erstes Gesetz zur Änderung des Heimgesetzes |
| HeimGÄndG 2          | Zweites Gesetz zur Änderung des Heimgesetzes |
| HeizkZG              | Gesetz zur Gewährung eines einmaligen Heizkostenzuschusses |
| HeuerVtrÜbkG         | Gesetz betreffend das Internationale Übereinkommen über den Heuervertrag der Schiffsleute |
| HfreqBetrGen         | Allgemeine Genehmigung nach dem Gesetz über den Betrieb von Hochfrequenzgeräten |
| HfzHvzVStG           | Gesetz zur Änderung des Hauptfeststellungszeitraums für die wirtschaftlichen Einheiten des Betriebsvermögens sowie des Hauptveranlagungszeitraums für die Vermögensteuer |
| HG 2016              | Gesetz über die Feststellung des Bundeshaushaltsplans für das Haushaltsjahr 2016 |
| HGB                  | Handelsgesetzbuch |
| HGBEG                | Einführungsgesetz zum Handelsgesetzbuch |
| HGrG                 | Gesetz über die Grundsätze des Haushaltsrechts des Bundes und der Länder (Haushaltsgrundsätzegesetz) |
| HHG                  | Gesetz über Hilfsmaßnahmen für Personen, die aus politischen Gründen außerhalb der Bundesrepublik Deutschland in Gewahrsam genommen wurden |
| HiKassGAufhG         | Gesetz betreffend die Aufhebung des Hilfskassengesetzes |
| HilfetelefonG        | Gesetz zur Einrichtung und zum Betrieb eines bundesweiten Hilfetelefons „Gewalt gegen Frauen“ |
| HIVHG                | Gesetz über die humanitäre Hilfe für durch Blutprodukte HIV-infizierte Personen |
| HiWerkBehKGÄndG      | Gesetz zur Änderung des Gesetzes über die Errichtung einer Stiftung „Hilfswerk für behinderte Kinder“ |
| HKEntschG            | Gesetz über eine einmalige Entschädigung an die Heimkehrer aus dem Beitrittsgebiet |
| HkGAufhuaÄndG        | Gesetz zur Aufhebung des Heimkehrergesetzes und zur Änderung anderer Vorschriften |
| HKStG                | Gesetz über die Heimkehrerstiftung |
| HöfeOÄndG 2          | Zweites Gesetz zur Änderung der Höfeordnung |
| HoheSeeEinbrG        | Gesetz über das Verbot der Einbringung von Abfällen und anderen Stoffen und Gegenständen in die Hohe See (Artikel 1 des Gesetzes zur Ausführung des Protokolls vom 7. November 1996 zum Übereinkommen über die Verhütung der Meeresverschmutzung durch das Einbringen von Abfällen und anderen Stoffen von 1972) |
| HoheSeeÜbkG          | Gesetz zum Übereinkommen vom 29. April 1958 über die Hohe See |
| HolzSiG              | Gesetz gegen den Handel mit illegal eingeschlagenem Holz |
| HopfG                | Hopfengesetz |
| HRFEG                | Gesetz zur Fortentwicklung des Haushaltsrechts von Bund und Ländern |
| HRG                  | Hochschulrahmengesetz |
| HSchmidtStiftG       | Gesetz über die Errichtung einer Bundeskanzler-Helmut-Schmidt-Stiftung |
| HSeeZG               | Gesetz über die internationale Zusammenarbeit zur Durchführung von Sanktionsrecht der Vereinten Nationen und über die internationale strafrechtliche Zusammenarbeit auf Hoher See |
| HStatG               | Gesetz über die Statistik für das Hochschulwesen sowie für die Berufsakademien |
| HStruktG             | Gesetz zur Verbesserung der Haushaltsstruktur |
| HufBeschlG           | Gesetz über den Beschlag von Hufen und Klauen |
| HundVerbrEinfG       | Gesetz zur Beschränkung des Verbringens oder der Einfuhr gefährlicher Hunde in das Inland |
| HWG                  | Gesetz über die Werbung auf dem Gebiete des Heilwesens |
| HwO                  | Gesetz zur Ordnung des Handwerks |
| HwOuaÜG              | Übergangsgesetz aus Anlaß des Zweiten Gesetzes zur Änderung der Handwerksordnung und anderer handwerksrechtlicher Vorschriften |
| HwStatG              | Gesetz über Statistiken im Handwerk |
| HwWahlO              | Wahlordnung für die Wahlen der Mitglieder der Vollversammlung der Handwerkskammern (Anlage C zu dem Gesetz zur Ordnung des Handwerks (Handwerksordnung)) |
| HypBkGÄndG 5         | Fünftes Gesetz zur Änderung und Ergänzung des Hypothekenbankgesetzes |
| HypKrlosErklG        | Gesetz über die Kraftloserklärung von Hypotheken-, Grundschuld- und Rentenschuldbriefen in besonderen Fällen |
| HypÜberlG            | Gesetz betreffend die Überleitung von Hypotheken des früheren Rechtes |
| HZvG                 | Gesetz zur Neuregelung der Hüttenknappschaftlichen Zusatzversicherung im Saarland |
| HZvNG                | Gesetz zur Einführung einer kapitalgedeckten Hüttenknappschaftlichen Zusatzversicherung und zur Änderung anderer Gesetze |

| I                    | |
| IAEOBen/IAEOHiLÜbkG  | Gesetz zu den IAEO-Übereinkommen vom 26. September 1986 über die frühzeitige Benachrichtigung bei nuklearen Unfällen sowie über Hilfeleistung bei nuklearen Unfällen oder radiologischen Notfällen |
| IAmEntwBkÜbkG        | Gesetz zu dem Übereinkommen vom 8. April 1959 zur Errichtung der Interamerikanischen Entwicklungsbank |
| IAmInvGesÜbkUSA/uaG  | Gesetz zu dem Übereinkommen vom 19. November 1984 zur Errichtung der Interamerikanischen Investitionsgesellschaft |
| IAOÜbk118G           | Gesetz zu dem Übereinkommen Nr. 118 der Internationalen Arbeitsorganisation vom 28. Juni 1962 über die Gleichbehandlung von Inländern und Ausländern in der Sozialen Sicherheit |
| IAOÜbk121G           | Gesetz zu dem Übereinkommen Nr. 121 der Internationalen Arbeitsorganisation vom 8. Juli 1964 über Leistungen bei Arbeitsunfällen und Berufskrankheiten |
| IAOÜbk147G           | Gesetz zum Übereinkommen Nr. 147 der Internationalen Arbeitsorganisation vom 29. Oktober 1976 über Mindestnormen auf Handelsschiffen |
| IBRD/IFCAbkÄndG      | Gesetz zur Änderung des Abkommens über die Internationale Bank für Wiederaufbau und Entwicklung und des Abkommens über die Internationale Finanz-Corporation |
| IEnProgÜbkG          | Gesetz zu dem Übereinkommen vom 18. November 1974 über ein Internationales Energieprogramm |
| IEntwOrgAbkG         | Gesetz zu dem Abkommen vom 26. Januar 1960 über die Internationale Entwicklungsorganisation |
| IFCAbkG              | Gesetz betreffend das Abkommen über die Internationale Finanz-Corporation und betreffend Gouverneure und Direktoren in der Internationalen Bank für Wiederaufbau und Entwicklung sowie in der Internationalen Finanz-Corporation |
| IFG                  | Gesetz zur Regelung des Zugangs zu Informationen des Bundes |
| IfSG                 | Gesetz zur Verhütung und Bekämpfung von Infektionskrankheiten beim Menschen (Infektionsschutzgesetz) |
| IFUKK1992ÄndUrk1996G | Gesetz zu den Änderungsurkunden vom 24. November 2006 zur Konstitution und zur Konvention der Internationalen Fernmeldeunion vom 22. Dezember 1992 |
| IFUKK1992ÄndUrkG     | Gesetz zu den Änderungsurkunden vom 6. November 1998 zur Konstitution und zur Konvention der Internationalen Fernmeldeunion vom 22. Dezember 1992 |
| IFUKK1992G           | Gesetz zu der Konstitution und der Konvention der Internationalen Fernmeldeunion vom 22. Dezember 1992 sowie zu den Änderungen der Konstitution und der Konvention der Internationalen Fernmeldeunion vom 14. Oktober 1994 |
| IGV-DG               | Gesetz zur Durchführung der Internationalen Gesundheitsvorschriften (2005) |
| IHKG                 | Gesetz zur vorläufigen Regelung des Rechts der Industrie- und Handelskammern |
| IMF/IBRDBeitrAbkG    | Gesetz über den Beitritt der Bundesrepublik Deutschland zu den Abkommen über den Internationalen Währungsfonds (International Monetary Fund) und über die Internationale Bank für Wiederaufbau und Entwicklung (International Bank for Reconstruction and Development)                                                                     |
| IMFAbkG              | Gesetz zu dem Übereinkommen über den Internationalen Währungsfonds in der Fassung von 1976 |
| IndKredBkG           | Gesetz betreffend die Industriekreditbank Aktiengesellschaft |
| InfoGesStatG         | Gesetz über die Statistik zur Informationsgesellschaft |
| InfrAG               | Gesetz über die Erhebung einer zeitbezogenen Infrastrukturabgabe für die Benutzung von Bundesfernstraßen |
| InfrGG               | Gesetz zur Errichtung einer Infrastrukturgesellschaft für Autobahnen und andere Bundesfernstraßen |
| InhPapG              | Gesetz betreffend die Inhaberpapiere mit Prämien |
| InsO                 | Insolvenzordnung |
| InsStatG             | Gesetz über die Insolvenzstatistik |
| IntBestG             | Gesetz zu dem Übereinkommen vom 17. Dezember 1997 über die Bekämpfung der Bestechung ausländischer Amtsträger im internationalen Geschäftsverkehr |
| INTELSATÜbkÄndG      | Gesetz zu den Änderungen vom 1. September 1995 des Übereinkommens über die Internationale Fernmeldesatellitenorganisation „INTELSAT“ |
| INTELSATÜbkG         | Gesetz zu dem Übereinkommen vom 20. August 1971 über die Internationale Fernmeldesatellitenorganisation „INTELSAT“ |
| IntErbRVG            | Internationales Erbrechtsverfahrensgesetz |
| INTERSPUTNIKG        | Gesetz zu dem Abkommen vom 15. November 1971 über die Schaffung des internationalen Systems und der Organisation für kosmische Fernmeldeverbindungen „INTERSPUTNIK“ und zu dem Protokoll vom 30. November 1996 über die Einbringung von Korrekturen in dieses Abkommen                                                                     |
| IntFamRVG            | Gesetz zur Aus- und Durchführung bestimmter Rechtsinstrumente auf dem Gebiet des internationalen Familienrechts |
| IntKakaoÜbk1980G     | Gesetz zu dem Internationalen Kakao-Übereinkommen von 1980 |
| IntKakaoÜbk1986G     | Gesetz zu dem Internationalen Kakao-Übereinkommen von 1986 |
| IntMeerSchÜbk1973G   | Gesetz zu dem Internationalen Übereinkommen von 1973 zur Verhütung der Meeresverschmutzung durch Schiffe und zu dem Protokoll von 1978 zu diesem Übereinkommen |
| IntPatÜbkG           | Gesetz zu dem Übereinkommen vom 27. November 1963 zur Vereinheitlichung gewisser Begriffe des materiellen Rechts der Erfindungspatente, dem Vertrag vom 19. Juni 1970 über die internationale Zusammenarbeit auf dem Gebiet des Patentwesens und dem Übereinkommen vom 5. Oktober 1973 über die Erteilung europäischer Patente             |
| IntRaumsÜbkG         | Gesetz zu dem Übereinkommen vom 29. Januar 1998 zwischen der Regierung Kanadas, Regierungen von Mitgliedstaaten der Europäischen Weltraumorganisation, der Regierung Japans, der Regierung der Russischen Föderation und der Regierung der Vereinigten Staaten von Amerika über Zusammenarbeit bei der zivilen internationalen Raumstation |
| IntSchVermÜbkG       | Gesetz zu dem Internationalen Schiffsvermessungs-Übereinkommen vom 23. Juni 1969 |
| IntVG                | Gesetz über die Wahrnehmung der Integrationsverantwortung des Bundestages und des Bundesrates in Angelegenheiten der Europäischen Union |
| IntZLuftAbkProtG     | Gesetz zu dem Protokoll vom 10. Mai 1984 zur Änderung des Abkommens vom 7. Dezember 1944 über die Internationale Zivilluftfahrt (9. Änderung des Abkommens über die Internationale Zivilluftfahrt) |
| InVeKoSDG            | Gesetz über die Verarbeitung und Nutzung von Daten im Rahmen des Integrierten Verwaltungs- und Kontrollsystems nach den unionsrechtlichen Vorschriften für Agrarzahlungen |
| InvHSG               | Gesetz über den Abschluß der Investitionshilfe der gewerblichen Wirtschaft |
| InVorG               | Gesetz über den Vorrang für Investitionen bei Rückübertragungsansprüchen nach dem Vermögensgesetz |
| InvStG               | Investmentsteuergesetz |
| InvStreitÜbkG        | Gesetz zu dem Übereinkommen vom 18. März 1965 zur Beilegung von Investitionsstreitigkeiten zwischen Staaten und Angehörigen anderer Staaten |
| InvZulBerG           | Gesetz über die berechnungsrechtliche Behandlung von Investitionszulagen im preisgebundenen Wohnungsbau |
| InvZulG 1996         | Investitionszulagengesetz 1996 |
| InvZulG 1999         | Investitionszulagengesetz 1999 |
| InvZulG 2005         | Investitionszulagengesetz 2005 |
| InvZulG 2007         | Investitionszulagengesetz 2007 |
| InvZulG 2010         | Investitionszulagengesetz 2010 |
| IRENASaG             | Gesetz zu der Satzung vom 26. Januar 2009 der Internationalen Organisation für erneuerbare Energien |
| IRENASitzAbkG        | Gesetz zu dem Abkommen vom 5. April 2011 zwischen der Bundesrepublik Deutschland und der Internationalen Organisation für erneuerbare Energien über den Sitz des IRENA-Innovations- und Technologiezentrums |
| IRG                  | Gesetz über die internationale Rechtshilfe in Strafsachen |
| IStGHG               | Gesetz über die Zusammenarbeit mit dem Internationalen Strafgerichtshof |
| ITFG                 | Gesetz zur Errichtung eines Sondervermögens „Investitions- und Tilgungsfonds“ |
| IT-NetzG             | Gesetz über die Verbindung der informationstechnischen Netze des Bundes und der Länder – Gesetz zur Ausführung von Artikel 91c Absatz 4 des Grundgesetzes – |
| IVSG                 | Gesetz über Intelligente Verkehrssysteme im Straßenverkehr und deren Schnittstellen zu anderen Verkehrsträgern |
| IWG                  | Gesetz über die Weiterverwendung von Informationen öffentlicher Stellen |

| J                | |
| JAktAG           | Gesetz zur Aufbewahrung und Speicherung von Akten der Gerichte und Staatsanwaltschaften nach Beendigung des Verfahrens |
| JAOÜbk99G        | Gesetz betreffend das Übereinkommen der Internationalen Arbeitsorganisation vom 28. Juni 1951 (Nr. 99) über die Verfahren zur Festsetzung von Mindestlöhnen in der Landwirtschaft                                               |
| JArbSchG         | Gesetz zum Schutze der arbeitenden Jugend |
| JBeitrG          | Justizbeitreibungsgesetz |
| JFDG             | Gesetz zur Förderung von Jugendfreiwilligendiensten |
| JGG              | Jugendgerichtsgesetz |
| JMBStiftG        | Gesetz zur Errichtung einer „Stiftung Jüdisches Museum Berlin“ |
| JudDenkmStiftG   | Gesetz zur Errichtung einer „Stiftung Denkmal für die ermordeten Juden Europas“ |
| JurAusbRefG      | Gesetz zur Reform der Juristenausbildung |
| JuSchG           | Jugendschutzgesetz |
| JVEG             | Gesetz über die Vergütung von Sachverständigen, Dolmetscherinnen, Dolmetschern, Übersetzerinnen und Übersetzern sowie die Entschädigung von ehrenamtlichen Richterinnen, ehrenamtlichen Richtern, Zeuginnen, Zeugen und Dritten |
| JVertrAmtszVerlG | Gesetz zur Verlängerung der Amtszeit der Jugendvertretungen in den Betrieben |
| JVKostG          | Gesetz über Kosten in Angelegenheiten der Justizverwaltung |

| K                  | |
| KaEntwBkÜbkG       | Gesetz zu dem Übereinkommen vom 18. Oktober 1969 zur Errichtung der Karibischen Entwicklungsbank |
| KaffeeStG          | Kaffeesteuergesetz |
| KaffeeÜbk1983G     | Gesetz zu dem Internationalen Kaffee-Übereinkommen von 1983 und zur Verlängerung des Internationalen Kaffee-Übereinkommens von 1976 |
| KAGB               | Kapitalanlagegesetzbuch |
| KAGG/GewOErgG      | Gesetz zur Änderung und Ergänzung des Gesetzes über Kapitalanlagegesellschaften und der Gewerbeordnung |
| KapErhStG          | Gesetz über steuerrechtliche Maßnahmen bei Erhöhung des Nennkapitals aus Gesellschaftsmitteln |
| KapMuG             | Gesetz über Musterverfahren in kapitalmarktrechtlichen Streitigkeiten |
| KastrG             | Gesetz über die freiwillige Kastration und andere Behandlungsmethoden |
| KatHiLAbkBELG      | Gesetz zu dem Abkommen vom 6. November 1980 zwischen der Bundesrepublik Deutschland und dem Königreich Belgien über die gegenseitige Hilfeleistung bei Katastrophen oder schweren Unglücksfällen                                                                                                   |
| KatHiLAbkCHEG      | Gesetz zu dem Abkommen vom 28. November 1984 zwischen der Bundesrepublik Deutschland und der Schweizerischen Eidgenossenschaft über die gegenseitige Hilfeleistung bei Katastrophen oder schweren Unglücksfällen                                                                                   |
| KatHiLAbkCZEG      | Gesetz zu dem Vertrag vom 19. September 2000 zwischen der Bundesrepublik Deutschland und der Tschechischen Republik über die gegenseitige Hilfeleistung bei Katastrophen und schweren Unglücksfällen                                                                                               |
| KatHiLAbkDNKG      | Gesetz zu dem Abkommen vom 16. Mai 1985 zwischen der Bundesrepublik Deutschland und dem Königreich Dänemark über die gegenseitige Hilfeleistung bei Katastrophen oder schweren Unglücksfällen |
| KatHiLAbkFRAG      | Gesetz zu dem Abkommen vom 3. Februar 1977 zwischen der Bundesrepublik Deutschland und der Französischen Republik über die gegenseitige Hilfeleistung bei Katastrophen oder schweren Unglücksfällen                                                                                                |
| KatHiLAbkLITG      | Gesetz zu dem Abkommen vom 15. März 1994 zwischen der Bundesrepublik Deutschland und der Republik Litauen über die gegenseitige Hilfeleistung bei Katastrophen oder schweren Unglücksfällen |
| KatHiLAbkLUXG      | Gesetz zu dem Abkommen vom 2. März 1978 zwischen der Bundesrepublik Deutschland und dem Großherzogtum Luxemburg über die gegenseitige Hilfeleistung bei Katastrophen oder schweren Unglücksfällen                                                                                                  |
| KatHiLAbkPOLG      | Gesetz zu dem Abkommen vom 10. April 1997 zwischen der Bundesrepublik Deutschland und der Republik Polen über die gegenseitige Hilfeleistung bei Katastrophen oder schweren Unglücksfällen |
| KatHiLAbkRussFöG   | Gesetz zu dem Abkommen vom 16. Dezember 1992 zwischen der Regierung der Bundesrepublik Deutschland und der Regierung der Russischen Föderation über die gegenseitige Hilfeleistung bei Katastrophen oder schweren Unglücksfällen                                                                   |
| KatSchErwG         | Gesetz über die Erweiterung des Katastrophenschutzes |
| KBAG               | Gesetz über die Errichtung eines Kraftfahrt-Bundesamts |
| KBFG               | Gesetz zur Errichtung eines Sondervermögens „Kinderbetreuungsausbau“ |
| KBNAnrG            | Gesetz zur Nichtanrechnung des Kinderbonus |
| KDVG               | Gesetz über die Verweigerung des Kriegsdienstes mit der Waffe aus Gewissensgründen |
| KernbrStG          | Kernbrennstoffsteuergesetz |
| KErzG              | Gesetz über die religiöse Kindererziehung |
| KfbG               | Gesetz zur Bereinigung von Kriegsfolgengesetzen |
| KfSachvG           | Gesetz über amtlich anerkannte Sachverständige und amtlich anerkannte Prüfer für den Kraftfahrzeugverkehr |
| KfzAbkGBRG         | Gesetz zu dem Abkommen vom 5. November 1971 zwischen der Regierung der Bundesrepublik Deutschland und der Regierung des Vereinigten Königreichs Großbritannien und Nordirland über die steuerliche Behandlung von Straßenfahrzeugen im internationalen Verkehr                                     |
| KfzAnmVerlG        | Gesetz zur Verlängerung der Regelung über die Anmietung von Kraftfahrzeugen im Werkverkehr nach dem Einigungsvertrag |
| KGSG               | Gesetz zum Schutz von Kulturgut |
| KGUG               | Gesetz über die nachträgliche Umstellung von Mark der Deutschen Demokratischen Republik auf Deutsche Mark für Kontoguthaben natürlicher Personen |
| KGUGEG             | Gesetz über die nachträgliche Umstellung von Kontoguthaben, über die Tilgung von Anteilrechten an der Altguthaben-Ablösungs-Anleihe, zur Änderung lastenausgleichsrechtlicher Bestimmungen und zur Ergänzung des Gesetzes über die Errichtung der „Staatlichen Versicherung der DDR in Abwicklung“ |
| KHEntgG            | Gesetz über die Entgelte für voll- und teilstationäre Krankenhausleistungen |
| KHG                | Gesetz zur wirtschaftlichen Sicherung der Krankenhäuser und zur Regelung der Krankenhauspflegesätze |
| KHNG               | Gesetz zur Neuordnung der Krankenhausfinanzierung |
| KInvFErrG          | Gesetz zur Errichtung eines Sondervermögens „Kommunalinvestitionsförderungsfonds“ |
| KInvFG             | Gesetz zur Förderung von Investitionen finanzschwacher Kommunen |
| KitaFinHG          | Gesetz über Finanzhilfen des Bundes zum Ausbau der Tagesbetreuung für Kinder |
| KJHG               | Gesetz zur Neuordnung des Kinder- und Jugendhilferechts |
| KKG                | Gesetz zur Kooperation und Information im Kinderschutz |
| KKÜNOG             | Gesetz zu Übergangsregelungen zur Neuorganisation der vertragsärztlichen Selbstverwaltung und Organisation der Krankenkassen |
| KKVerbdG           | Gesetz über die Verbände der gesetzlichen Krankenkassen und der Ersatzkassen |
| KlWalAbkG          | Gesetz zu dem Abkommen vom 31. März 1992 zur Erhaltung der Kleinwale in der Nord- und Ostsee |
| KohleUMeldeG       | Gesetz über Meldungen der Unternehmen des deutschen Steinkohlenbergbaus |
| KONSENS-G          | Gesetz über die Koordinierung der Entwicklung und des Einsatzes neuer Software der Steuerverwaltung |
| KonsG              | Gesetz über die Konsularbeamten, ihre Aufgaben und Befugnisse |
| KonsHilfG          | Gesetz zur Gewährung von Konsolidierungshilfen |
| KonsÜbkG           | Gesetz zu dem Wiener Übereinkommen vom 24. April 1963 über konsularische Beziehungen |
| KontrGerätBeglG    | Gesetz über Begleitregelungen zur Einführung des digitalen Kontrollgeräts zur Kontrolle der Lenk- und Ruhezeiten |
| KostErmÄndG        | Gesetz zur Änderung von Kostenermächtigungen, sozialversicherungsrechtlichen und anderen Vorschriften |
| KoStrukStatG       | Gesetz über Kostenstrukturstatistik |
| KOVAUTVtrG         | Gesetz zu dem Vertrag vom 7. Mai 1963 zwischen der Bundesrepublik Deutschland und der Republik Österreich über Kriegsopferversorgung und Beschäftigung Schwerbeschädigter |
| KOVRentKapG        | Gesetz zur Sicherstellung der Grundrentenabfindung in der Kriegsopferversorgung |
| KOVVfG             | Gesetz über das Verwaltungsverfahren der Kriegsopferversorgung |
| KOVVtrESPG         | Gesetz zu dem Vertrag vom 29. Mai 1962 zwischen der Bundesrepublik Deutschland und dem Spanischen Staat über Kriegsopferversorgung und zu dem Notenwechsel vom 16. Mai 1963 |
| KOVVwG             | Gesetz über die Errichtung der Verwaltungsbehörden der Kriegsopferversorgung |
| KOVZusVtrAUTG      | Gesetz zu dem Zusatzvertrag vom 7. Februar 1969 zur Durchführung und Ergänzung des Vertrags vom 7. Mai 1963 zwischen der Bundesrepublik Deutschland und der Republik Österreich über Kriegsopferversorgung und Beschäftigung Schwerbeschädigter                                                    |
| KraftStG           | Kraftfahrzeugsteuergesetz |
| KraftStKompG       | Gesetz zur Regelung der finanziellen Kompensation zugunsten der Länder infolge der Übertragung der Ertragshoheit der Kraftfahrzeugsteuer auf den Bund |
| KrArchG            | Gesetz über die zentrale Archivierung von Unterlagen aus dem Bereich des Kriegsfolgenrechts |
| KredAAG            | Gesetz über die Anpassung von Kreditverträgen an Marktbedingungen sowie über Ausgleichsleistungen an Kreditnehmer |
| KredAnstWiAG       | Gesetz über die Kreditanstalt für Wiederaufbau |
| KredAufnG          | Gesetz über die Aufnahme eines Kredits durch den Bund im Rahmen der von den Vereinigten Staaten gewährten Wirtschaftshilfe |
| KredFinG 1967      | Gesetz über die Aufnahme und Bereitstellung von Krediten zur Belebung der Investitionstätigkeit und zur Sicherung eines stetigen Wirtschaftswachstums im Rechnungsjahr 1967 |
| KredInstNdlAufhG   | Gesetz zur Aufhebung der Beschränkung des Niederlassungsbereichs von Kreditinstituten |
| KredInstNdlG       | Gesetz über den Niederlassungsbereich von Kreditinstituten |
| KredReorgG         | Gesetz zur Reorganisation von Kreditinstituten |
| KredWGÄndG 2       | Zweites Gesetz zur Änderung des Gesetzes über das Kreditwesen |
| KredWGÄndG 3       | Drittes Gesetz zur Änderung des Gesetzes über das Kreditwesen |
| KrFArbZG           | Gesetz zur Regelung der Arbeitszeit von selbständigen Kraftfahrern |
| KrFrHemmG          | Gesetz über den Ablauf der durch Kriegs- oder Nachkriegsvorschriften gehemmten Fristen |
| KrFrHemmGErgG      | Gesetz zur Ergänzung des Gesetzes über den Ablauf der durch Kriegs- oder Nachkriegsvorschriften gehemmten Fristen |
| KrGlasKennzG       | Gesetz zur Kennzeichnung von Bleikristall und Kristallglas |
| KrimBekAbkUSAAG    | Gesetz zur Ausführung des Abkommens zwischen der Regierung der Bundesrepublik Deutschland und der Regierung der Vereinigten Staaten von Amerika vom 1. Oktober 2008 über die Vertiefung der Zusammenarbeit bei der Verhinderung und Bekämpfung schwerwiegender Kriminalität                        |
| KrPflG             | Gesetz über die Berufe in der Krankenpflege |
| KrWaffKontrG       | Ausführungsgesetz zu Artikel 26 Abs. 2 des Grundgesetzes |
| KrWG               | Gesetz zur Förderung der Kreislaufwirtschaft und Sicherung der umweltverträglichen Bewirtschaftung von Abfällen (Kreislaufwirtschaftsgesetz) |
| KSchG              | Kündigungsschutzgesetz |
| KSEVtrAG           | Ausführungsgesetz zu dem Vertrag vom 19. November 1990 über konventionelle Streitkräfte in Europa (KSE-Vertrag) |
| KSEVtrG            | Gesetz zu dem Vertrag vom 19. November 1990 über konventionelle Streitkräfte in Europa |
| KSpG               | Gesetz zur Demonstration der dauerhaften Speicherung von Kohlendioxid |
| KStG               | Körperschaftsteuergesetz |
| KSVG               | Gesetz über die Sozialversicherung der selbständigen Künstler und Publizisten |
| KultgSchKonvG      | Gesetz zu der Konvention vom 14. Mai 1954 zum Schutz von Kulturgut bei bewaffneten Konflikten |
| KunstSchAbkG       | Gesetz zu dem Internationalen Abkommen vom 26. Oktober 1961 über den Schutz der ausübenden Künstler, der Hersteller von Tonträgern und der Sendeunternehmen |
| KunstUrhG          | Gesetz betreffend das Urheberrecht an Werken der bildenden Künste und der Photographie |
| KVArbNÜbkG         | Gesetz über die Internationalen Übereinkommen betreffend die Krankenversicherung der Arbeitnehmer in Gewerbe und Handel und der Hausgehilfen sowie die Krankenversicherung der Arbeitnehmer in der Landwirtschaft                                                                                  |
| KVG                | Gesetz über das Vermögen der Gemeinden, Städte und Landkreise |
| KVKG               | Gesetz zur Dämpfung der Ausgabenentwicklung und zur Strukturverbesserung in der gesetzlichen Krankenversicherung |
| KVLG 1989          | Zweites Gesetz über die Krankenversicherung der Landwirte |
| KVWG               | Gesetz zur Weiterentwicklung des Kassenarztrechts |
| KWG                | Gesetz über das Kreditwesen |
| KWKG               | Gesetz für die Erhaltung, die Modernisierung und den Ausbau der Kraft-Wärme-Kopplung |
| KyotoProtAnpfondsG | Gesetz zur Verleihung der Rechtsfähigkeit an den Rat des Anpassungsfonds |
| KyotoProtG         | Gesetz zu dem Protokoll von Kyoto vom 11. Dezember 1997 zum Rahmenübereinkommen der Vereinten Nationen über Klimaänderungen (Kyoto-Protokoll) |

| L               | |
| LAAbkErgAbkCHEG | Gesetz zu dem Abkommen vom 16. März 1962 zur Ergänzung des Abkommens vom 26. August 1952 zwischen der Bundesrepublik Deutschland und der Schweizerischen Eidgenossenschaft zum deutschen Lastenausgleich |
| LadSchlG        | Gesetz über den Ladenschluß |
| LA-EG-Saar      | Gesetz zur Einführung von Vorschriften des Lastenausgleichsrechts im Saarland |
| LAG             | Gesetz über den Lastenausgleich |
| LagerstG        | Gesetz über die Durchforschung des Reichsgebietes nach nutzbaren Lagerstätten |
| LastG           | Gesetz zur Lastentragung im Bund-Länder-Verhältnis bei Verletzung von supranationalen oder völkerrechtlichen Verpflichtungen |
| LBG             | Gesetz über die Landbeschaffung für Aufgaben der Verteidigung |
| LEBPAbkG POL    | Gesetz zu dem Abkommen vom 5. Dezember 2014 zwischen der Bundesrepublik Deutschland und der Republik Polen zum Export besonderer Leistungen für berechtigte Personen, die im Hoheitsgebiet der Republik Polen wohnhaft sind |
| LegRegG         | Gesetz über die Registrierung von Betrieben zur Haltung von Legehennen |
| LEinfG          | Verfassungsgesetz zur Bildung von Ländern in der Deutschen Demokratischen Republik |
| LFBAG           | Gesetz über das Luftfahrt-Bundesamt |
| LFGB            | Lebensmittel-, Bedarfsgegenstände- und Futtermittelgesetzbuch |
| LFGG BW         | Landesgesetz über die freiwillige Gerichtsbarkeit |
| LFÜG            | Gesetz über den Übergang auf das neue Lebensmittel- und Futtermittelrecht |
| LFZ/KVRÄndG     | Gesetz über die Fortzahlung des Arbeitsentgelts im Krankheitsfall und über Änderungen des Rechts der gesetzlichen Krankenversicherung |
| LFzPfSchG       | Gesetz über die Unzulässigkeit der Sicherungsbeschlagnahme von Luftfahrzeugen |
| LiBiUrhFrVerlG  | Gesetz zur Verlängerung der Schutzfristen für das Urheberrecht an Lichtbildern |
| LJG-NRW         | Landesjagdgesetz Nordrhein-Westfalen |
| LMeerSchÜbkG    | Gesetz zu dem Übereinkommen vom 4. Juni 1974 zur Verhütung der Meeresverschmutzung vom Lande aus |
| LMG1974§25AnwG  | Gesetz über die weitere Anwendbarkeit des § 25 des Lebensmittel- und Bedarfsgegenständegesetzes |
| LogopG          | Gesetz über den Beruf des Logopäden |
| LPachtVG        | Gesetz über die Anzeige und Beanstandung von Landpachtverträgen |
| LPartG          | Gesetz über die Eingetragene Lebenspartnerschaft |
| LSpG            | Gesetz zur Durchführung der Rechtsakte der Europäischen Union über Qualitätsregelungen betreffend garantiert traditionelle Spezialitäten und fakultative Qualitätsangaben |
| LSVAAbkBüsG     | Gesetz zu dem Abkommen vom 7. Dezember 2004 zwischen der Regierung der Bundesrepublik Deutschland und dem Schweizerischen Bundesrat zum Vertrag vom 23. November 1964 über die Einbeziehung der Gemeinde Büsingen am Hochrhein in das schweizerische Zollgebiet über die Erhebung und die Ausrichtung eines Anteils der von der Schweiz in ihrem Staatsgebiet und im Gebiet der Gemeinde Büsingen am Hochrhein erhobenen leistungsabhängigen Schwerverkehrsabgabe (LSVA-Abkommen Büsingen) |
| LuftFzgAbkG     | Gesetz über den Beitritt der Bundesrepublik Deutschland zu dem Abkommen vom 19. Juni 1948 über die internationale Anerkennung von Rechten an Luftfahrzeugen |
| LuftFzgG        | Gesetz über Rechte an Luftfahrzeugen |
| LuftNaSiG       | Gesetz zur Sicherung des Nachweises der Eigentümerstellung und der Kontrolle von Luftfahrtunternehmen für die Aufrechterhaltung der Luftverkehrsbetriebsgenehmigung und der Luftverkehrsrechte |
| LuftRAAbkDG     | Gesetz zur Durchführung des Ersten Abkommens zur Vereinheitlichung des Luftprivatrechts |
| LuftSiG         | Luftsicherheitsgesetz |
| LuftVerkUSAAbkG | Gesetz zu dem Abkommen vom 7. Juli 1955 über den Luftverkehr zwischen der Bundesrepublik Deutschland und den Vereinigten Staaten von Amerika |
| LuftVG          | Luftverkehrsgesetz |
| LuftVGÄndG 10   | Zehntes Gesetz zur Änderung des Luftverkehrsgesetzes |
| LuftVGÄndG 11   | Elftes Gesetz zur Änderung des Luftverkehrsgesetzes |
| LuftVGÄndG      | Gesetz zur Änderung des Luftverkehrsgesetzes |
| LuftVStG        | Luftverkehrsteuergesetz |
| LVANDZustÄndG   | Gesetz zur Änderung von örtlichen Zuständigkeiten der Landesversicherungsanstalten in Niedersachsen und zur Änderung des Bundesversorgungsgesetzes |
| LwAltschG       | Gesetz zur Änderung der Regelungen über Altschulden landwirtschaftlicher Unternehmen |
| LwAnpG          | Gesetz über die strukturelle Anpassung der Landwirtschaft an die soziale und ökologische Marktwirtschaft in der Deutschen Demokratischen Republik |
| LwErzgSchulproG | Gesetz zur Durchführung unionsrechtlicher Vorschriften über das Schulprogramm für Obst, Gemüse und Milch |
| LwG             | Landwirtschaftsgesetz |
| LwRentBkG       | Gesetz über die Landwirtschaftliche Rentenbank |
| LwVfG           | Gesetz über das gerichtliche Verfahren in Landwirtschaftssachen |

| M                         | |
| MADG                      | Gesetz über den militärischen Abschirmdienst |
| MainDonWasStrG 2          | Zweites Gesetz über den rechtlichen Status der Main-Donau-Wasserstraße |
| MarkenG                   | Gesetz über den Schutz von Marken und sonstigen Kennzeichen |
| MarktONOG                 | Gesetz über Meldungen über Marktordnungswaren |
| MarshallplAbkG            | Gesetz betreffend das Abkommen über Wirtschaftliche Zusammenarbeit zwischen den Vereinigten Staaten von Amerika und der Bundesrepublik Deutschland vom 15. Dezember 1949 |
| MaßstG                    | Gesetz über verfassungskonkretisierende allgemeine Maßstäbe für die Verteilung des Umsatzsteueraufkommens, für den Finanzausgleich unter den Ländern sowie für die Gewährung von Bundesergänzungszuweisungen                                                                               |
| MauerG                    | Gesetz über den Verkauf von Mauer- und Grenzgrundstücken an die früheren Eigentümer (Artikel 1 des Gesetzes über den Verkauf von Mauer- und Grenzgrundstücken an die früheren Eigentümer und zur Änderung anderer Vorschriften)                                                            |
| MautSysG                  | Gesetz über den Betrieb elektronischer Mautsysteme |
| MBergG                    | Gesetz zur Regelung des Meeresbodenbergbaus |
| MBPlG                     | Gesetz zur Regelung des Planungsverfahrens für Magnetschwebebahnen |
| MeAnlG                    | Gesetz zur Regelung der Rechtsverhältnisse an Meliorationsanlagen |
| MediationsG               | Mediationsgesetz |
| MessEG                    | Gesetz über das Inverkehrbringen und die Bereitstellung von Messgeräten auf dem Markt, ihre Verwendung und Eichung sowie über Fertigpackungen |
| MForschG                  | Gesetz über die Durchführung wissenschaftlicher Meeresforschung |
| MgVG                      | Gesetz über die Mitbestimmung der Arbeitnehmer bei einer grenzüberschreitenden Verschmelzung |
| MietPfG                   | Gesetz über die Pfändung von Miet- und Pachtzinsforderungen wegen Ansprüche aus öffentlichen Grundstückslasten |
| MietRVerbG                | Gesetz zur Verbesserung des Mietrechts und zur Begrenzung des Mietanstiegs sowie zur Regelung von Ingenieur- und Architektenleistungen |
| MilchFettG                | Gesetz über den Verkehr mit Milch, Milcherzeugnissen und Fetten |
| MilchMargG                | Gesetz über Milch, Milcherzeugnisse, Margarineerzeugnisse und ähnliche Erzeugnisse |
| MilchSonMaßG              | Gesetz zur Durchführung von Sondermaßnahmen der Europäischen Union im Milchmarktbereich |
| MilchSoPrG                | Gesetz über ein Sonderprogramm mit Maßnahmen für Milchviehhalter |
| MiLoG                     | Gesetz zur Regelung eines allgemeinen Mindestlohns |
| MilSeelsG                 | Gesetz über die Militärseelsorge |
| MindlohnÜbkG              | Gesetz betreffend das Internationale Übereinkommen über die Einrichtung von Verfahren zur Festsetzung von Mindestlöhnen |
| MindNamÄndG               | Gesetz zur Ausführung des Artikels 11 Abs. 1 des Rahmenübereinkommens des Europarats vom 1. Februar 1995 zum Schutz nationaler Minderheiten |
| MinÖlDatG                 | Gesetz über die Erhebung von Meldungen in der Mineralölwirtschaft |
| MitbestBeiG               | Gesetz zur Beibehaltung der Mitbestimmung beim Austausch von Anteilen und der Einbringung von Unternehmensteilen, die Gesellschaften verschiedener Mitgliedstaaten der Europäischen Union betreffen                                                                                        |
| MitbestG                  | Gesetz über die Mitbestimmung der Arbeitnehmer |
| MittelweserG              | Gesetz über den Grunderwerb für die Kanalisierung der Mittelweser |
| ModGAufhG                 | Gesetz zur Aufhebung des Modulationsgesetzes |
| MOG                       | Gesetz zur Durchführung der gemeinsamen Marktorganisationen und der Direktzahlungen |
| MontanMitbestG            | Gesetz über die Mitbestimmung der Arbeitnehmer in den Aufsichtsräten und Vorständen der Unternehmen des Bergbaus und der Eisen und Stahl erzeugenden Industrie |
| MontanMitbestGErgG        | Gesetz zur Ergänzung des Gesetzes über die Mitbestimmung der Arbeitnehmer in den Aufsichtsräten und Vorständen der Unternehmen des Bergbaus und der Eisen und Stahl erzeugenden Industrie                                                                                                  |
| MontanMitbestGErgGWO 2005 | Wahlordnung zum Mitbestimmungsergänzungsgesetz |
| MontÜG                    | Gesetz zur Durchführung des Übereinkommens vom 28. Mai 1999 zur Vereinheitlichung bestimmter Vorschriften über die Beförderung im internationalen Luftverkehr und zur Durchführung der Versicherungspflicht zur Deckung der Haftung für Güterschäden nach der Verordnung (EG) Nr. 785/2004 |
| MoselVtrFRA/LUXG          | Gesetz zu dem Vertrag vom 27. Oktober 1956 zwischen der Bundesrepublik Deutschland, der Französischen Republik und dem Großherzogtum Luxemburg über die Schiffbarmachung der Mosel |
| MPG                       | Gesetz über Medizinprodukte |
| MPhG                      | Gesetz über die Berufe in der Physiotherapie |
| MSAG                      | Gesetz zu dem Haager Übereinkommen vom 5. Oktober 1961 über die Zuständigkeit der Behörden und das anzuwendende Recht auf dem Gebiet des Schutzes von Minderjährigen |
| MsbG                      | Gesetz über den Messstellenbetrieb und die Datenkommunikation in intelligenten Energienetzen |
| MTAG                      | Gesetz über technische Assistenten in der Medizin |
| MTInfoG                   | Gesetz über ein Informationssystem zur Bewertung medizinischer Technologien |
| MuKFrRGDBest 1            | Erste Durchführungsbestimmung zum Gesetz über den Mutter- und Kinderschutz und die Rechte der Frau – Ausstellung von Ausweisen für Schwangere und Wöchnerinnen |
| MuKStiftG                 | Gesetz zur Errichtung einer Stiftung „Mutter und Kind – Schutz des ungeborenen Lebens“ |
| Münz10DMBek 1999-05       | Bekanntmachung über die Ausprägung von Bundesmünzen im Nennwert von 10 Deutschen Mark (Gedenkmünze „50 Jahre Grundgesetz der Bundesrepublik Deutschland“) |
| MünzG                     | Münzgesetz |
| MuSchG                    | Gesetz zum Schutz von Müttern bei der Arbeit, in der Ausbildung und im Studium |
| MuSchÜbkG                 | Gesetz über das Washingtoner Übereinkommen betreffend die Beschäftigung der Frauen vor und nach der Niederkunft |
| MVzAFWoG                  | Gesetz zum Abbau der Fehlsubventionierung und der Mietverzerrung im Wohnungswesen |
| MZG 2005                  | Gesetz zur Durchführung einer Repräsentativstatistik über die Bevölkerung und den Arbeitsmarkt sowie die Wohnsituation der Haushalte |
| MZG                       | Gesetz zur Durchführung einer Repräsentativstatistik über die Bevölkerung und die Arbeitsmarktbeteiligung sowie die Wohnsituation der Haushalte |

| N                            | |
| NABEG                        | Netzausbaubeschleunigungsgesetz Übertragungsnetz |
| NachhG                       | Gesetz zur Nachhaftung für Abbau- und Entsorgungskosten im Kernenergiebereich |
| NachwG                       | Gesetz über den Nachweis der für ein Arbeitsverhältnis geltenden wesentlichen Bedingungen |
| NagProtUmsG/EUV511/2014DG    | Gesetz zur Umsetzung der Verpflichtungen nach dem Nagoya-Protokoll und zur Durchführung der Verordnung (EU) Nr. 511/2014 |
| NamÄndG                      | Gesetz über die Änderung von Familiennamen und Vornamen |
| NATOProtG                    | Gesetz zu dem Protokoll vom 28. August 1952 über die Rechtsstellung der auf Grund des Nordatlantikvertrags errichteten internationalen militärischen Hauptquartiere und zu den dieses Protokoll ergänzenden Vereinbarungen                                                                  |
| NATOTrStatÄndZAbkG           | Gesetz zu dem Abkommen vom 21. Oktober 1971 zur Änderung des Zusatzabkommens vom 3. August 1959 zu dem Abkommen zwischen den Parteien des Nordatlantikvertrags über die Rechtsstellung ihrer Truppen hinsichtlich der in der Bundesrepublik Deutschland stationierten ausländischen Truppen |
| NATOTrStatVtrG               | Gesetz zu dem Abkommen zwischen den Parteien des Nordatlantikvertrags vom 19. Juni 1951 über die Rechtsstellung ihrer Truppen und zu den Zusatzvereinbarungen vom 3. August 1959 zu diesem Abkommen                                                                                         |
| NATOTrStatZAbkÄndAbkG        | Gesetz zu dem Abkommen vom 18. März 1993 zur Änderung des Zusatzabkommens zum NATO-Truppenstatut und zu weiteren Übereinkünften |
| NDPHSG                       | Gesetz zu dem Übereinkommen vom 25. November 2011 über die Errichtung des Sekretariats der Partnerschaft für öffentliche Gesundheit und soziales Wohlergehen im Rahmen der Nördlichen Dimension (NDPHS)                                                                                     |
| Neckar/MainG                 | Gesetz über die Enteignung von Grundeigentum und über die Beitragsleistung bei der Kanalisierung des Neckars von Mannheim bis Plochingen und des Mains von Aschaffenburg bis Bamberg sowie zum Ausbau der Donau von Passau bis Kelheim                                                      |
| NEhelG                       | Gesetz über die rechtliche Stellung der nichtehelichen Kinder |
| NetzDG                       | Gesetz zur Verbesserung der Rechtsdurchsetzung in sozialen Netzwerken (Netzwerkdurchsetzungsgesetz) |
| NichtAnpG                    | Gesetz über die Nichtanpassung von Amtsgehalt und Ortszuschlag der Mitglieder der Bundesregierung und der Parlamentarischen Staatssekretäre |
| NiederlFrhEWGDG 1            | Gesetz zur Durchführung von Richtlinien der Europäischen Wirtschaftsgemeinschaft über die Niederlassungsfreiheit und den freien Dienstleistungsverkehr |
| NiederlFrhEWGDG 2            | Zweites Gesetz zur Durchführung von Richtlinien der Europäischen Wirtschaftsgemeinschaft über die Niederlassungsfreiheit und den freien Dienstleistungsverkehr |
| NiSG                         | Gesetz zum Schutz vor nichtionisierender Strahlung bei der Anwendung am Menschen |
| NKRG                         | Gesetz zur Einsetzung eines Nationalen Normenkontrollrates |
| NordSBrWeinG                 | Gesetz betreffend die Ausführung des internationalen Vertrages vom 16. November 1887/14. Februar 1893 zur Unterdrückung des Branntweinhandels unter den Nordseefischern auf hoher See |
| NotSanG                      | Gesetz über den Beruf der Notfallsanitäterin und des Notfallsanitäters |
| NpSG                         | Neue-psychoaktive-Stoffe-Gesetz |
| NSAhndG BY                   | Gesetz Nr. 22 zur Ahndung nationalsozialistischer Straftaten |
| NSAhndG WB                   | Gesetz Nr. 28 zur Ahndung nationalsozialistischer Straftaten |
| NSAhndgG BR                  | Gesetz zur Ahndung nationalsozialistischer Straftaten |
| NSAhndgG HE                  | Gesetz zur Ahndung nationalsozialistischer Straftaten |
| NS-AufhG                     | Gesetz zur Aufhebung nationalsozialistischer Unrechtsurteile in der Strafrechtspflege |
| NSOEBGG                      | Gesetz über Entschädigungen für Opfer des Nationalsozialismus im Beitrittsgebiet |
| NSUnrG BR 2                  | Zweites Gesetz zur Wiedergutmachung nationalsozialistischen Unrechts in der Strafrechtspflege |
| NSUnrG BR                    | Gesetz zur Wiedergutmachung nationalsozialistischen Unrechts in der Strafrechtspflege |
| NSUnrG BY 2                  | Zweites Gesetz zur Wiedergutmachung nationalsozialistischen Unrechts in der Strafrechtspflege |
| NSUnrG HE 2                  | Zweites Gesetz zur Wiedergutmachung nationalsozialistischen Unrechts in der Strafrechtspflege |
| NSUnrG HE                    | Gesetz zur Wiedergutmachung nationalsozialistischen Unrechts in der Strafrechtspflege |
| NSUnrG RP                    | Landesgesetz zur Beseitigung nationalsozialistischen Unrechts in der Strafrechtspflege |
| NSUnrG WB 2                  | Gesetz Nr. 207 Zweites Gesetz zur Wiedergutmachung nationalsozialistischen Unrechts in der Strafrechtspflege |
| NSUnrG WB                    | Gesetz Nr. 29 zur Wiedergutmachung nationalsozialistischen Unrechts in der Strafrechtspflege |
| NSUnrUrtBesG                 | Gesetz zur Beseitigung nationalsozialistischer Unrechtsurteile |
| NS-VEntschG                  | NS-Verfolgtenentschädigungsgesetz |
| NSVerbG                      | Gesetz zur Regelung der Verbindlichkeiten nationalsozialistischer Einrichtungen und der Rechtsverhältnisse an deren Vermögen |
| NTSG                         | Gesetz über den Schutz der Truppen des Nordatlantikpaktes durch das Straf- und Ordnungswidrigkeitenrecht |
| NukHaftÜbk/AtHaftÜbkGemProtG | Gesetz zu dem Gemeinsamen Protokoll vom 21. September 1988 über die Anwendung des Wiener Übereinkommens und des Pariser Übereinkommens (Gesetz zu dem Gemeinsamen Protokoll über die Anwendung des Wiener Übereinkommens und des Pariser Übereinkommens)                                    |
| NutzZG                       | Gesetz über nutzungsbezogene Zuschläge bei Verwendung der elektronischen Gesundheitskarte außerhalb der Gesetzlichen Krankenversicherung |
| NWRG                         | Gesetz zur Errichtung eines Nationalen Waffenregisters |

| O                 | |
| OASG              | Gesetz zur Sicherung der zivilrechtlichen Ansprüche der Opfer von Straftaten |
| ÖDZustG           | Gesetz über die Zuständigkeit auf dem Gebiet des Rechts des öffentlichen Dienstes |
| OEG               | Gesetz über die Entschädigung für Opfer von Gewalttaten |
| OffshStAbkG       | Gesetz betreffend das Abkommen zwischen der Bundesrepublik Deutschland und den Vereinigten Staaten von Amerika vom 15. Oktober 1954 über die von der Bundesrepublik zu gewährenden Abgabenvergünstigungen für die von den Vereinigten Staaten im Interesse der gemeinsamen Verteidigung geleisteten Ausgaben                           |
| OffshStAbkGÄndG   | Gesetz zur Änderung des Offshore-Steuergesetzes |
| ÖkoKennzG         | Gesetz zur Einführung und Verwendung eines Kennzeichens für Erzeugnisse des ökologischen Landbaus |
| OKZusAAbkLTU/SVNG | Gesetz zu den Abkommen über die Zusammenarbeit bei der Bekämpfung der Organisierten Kriminalität zwischen der Regierung der Bundesrepublik Deutschland und der Regierung der Republik Litauen vom 23. Februar 2001 und zwischen der Regierung der Bundesrepublik Deutschland und der Regierung der Republik Slowenien vom 2. März 2001 |
| OKZusAAbkVNMG     | Gesetz zu dem Abkommen vom 31. August 2006 zwischen der Regierung der Bundesrepublik Deutschland und der Regierung der Sozialistischen Republik Vietnam über die Zusammenarbeit bei der Bekämpfung von schwerwiegenden Straftaten und der Organisierten Kriminalität                                                                   |
| OldenbG           | Gesetz über die Regelung der Landeszugehörigkeit des Verwaltungsbezirks Oldenburg und des Landkreises Schaumburg-Lippe nach Artikel 29 Abs. 3 Satz 2 des Grundgesetzes |
| ÖLG               | Gesetz zur Durchführung der Rechtsakte der Europäischen Union auf dem Gebiet des ökologischen Landbaus |
| ÖlHaftG           | Gesetz zu den Internationalen Übereinkommen vom 29. November 1969 über die zivilrechtliche Haftung für Ölverschmutzungsschäden und vom 18. Dezember 1971 über die Errichtung eines Internationalen Fonds zur Entschädigung für Ölverschmutzungsschäden                                                                                 |
| ÖlSG              | Gesetz über die Haftung und Entschädigung für Ölverschmutzungsschäden durch Seeschiffe |
| OlympSchG         | Gesetz zum Schutz des olympischen Emblems und der olympischen Bezeichnungen |
| OPrAGebG          | Gesetz über die Gebühren des Oberprüfungsamtes für die höheren technischen Verwaltungsbeamten |
| OrdenG            | Gesetz über Titel, Orden und Ehrenzeichen |
| OrthoptG          | Gesetz über den Beruf der Orthoptistin und des Orthoptisten |
| OstSUmwSchÜbkG    | Gesetz zu dem Übereinkommen vom 22. März 1974 über den Schutz der Meeresumwelt des Ostseegebiets |
| OWiG              | Gesetz über Ordnungswidrigkeiten |
| OZG               | Gesetz zur Verbesserung des Onlinezugangs zu Verwaltungsleistungen (Onlinezugangsgesetz) |
| OzonSÜbkG         | Gesetz zu dem Übereinkommen vom 22. März 1985 zum Schutz der Ozonschicht |

| P                        | |
| PachtkredG               | Pachtkreditgesetz |
| ParlBG                   | Gesetz über die parlamentarische Beteiligung bei der Entscheidung über den Einsatz bewaffneter Streitkräfte im Ausland |
| ParlStG                  | Gesetz über die Rechtsverhältnisse der Parlamentarischen Staatssekretäre |
| PartG DDR                | Gesetz über Parteien und andere politische Vereinigungen |
| PartG                    | Gesetz über die politischen Parteien |
| PartGG                   | Gesetz über Partnerschaftsgesellschaften Angehöriger Freier Berufe |
| PaßG                     | Paßgesetz |
| PatAnwArmSG 1966         | Gesetz über die Beiordnung von Patentanwälten bei Prozeßkostenhilfe |
| PatG                     | Patentgesetz |
| PatGebG1976uaÄndG        | Gesetz zur Änderung des Patentgebührengesetzes und anderer Gesetze |
| PatKostG                 | Gesetz über die Kosten des Deutschen Patent- und Markenamts und des Bundespatentgerichts |
| PAuswG                   | Gesetz über Personalausweise und den elektronischen Identitätsnachweis |
| PBefG                    | Personenbeförderungsgesetz |
| PBefGÄndG 6              | Sechstes Gesetz zur Änderung des Personenbeförderungsgesetzes |
| PersAnpassG              | Gesetz zur Anpassung der Personalstärke der Streitkräfte |
| PersBG                   | Personalrechtliches Begleitgesetz zum Telekommunikationsgesetz |
| PersEinspG               | Gesetz zur Einsparung von Personalausgaben in der mittelbaren Bundesverwaltung sowie bei der Deutschen Bundesbahn und der Deutschen Bundespost |
| PersStärkeG              | Gesetz über die Verminderung der Personalstärke der Streitkräfte |
| PersStdAuszÜbkG          | Gesetz zu dem Übereinkommen vom 8. September 1976 über die Ausstellung mehrsprachiger Auszüge aus Personenstandsbüchern |
| PersStdGÄndG 2           | Zweites Gesetz zur Änderung und Ergänzung des Personenstandsgesetzes |
| PersStdNamZProtG         | Gesetz betreffend das Zusatzprotokoll vom 6. September 1989 zu dem Übereinkommen vom 4. September 1958 über den internationalen Austausch von Auskünften in Personenstandsangelegenheiten |
| PersStruktG-Streitkräfte | Gesetz zur Verbesserung der Personalstruktur in den Streitkräften |
| PfandBG                  | Pfandbriefgesetz |
| PfandBrAUmwG             | Gesetz über die Umwandlung der Deutschen Pfandbriefanstalt in eine Aktiengesellschaft |
| PfandBrÜblG              | Gesetz zur Überleitung der Beteiligung des ehemaligen Landes Preußen am Grundkapital der Deutschen Pfandbriefanstalt auf den Bund |
| PflegeVG                 | Gesetz zur sozialen Absicherung des Risikos der Pflegebedürftigkeit |
| PflegeZG                 | Gesetz über die Pflegezeit |
| PflSchAbkG               | Gesetz über das Internationale Pflanzenschutzabkommen vom 6. Dezember 1951 |
| PflSchG                  | Gesetz zum Schutz der Kulturpflanzen |
| PflVG                    | Gesetz über die Pflichtversicherung für Kraftfahrzeughalter |
| PflZSchÜbkG              | Gesetz zu den Internationalen Übereinkommen vom 2. Dezember 1961 zum Schutz von Pflanzenzüchtungen |
| PfPTrStatG               | Gesetz zu dem Übereinkommen vom 19. Juni 1995 zwischen den Vertragsstaaten des Nordatlantikvertrags und den anderen an der Partnerschaft für den Frieden teilnehmenden Staaten über die Rechtsstellung ihrer Truppen sowie dem Zusatzprotokoll |
| PharmTAG                 | Gesetz über den Beruf des pharmazeutisch-technischen Assistenten |
| PKGrG                    | Gesetz über die parlamentarische Kontrolle nachrichtendienstlicher Tätigkeit des Bundes |
| PlVereinfG               | Gesetz zur Vereinfachung der Planungsverfahren für Verkehrswege |
| PodG                     | Gesetz über den Beruf der Podologin und des Podologen |
| PolZusuaVtrCHEG          | Gesetz zu den Verträgen vom 27. April 1999 und 8. Juli 1999 zwischen der Bundesrepublik Deutschland und der Schweizerischen Eidgenossenschaft über grenzüberschreitende polizeiliche Zusammenarbeit, Auslieferung, Rechtshilfe sowie zu dem Abkommen vom 8. Juli 1999 zwischen der Bundesrepublik Deutschland und der Schweizerischen Eidgenossenschaft über Durchgangsrechte |
| PostAGSa                 | Satzung der Deutsche Post AG (Anhang des Gesetzes zur Umwandlung der Unternehmen der Deutschen Bundespost in die Rechtsform der Aktiengesellschaft) |
| PostbAGSa                | Satzung der Deutsche Postbank AG (Anhang des Gesetzes zur Umwandlung der Unternehmen der Deutschen Bundespost in die Rechtsform der Aktiengesellschaft) |
| PostG                    | Postgesetz |
| PostPersRG               | Gesetz zum Personalrecht der Beschäftigten der früheren Deutschen Bundespost |
| PostUmwG                 | Gesetz zur Umwandlung der Unternehmen der Deutschen Bundespost in die Rechtsform der Aktiengesellschaft |
| PreisAngG                | Gesetz über die Preisangaben |
| PreisG                   | Übergangsgesetz über Preisbildung und Preisüberwachung |
| PreisStatG               | Gesetz über die Preisstatistik |
| PresseratG               | Gesetz zur Gewährleistung der Unabhängigkeit des vom Deutschen Presserat eingesetzten Beschwerdeausschusses |
| PrHaushStatG             | Gesetz über die Statistik der Wirtschaftsrechnungen privater Haushalte |
| PrKG                     | Gesetz über das Verbot der Verwendung von Preisklauseln bei der Bestimmung von Geldschulden |
| PrKultbG                 | Gesetz zur Errichtung einer Stiftung „Preußischer Kulturbesitz“ und zur Übertragung von Vermögenswerten des ehemaligen Landes Preußen auf die Stiftung |
| ProdGewStatG             | Gesetz über die Statistik im Produzierenden Gewerbe |
| ProdHaftG                | Gesetz über die Haftung für fehlerhafte Produkte |
| ProdSG                   | Gesetz über die Bereitstellung von Produkten auf dem Markt |
| ProMechG                 | Gesetz über projektbezogene Mechanismen nach dem Protokoll von Kyoto zum Rahmenübereinkommen der Vereinten Nationen über Klimaänderungen vom 11. Dezember 1997 |
| ProstG                   | Gesetz zur Regelung der Rechtsverhältnisse der Prostituierten |
| ProstSchG                | Gesetz zum Schutz von in der Prostitution tätigen Personen |
| PrümVtrAG                | Ausführungsgesetz zum Prümer Vertrag und zum Ratsbeschluss Prüm |
| PStG                     | Personenstandsgesetz |
| PStTG                    | Gesetz über die Meldepflicht und den automatischen Austausch von Informationen meldender Plattformbetreiber in Steuersachen |
| PsychKVVerbG             | Gesetz zur Verbesserung der ambulanten und teilstationären Versorgung psychisch Kranker |
| PsychPbG                 | Gesetz über die psychosoziale Prozessbegleitung im Strafverfahren |
| PsychThG                 | Gesetz über die Berufe des Psychologischen Psychotherapeuten und des Kinder- und Jugendlichenpsychotherapeuten |
| PsychThG/SGB5uaÄndG      | Gesetz über die Berufe des Psychologischen Psychotherapeuten und des Kinder- und Jugendlichenpsychotherapeuten, zur Änderung des Fünften Buches Sozialgesetzbuch und anderer Gesetze |
| PTNeuOG                  | Gesetz zur Neuordnung des Postwesens und der Telekommunikation |
| PTSG                     | Gesetz zur Sicherstellung von Postdienstleistungen und Telekommunikationsdiensten in besonderen Fällen |
| PTStiftG                 | Gesetz zur Errichtung einer Museumsstiftung Post und Telekommunikation |
| PUAG                     | Gesetz zur Regelung des Rechts der Untersuchungsausschüsse des Deutschen Bundestages |
| PublG                    | Gesetz über die Rechnungslegung von bestimmten Unternehmen und Konzernen |
| PVÜG                     | Gesetz zu den am 24. Juli 1971 in Paris unterzeichneten Übereinkünften auf dem Gebiet des Urheberrechts |

| R                                 | |
| RAAG 2006                         | Gesetz über die Aussetzung der Anpassung der Renten zum 1. Juli 2006 |
| RAAG                              | Gesetz über die Aussetzung der Anpassung der Renten zum 1. Juli 2004 |
| RAG 1982                          | Rentenanpassungsgesetz 1982 (Artikel 1 des Gesetzes über die Anpassung der Renten der gesetzlichen Rentenversicherung im Jahr 1982) |
| RAG 1983                          | Rentenanpassungsgesetz 1983 (Artikel 18 des Gesetzes zur Wiederbelebung der Wirtschaft und Beschäftigung und zur Entlastung des Bundeshaushalts – Haushaltsbegleitgesetz 1983) |
| RAG 1984                          | Rentenanpassungsgesetz 1984 (Artikel 1 des Gesetzes über die Anpassung der Renten der gesetzlichen Rentenversicherung und der Geldleistungen der gesetzlichen Unfallversicherung im Jahre 1984)                                                                                         |
| RAG 1985                          | Rentenanpassungsgesetz 1985 (Artikel 1 des Gesetzes über die Anpassung der Renten der gesetzlichen Rentenversicherung und der Geldleistungen der gesetzlichen Unfallversicherung im Jahre 1985)                                                                                         |
| RAG 1986                          | Rentenanpassungsgesetz 1986 (Artikel 1 des Gesetzes über die Anpassung der Renten der gesetzlichen Rentenversicherung und der Geldleistungen der gesetzlichen Unfallversicherung im Jahre 1986)                                                                                         |
| RAG 1987                          | Rentenanpassungsgesetz 1987 |
| RAG 1988                          | Rentenanpassungsgesetz 1988 |
| RAG 1989                          | Rentenanpassungsgesetz 1989 |
| RAG 1990                          | Rentenanpassungsgesetz 1990 |
| RAG 1991                          | Rentenanpassungsgesetz 1991 |
| RAÜG                              | Gesetz zur Übertragung von Verwaltungsaufgaben auf dem Gebiet der Raumfahrt |
| RAuskÜbkZProtG                    | Gesetz zum Zusatzprotokoll vom 15. März 1978 zum Europäischen Übereinkommen betreffend Auskünfte über ausländisches Recht |
| RBEG                              | Gesetz zur Ermittlung der Regelbedarfe nach § 28 des Zwölften Buches Sozialgesetzbuch |
| RBkG                              | Gesetz über die Deutsche Reichsbank |
| RdFunkAuslG                       | Gesetz über den deutschen Auslandsrundfunk |
| RdFunkGÄndG 1                     | Erstes Gesetz zur Änderung des Gesetzes über die Errichtung von Rundfunkanstalten des Bundesrechts |
| RdFunkNG                          | Gesetz über die Neuordnung der Rundfunkanstalten des Bundesrechts und des RIAS Berlin |
| RDG                               | Gesetz über außergerichtliche Rechtsdienstleistungen |
| RDGEG                             | Einführungsgesetz zum Rechtsdienstleistungsgesetz |
| RED-G                             | Gesetz zur Errichtung einer standardisierten zentralen Datei von Polizeibehörden und Nachrichtendiensten von Bund und Ländern zur Bekämpfung des gewaltbezogenen Rechtsextremismus |
| ReföDG                            | Gesetz zur Reform des öffentlichen Dienstrechts |
| RegG                              | Gesetz zur Regionalisierung des öffentlichen Personennahverkehrs |
| REITG                             | Gesetz über deutsche Immobilien-Aktiengesellschaften mit börsennotierten Anteilen |
| RennwLottG                        | Rennwett- und Lotteriegesetz |
| RennwLottGABest                   | Ausführungsbestimmungen zum Rennwett- und Lotteriegesetz |
| RentBkGrSchG RP                   | Landesgesetz über die Rentenbankgrundschuld im Lande Rheinland-Pfalz |
| ResG                              | Gesetz über die Rechtsstellung Reservisten |
| RettungsG                         | Gesetz zur Rettung von Unternehmen zur Stabilisierung des Finanzmarktes |
| RHBG                              | Gesetz über die Haftung des Reichs für seine Beamten |
| RHeimstGAufhG                     | Gesetz zur Aufhebung des Reichsheimstättengesetzes |
| Rhein/BinSchAbfÜbkAG              | Ausführungsgesetz zu dem Übereinkommen vom 9. September 1996 über die Sammlung, Abgabe und Annahme von Abfällen in der Rhein- und Binnenschifffahrt |
| RheinBrückEschauVtrG              | Gesetz zu dem Vertrag vom 5. Juni 1996 zwischen der Bundesrepublik Deutschland und der Französischen Republik über den Bau einer Straßenbrücke über den Rhein zwischen Altenheim und Eschau                                                                                             |
| RheinfallVtrG CHE                 | Gesetz zu dem Vertrag vom 23. November 1964 zwischen der Bundesrepublik Deutschland und der Schweizerischen Eidgenossenschaft über die Bereinigung der Grenze im Abschnitt Konstanz-Neuhausen am Rheinfall                                                                              |
| RheinMainDonSchStrG               | Gesetz über den rechtlichen Status der Rhein-Main-Donau-Großschiffahrtsstraße zwischen dem Main und Nürnberg und über die damit zusammenhängenden Eigentumsverhältnisse |
| RheinMainDonSchStrGBek 1968-05-06 | Bekanntmachung zu dem Gesetz über den rechtlichen Status der Rhein-Main-Donau-Großschiffahrtsstraße zwischen dem Main und Nürnberg und über die damit zusammenhängenden Eigentumsverhältnisse vom 29. November 1967                                                                     |
| RheinMainDonSchStrGBek 1970-10-23 | Bekanntmachung zu dem Gesetz vom 29. November 1967 über den rechtlichen Status der Rhein-Main-Donau-Großschiffahrtsstraße zwischen dem Main und Nürnberg und über die damit zusammenhängenden Eigentumsverhältnisse                                                                     |
| RheinMainDonSchStrGBek 1972-08    | Bekanntmachung zu dem Gesetz über den rechtlichen Status der Rhein-Main-Donau-Großschiffahrtsstraße zwischen dem Main und Nürnberg und über die damit zusammenhängenden Eigentumsverhältnisse                                                                                           |
| RheinMainDonSchStrGBek            | Bekanntmachung zu dem Gesetz über den rechtlichen Status der Rhein-Main-Donau-Großschiffahrtsstraße zwischen dem Main und Nürnberg und über die damit zusammenhängenden Eigentumsverhältnisse                                                                                           |
| RheinSchÜbkG                      | Gesetz zu dem Übereinkommen vom 20. November 1963 zur Revision der am 17. Oktober 1868 in Mannheim unterzeichneten Revidierten Rheinschifffahrtsakte |
| RHiVtrCANG                        | Gesetz zu dem Vertrag vom 13. Mai 2002 zwischen der Bundesrepublik Deutschland und Kanada über die Rechtshilfe in Strafsachen |
| RHiVtrPRTG                        | Gesetz zu dem Vertrag vom 15. Juni 1964 zwischen der Bundesrepublik Deutschland und der Republik von Portugal über die Auslieferung und die Rechtshilfe in Strafsachen |
| RHiVtrYUGG                        | Gesetz zu dem Vertrag vom 1. Oktober 1971 zwischen der Bundesrepublik Deutschland und der Sozialistischen Föderativen Republik Jugoslawien über die Rechtshilfe in Strafsachen |
| RiFlEtikettG                      | Gesetz zur Durchführung der Rechtsakte der Europäischen Gemeinschaft oder der Europäischen Union über die besondere Etikettierung von Rindfleisch und Rindfleischerzeugnissen und über die Verkehrsbezeichnung und Kennzeichnung von Fleisch von weniger als zwölf Monate alten Rindern |
| RiRegDG                           | Gesetz über die Verwendung der zur Durchführung der Rechtsakte der Europäischen Gemeinschaft über die Kennzeichnung und Registrierung von Rindern erhobenen Daten |
| RiWG                              | Richterwahlgesetz |
| RMVerblG                          | Gesetz über Reichsmarkverbindlichkeiten zwischen Gebietskörperschaften |
| RobErhÜbkG                        | Gesetz zu dem Übereinkommen vom 1. Juni 1972 zur Erhaltung der antarktischen Robben |
| ROG                               | Raumordnungsgesetz |
| RPflG                             | Rechtspflegergesetz |
| RRG                               | Gesetz zur weiteren Reform der gesetzlichen Rentenversicherungen und über die Fünfzehnte Anpassung der Renten aus den gesetzlichen Rentenversicherungen sowie über die Anpassung der Geldleistungen aus der gesetzlichen Unfallversicherung                                             |
| RSiedlG                           | Reichssiedlungsgesetz |
| RSiedlGABest                      | Ausführungsbestimmungen zum Reichssiedlungsgesetz |
| RSiedlGErgG 1935                  | Gesetz zur Ergänzung des Reichssiedlungsgesetzes |
| RsprEinhG                         | Gesetz zur Wahrung der Einheitlichkeit der Rechtsprechung der obersten Gerichtshöfe des Bundes |
| RStruktFG                         | Gesetz zur Errichtung eines Restrukturierungsfonds für Kreditinstitute |
| RTrAbwG                           | Gesetz zur Regelung der Rechtsverhältnisse nicht mehr bestehender öffentlicher Rechtsträger |
| RUAStrGHG                         | Gesetz über die Zusammenarbeit mit dem Internationalen Strafgerichtshof für Ruanda |
| RückHG                            | Rückkehrhilfegesetz |
| RÜG                               | Gesetz zur Herstellung der Rechtseinheit in der gesetzlichen Renten- und Unfallversicherung |
| RüstKontrG                        | Gesetz zu dem Übereinkommen vom 14. Dezember 1957 über Rüstungskontrollmaßnahmen der Westeuropäischen Union |
| RV/UVAbkPOLG                      | Gesetz zu dem Abkommen vom 9. Oktober 1975 zwischen der Bundesrepublik Deutschland und der Volksrepublik Polen über Renten- und Unfallversicherung nebst der Vereinbarung hierzu vom 9. Oktober 1975                                                                                    |
| RV/UVRAG 1987                     | Gesetz über die Anpassung der Renten der gesetzlichen Rentenversicherung und der Geldleistungen der gesetzlichen Unfallversicherung im Jahre 1987 |
| RVBund/KnErG                      | Gesetz zur Errichtung der Deutschen Rentenversicherung Bund und der Deutschen Rentenversicherung Knappschaft-Bahn-See |
| RVChilAbkG                        | Gesetz zu dem Abkommen vom 5. März 1993 zwischen der Bundesrepublik Deutschland und der Republik Chile über Rentenversicherung |
| RVermG                            | Gesetz zur Regelung der Rechtsverhältnisse des Reichsvermögens und der preußischen Beteiligungen |
| RVermVG                           | Gesetz zur vorläufigen Regelung der Rechtsverhältnisse des Reichsvermögens und der preußischen Beteiligungen |
| RVG                               | Gesetz über die Vergütung der Rechtsanwältinnen und Rechtsanwälte |
| RVKnSeemannskasseÜG               | Gesetz zu Übergangsregelungen zur Eingliederung der Seemannskasse in die Deutsche Rentenversicherung Knappschaft-Bahn-See |
| RVOrgRefÜG                        | Gesetz zu Übergangsregelungen zur Organisationsreform in der gesetzlichen Rentenversicherung |
| RVStreitkrAbkUSAG                 | Gesetz zu dem Abkommen vom 11. September 1970 zwischen der Bundesrepublik Deutschland und den Vereinigten Staaten von Amerika über die Rentenversicherung gewisser Arbeitnehmer der Landstreitkräfte der Vereinigten Staaten von Amerika                                                |
| RWBestG 2008                      | Gesetz über die Bestimmung der aktuellen Rentenwerte ab 1. Juli 2008 |

| S                           | |
| SaarVtrG                    | Gesetz über den Vertrag zwischen der Bundesrepublik Deutschland und der Französischen Republik zur Regelung der Saarfrage |
| SaatG                       | Saatgutverkehrsgesetz |
| SachenRÄndG                 | Gesetz zur Änderung sachenrechtlicher, grundbuchrechtlicher und anderer Vorschriften |
| SachenRBerG                 | Gesetz zur Sachenrechtsbereinigung im Beitrittsgebiet |
| SachvRatG                   | Gesetz über die Bildung eines Sachverständigenrates zur Begutachtung der gesamtwirtschaftlichen Entwicklung |
| SAG                         | Gesetz zur Sanierung und Abwicklung von Instituten und Finanzgruppen |
| SanG                        | Sanierungshilfengesetz |
| SaRegG                      | Gesetz zur Errichtung eines Samenspenderregisters und zur Regelung der Auskunftserteilung über den Spender nach heterologer Verwendung von Samen |
| SatDSiG                     | Gesetz zum Schutz vor Gefährdung der Sicherheit der Bundesrepublik Deutschland durch das Verbreiten von hochwertigen Erdfernerkundungsdaten |
| SatellitÜbkG                | Gesetz zu dem Übereinkommen vom 21. Mai 1974 über die Verbreitung der durch Satelliten übertragenen programmtragenden Signale |
| SBG                         | Soldatinnen- und Soldatenbeteiligungsgesetz |
| SBkBG                       | Gesetz über die Staatsbank Berlin |
| SBkBÜblG                    | Gesetz über die Überleitung der Staatsbank Berlin (Anlage I Kap. IV Sachgebiet B Abschn. II Nr. 46 EinigVtr) |
| SCEAG                       | Gesetz zur Ausführung der Verordnung (EG) Nr. 1435/2003 des Rates vom 22. Juli 2003 über das Statut der Europäischen Genossenschaft (SCE) |
| SCEBG                       | Gesetz über die Beteiligung der Arbeitnehmer und Arbeitnehmerinnen in einer Europäischen Genossenschaft |
| SchadRegProtAG              | Gesetz zur Ausführung des Protokolls über Schadstofffreisetzungs- und -verbringungsregister vom 21. Mai 2003 sowie zur Durchführung der Verordnung (EG) Nr. 166/2006 |
| SchaEVZG                    | Gesetz über eine staatliche Vorauszahlung an durch Straftaten geschädigte Bürger |
| SchAnpG 2                   | Zweites Gesetz zur Anpassung bestimmter Bedingungen in der Seeschifffahrt an den internationalen Standard |
| SchaumwZwStG                | Schaumwein- und Zwischenerzeugnissteuergesetz |
| SchBauG                     | Gesetz über bauliche Maßnahmen zum Schutz der Zivilbevölkerung |
| SchBerG                     | Gesetz über die Beschränkung von Grundeigentum für die militärische Verteidigung |
| SchBrÜbkG                   | Gesetz betreffend das Internationale Übereinkommen über die Gewährung einer Entschädigung für Arbeitslosigkeit infolge von Schiffbruch |
| ScheckG                     | Scheckgesetz |
| SchErsRÄndG                 | Gesetz zur Änderung schadensersatzrechtlicher Vorschriften |
| SchfHwG                     | Gesetz über das Berufsrecht und die Versorgung im Schornsteinfegerhandwerk |
| SchiedsG                    | Gesetz über die Schiedsstellen in den Gemeinden |
| SchKG                       | Gesetz zur Vermeidung und Bewältigung von Schwangerschaftskonflikten |
| SchlärmschG                 | Gesetz zum Verbot des Betriebs lauter Güterwagen |
| SchLHeimÜbkG                | Gesetz betreffend das Internationale Übereinkommen über die Heimschaffung der Schiffsleute |
| SchlMonAufhG                | Gesetz über die Aufhebung des staatlichen Schleppmonopols auf den westdeutschen Kanälen |
| SchlTSchÜbkG                | Gesetz zu dem Europäischen Übereinkommen vom 10. Mai 1979 über den Schutz von Schlachttieren |
| SchlussFinG                 | Gesetz zur Errichtung eines Sondervermögens „Vorsorge für Schlusszahlungen für inflationsindexierte Bundeswertpapiere“ |
| SchRG                       | Gesetz über Rechte an eingetragenen Schiffen und Schiffsbauwerken |
| SchRGÄndG                   | Gesetz zur Änderung des Gesetzes über Rechte an eingetragenen Schiffen und Schiffsbauwerken, der Schiffsregisterordnung und des Gesetzes über die Zwangsversteigerung und die Zwangsverwaltung |
| SchrZAbkG                   | Gesetz zum Wiener Abkommen vom 12. Juni 1973 über den Schutz typographischer Schriftzeichen und ihre internationale Hinterlegung |
| SchSG                       | Schiffssicherheitsgesetz |
| SchSichVtr1960G             | Gesetz zum Schiffssicherheitsvertrag vom 17. Juni 1960 |
| SchuldBBerG                 | Gesetz zur Behandlung von Schuldbuchforderungen gegen die ehemalige Deutsche Demokratische Republik |
| SchuldMitüG                 | Gesetz zur Mitübernahme der Schulden des Erblastentilgungsfonds, des Bundeseisenbahnvermögens sowie des Ausgleichsfonds zur Sicherung des Steinkohleneinsatzes in die Bundesschuld |
| SchuldRAnpG                 | Gesetz zur Anpassung schuldrechtlicher Nutzungsverhältnisse an Grundstücken im Beitrittsgebiet |
| SchUnfDatG                  | Schiffsunfalldatenbankgesetz |
| SchVerschrFrdWäG            | Gesetz über Fremdwährungs-Schuldverschreibungen |
| SchVG                       | Gesetz über Schuldverschreibungen aus Gesamtemissionen |
| SchwarzArbG                 | Gesetz zur Bekämpfung der Schwarzarbeit und illegalen Beschäftigung |
| SchwarzArbVtrG NLD          | Gesetz zu dem Vertrag vom 12. Januar 2012 zwischen der Bundesrepublik Deutschland und dem Königreich der Niederlande über die Zusammenarbeit bei der Bekämpfung des grenzüberschreitenden Missbrauchs bei Sozialversicherungsleistungen und -beiträgen durch Erwerbstätigkeit und bei Leistungen der Grundsicherung für Arbeitsuchende sowie von nicht angemeldeter Erwerbstätigkeit und illegaler grenzüberschreitender Leiharbeit (Deutsch-Niederländischer Vertrag zur Bekämpfung grenzüberschreitender Schwarzarbeit) |
| SDDSG                       | Suchdienstedatenschutzgesetz (ab 26. November 2019 DRK-SDDSG siehe oben) |
| SEAG                        | Gesetz zur Ausführung der Verordnung (EG) Nr. 2157/2001 des Rates vom 8. Oktober 2001 über das Statut der Europäischen Gesellschaft (SE) |
| SEBG                        | Gesetz über die Beteiligung der Arbeitnehmer in einer Europäischen Gesellschaft |
| SEDDiktStiftG               | Gesetz über die Errichtung einer Stiftung zur Aufarbeitung der SED-Diktatur |
| SeeAnlG                     | Seeanlagengesetz |
| SeeArbG                     | Seearbeitsgesetz |
| SeeAufgG                    | Gesetz über die Aufgaben des Bundes auf dem Gebiet der Seeschiffahrt |
| SeeFischG                   | Gesetz zur Regelung der Seefischerei und zur Durchführung des Fischereirechts der Europäischen Union |
| SeeFischVtrG 1976           | Gesetz zu dem Übereinkommen vom 23. Oktober 1969 zur Erhaltung der lebenden Schätze des Südostatlantiks, zu dem Protokoll vom 21. Januar 1972 zur Änderung des Übereinkommens vom 20. Dezember 1962 über den Schutz des Lachsbestandes in der Ostsee, zur Konvention vom 13. September 1973 über die Fischerei und den Schutz der lebenden Ressourcen in der Ostsee und den Belten sowie zur Änderung des Seefischerei-Vertragsgesetzes 1971                                                                              |
| SeeGVG                      | Gesetz über die Vollstreckung von Entscheidungen internationaler Gerichte auf dem Gebiet des Seerechts |
| SeeLG                       | Gesetz über das Seelotswesen |
| SeemGÄndG                   | Gesetz zur Änderung und Ergänzung des Seemannsgesetzes |
| SeeRÜbkAG                   | Gesetz zur Ausführung des Seerechtsübereinkommens der Vereinten Nationen vom 10. Dezember 1982 sowie des Übereinkommens vom 28. Juli 1994 zur Durchführung des Teils XI des Seerechtsübereinkommens |
| SeeSchHaftÜbk1976G          | Gesetz zu dem Übereinkommen von 1976 über die Beschränkung der Haftung für Seeforderungen |
| SeeSchMeldPortalG           | Gesetz über das Verfahren für die elektronische Abgabe von Meldungen für Schiffe im Seeverkehr über das Zentrale Meldeportal des Bundes |
| SeeSchSiÜbkG                | Gesetz zu dem Übereinkommen vom 10. März 1988 zur Bekämpfung widerrechtlicher Handlungen gegen die Sicherheit der Seeschiffahrt und zum Protokoll vom 10. März 1988 zur Bekämpfung widerrechtlicher Handlungen gegen die Sicherheit fester Plattformen, die sich auf dem Festlandsockel befinden |
| SeeStrO1972ÜbkG             | Gesetz zu dem Übereinkommen vom 20. Oktober 1972 über die Internationalen Regeln zur Verhütung von Zusammenstößen auf See |
| SeeVersNachwG               | Gesetz über bestimmte Versicherungsnachweise in der Seeschifffahrt |
| SeilbDG                     | Gesetz zur Durchführung der Verordnung (EU) 2016/424 des Europäischen Parlaments und des Rates vom 9. März 2016 über Seilbahnen und zur Aufhebung der Richtlinie 2000/9/EG |
| SeilbDGGebV                 | Seilbahndurchführungsgesetzgebührenverordnung |
| SekG                        | Gesetz zur Regelung von Sekundierungen im Rahmen von Einsätzen der zivilen Krisenprävention |
| SG                          | Gesetz über die Rechtsstellung der Soldaten |
| SGÄndG 12                   | Zwölftes Gesetz zur Änderung des Soldatengesetzes |
| SGÄndG 13                   | Dreizehntes Gesetz zur Änderung des Soldatengesetzes |
| SGÄndG 4                    | Viertes Gesetz zur Änderung des Soldatengesetzes |
| SGÄndG 7                    | Siebentes Gesetz zur Änderung des Soldatengesetzes |
| SGB 1                       | Sozialgesetzbuch (SGB) Erstes Buch (I) – Allgemeiner Teil – (Artikel I des Gesetzes vom 11. Dezember 1975, BGBl. I S. 3015) |
| SGB 10                      | Zehntes Buch Sozialgesetzbuch – Sozialverwaltungsverfahren und Sozialdatenschutz |
| SGB 10/Kap1/2               | Sozialgesetzbuch – Verwaltungsverfahren |
| SGB 10/Kap3                 | Sozialgesetzbuch – Zusammenarbeit der Leistungsträger und ihre Beziehungen zu Dritten |
| SGB 11                      | Sozialgesetzbuch (SGB) – Elftes Buch (XI) – Soziale Pflegeversicherung (Artikel 1 des Gesetzes vom 26. Mai 1994, BGBl. I S. 1014) |
| SGB 12                      | Sozialgesetzbuch (SGB) Zwölftes Buch (XII) – Sozialhilfe – (Artikel 1 des Gesetzes vom 27. Dezember 2003, BGBl. I S. 3022) |
| SGB 2                       | Sozialgesetzbuch (SGB) Zweites Buch (II) – Grundsicherung für Arbeitsuchende – (Artikel 1 des Gesetzes vom 24. Dezember 2003, BGBl. I S. 2954) |
| SGB 3                       | Sozialgesetzbuch (SGB) Drittes Buch (III) – Arbeitsförderung – (Artikel 1 des Gesetzes vom 24. März 1997, BGBl. I S. 594) |
| SGB 4                       | Sozialgesetzbuch (SGB) Viertes Buch (IV) – Gemeinsame Vorschriften für die Sozialversicherung – (Artikel I des Gesetzes vom 23. Dezember 1976, BGBl. I S. 3845) |
| SGB 5                       | Sozialgesetzbuch (SGB) Fünftes Buch (V) – Gesetzliche Krankenversicherung – (Artikel 1 des Gesetzes v. 20. Dezember 1988, BGBl. I S. 2477) |
| SGB 6                       | Sozialgesetzbuch (SGB) Sechstes Buch (VI) – Gesetzliche Rentenversicherung – (Artikel 1 des Gesetzes v. 18. Dezember 1989, BGBl. I S. 2261, 1990 I S. 1337) |
| SGB 7                       | Siebtes Buch Sozialgesetzbuch – Gesetzliche Unfallversicherung – (Artikel 1 des Gesetzes vom 7. August 1996, BGBl. I S. 1254) |
| SGB 8                       | Sozialgesetzbuch (SGB) – Achtes Buch (VIII) – Kinder- und Jugendhilfe – (Artikel 1 des Gesetzes v. 26. Juni 1990, BGBl. I S. 1163) |
| SGB IX                      | Sozialgesetzbuch Neuntes Buch – Rehabilitation und Teilhabe von Menschen mit Behinderungen – |
| SGB4ErgG                    | Gesetz zur Einordnung der Vorschriften über die Meldepflichten des Arbeitgebers in der Kranken- und Rentenversicherung sowie im Arbeitsförderungsrecht und über den Einzug des Gesamtsozialversicherungsbeitrags in das Vierte Buch Sozialgesetzbuch – Gemeinsame Vorschriften für die Sozialversicherung |
| SGB8ÄndG 1                  | Erstes Gesetz zur Änderung des Achten Buches Sozialgesetzbuch |
| SGB9uaÄndG                  | Sozialgesetzbuch – Neuntes Buch – (SGB IX) Rehabilitation und Teilhabe behinderter Menschen |
| SGBAT                       | Sozialgesetzbuch – Allgemeiner Teil |
| SGBSVVs                     | Sozialgesetzbuch – Gemeinsame Vorschriften für die Sozialversicherung |
| SGFFG                       | Gesetz zur Förderung der Schienenwege der öffentlichen nicht bundeseigenen Eisenbahnen für den Schienengüterfernverkehr |
| SGG                         | Sozialgerichtsgesetz |
| SGleiG                      | Gesetz zur Gleichstellung von Soldatinnen und Soldaten der Bundeswehr |
| SHStatG                     | Gesetz über die Durchführung von Statistiken auf dem Gebiet der Kriegsopferfürsorge |
| SISIIG                      | Gesetz zum Schengener Informationssystem der zweiten Generation |
| SKAG Berlin                 | Gesetz zur Einführung der Selbstverwaltung auf dem Gebiet der Sozialversicherung und Angleichung des Rechts der Krankenversicherung im Land Berlin |
| SkAufG                      | Gesetz über die Rechtsstellung ausländischer Streitkräfte bei vorübergehenden Aufenthalten in der Bundesrepublik Deutschland |
| SklHG                       | Gesetz betreffend die Bestrafung des Sklavenraubes und des Sklavenhandels |
| SKPersStruktAnpG            | Gesetz zur Anpassung der personellen Struktur der Streitkräfte |
| SokaSiG                     | Gesetz zur Sicherung der Sozialkassenverfahren im Baugewerbe |
| SokaSiG2                    | Gesetz zur Sicherung der tarifvertraglichen Sozialkassenverfahren |
| SoldGG                      | Gesetz über die Gleichbehandlung der Soldatinnen und Soldaten |
| SoldRehaHomG                | Gesetz zur Rehabilitierung der wegen einvernehmlicher homosexueller Handlungen, wegen ihrer homosexuellen Orientierung oder wegen ihrer geschlechtlichen Identität dienstrechtlich benachteiligten Soldatinnen und Soldaten |
| SolzG 1995                  | Solidaritätszuschlaggesetz 1995 |
| SolZG                       | Solidaritätszuschlaggesetz |
| SortSchG 1985               | Sortenschutzgesetz |
| SozhiEinOG                  | Gesetz zur Einordnung des Sozialhilferechts in das Sozialgesetzbuch |
| SozSichAbk1985RVbgDVbgCANG  | Gesetz zu dem Abkommen vom 14. November 1985 zwischen der Bundesrepublik Deutschland und Kanada über Soziale Sicherheit und der Vereinbarung zur Durchführung des Abkommens sowie zu der Vereinbarung vom 14. Mai 1987 zwischen der Regierung der Bundesrepublik Deutschland und der Regierung von Quebec über Soziale Sicherheit und der Durchführungsvereinbarung hierzu |
| SozSichAbk1985ZusAbkCANG    | Gesetz zu dem Zusatzabkommen vom 27. August 2002 zum Abkommen vom 14. November 1985 zwischen der Bundesrepublik Deutschland und Kanada über Soziale Sicherheit |
| SozSichAbk2ErgAbkESPG       | Gesetz zu dem Abkommen vom 4. Dezember 1973 zwischen der Bundesrepublik Deutschland und dem Spanischen Staat über Soziale Sicherheit und dem Ergänzungsabkommen vom 17. Dezember 1975 |
| SozSichAbkALBG              | Gesetz zu dem Abkommen vom 23. September 2015 zwischen der Bundesrepublik Deutschland und der Republik Albanien über Soziale Sicherheit |
| SozSichAbkÄndAbk2ZAbkTURG   | Gesetz zu dem Zusatzabkommen vom 2. November 1984 zum Abkommen vom 30. April 1964 zwischen der Bundesrepublik Deutschland und der Republik Türkei über Soziale Sicherheit und zu der Vereinbarung vom 2. November 1984 zur Durchführung des Abkommens |
| SozSichAbkAUSErgAbkG        | Gesetz zu dem Abkommen vom 9. Februar 2007 zwischen der Bundesrepublik Deutschland und Australien über die Soziale Sicherheit von vorübergehend im Hoheitsgebiet des anderen Staates beschäftigten Personen („Ergänzungsabkommen“) |
| SozSichAbkAUSG              | Gesetz zu dem Abkommen vom 13. Dezember 2000 zwischen der Bundesrepublik Deutschland und Australien über Soziale Sicherheit |
| SozSichAbkAUT1995G          | Gesetz zu dem Abkommen vom 4. Oktober 1995 zwischen der Bundesrepublik Deutschland und der Republik Österreich über Soziale Sicherheit |
| SozSichAbkBELG              | Gesetz zu dem Allgemeinen Abkommen vom 7. Dezember 1957 zwischen der Bundesrepublik Deutschland und dem Königreich Belgien über Soziale Sicherheit nebst Schlußprotokoll, der Ersten, Zweiten und Dritten Zusatzvereinbarung und dem Zusatzprotokoll zu dem Abkommen |
| SozSichAbkBGRG              | Gesetz zu dem Abkommen vom 17. Dezember 1997 zwischen der Bundesrepublik Deutschland und der Republik Bulgarien über Soziale Sicherheit |
| SozSichAbkBRAG              | Gesetz zu dem Abkommen vom 3. Dezember 2009 zwischen der Bundesrepublik Deutschland und der Föderativen Republik Brasilien über Soziale Sicherheit |
| SozSichAbkCZEG              | Gesetz zu dem Abkommen vom 27. Juli 2001 zwischen der Bundesrepublik Deutschland und der Tschechischen Republik über Soziale Sicherheit |
| SozSichAbkDVbgSWEG          | Gesetz zu der Vereinbarung vom 23. Februar 1978 zwischen der Bundesrepublik Deutschland und dem Königreich Schweden zur Durchführung des Abkommens vom 27. Februar 1976 über Soziale Sicherheit |
| SozSichAbkErgVbg2FRAG       | Gesetz über die Zweite Vereinbarung zur Ergänzung des Allgemeinen Abkommens zwischen der Bundesrepublik Deutschland und Frankreich über die Soziale Sicherheit und über die Fünfte Zusatzvereinbarung über die Einbeziehung des Landes Berlin in das Allgemeine Abkommen nebst Briefen |
| SozSichAbkG MDA             | Gesetz zu dem Abkommen vom 12. Januar 2017 zwischen der Bundesrepublik Deutschland und der Republik Moldau über Soziale Sicherheit |
| SozSichAbkG PHL             | Gesetz zu dem Abkommen vom 19. September 2014 zwischen der Bundesrepublik Deutschland und der Republik der Philippinen über Soziale Sicherheit |
| SozSichAbkGBRDVbgG          | Gesetz zu der Vereinbarung vom 10. Dezember 1964 zur Durchführung des Abkommens vom 20. April 1960 zwischen der Bundesrepublik Deutschland und dem Vereinigten Königreich Großbritannien und Nordirland über Soziale Sicherheit |
| SozSichAbkHRVG              | Gesetz zu dem Abkommen vom 24. November 1997 zwischen der Bundesrepublik Deutschland und der Republik Kroatien über Soziale Sicherheit |
| SozSichAbkHUNG              | Gesetz zu dem Abkommen vom 2. Mai 1998 zwischen der Bundesrepublik Deutschland und der Republik Ungarn über Soziale Sicherheit |
| SozSichAbkINDG              | Gesetz zu dem Abkommen vom 12. Oktober 2011 zwischen der Bundesrepublik Deutschland und der Republik Indien über Soziale Sicherheit |
| SozSichAbkISRÄndAbkG        | Gesetz zu dem Abkommen vom 7. Januar 1986 zur Änderung des Abkommens vom 17. Dezember 1973 zwischen der Bundesrepublik Deutschland und dem Staat Israel über Soziale Sicherheit |
| SozSichAbkJPNG              | Gesetz zu dem Abkommen vom 20. April 1998 zwischen der Bundesrepublik Deutschland und Japan über Soziale Sicherheit |
| SozSichAbkKORG              | Gesetz zu dem Abkommen vom 10. März 2000 zwischen der Bundesrepublik Deutschland und der Republik Korea über Soziale Sicherheit |
| SozSichAbkMARG              | Gesetz zu dem Abkommen vom 25. März 1981 zwischen der Bundesrepublik Deutschland und dem Königreich Marokko über Soziale Sicherheit und zu der Vereinbarung vom 19. April 1984 zur Durchführung dieses Abkommens |
| SozSichAbkMKDG              | Gesetz zu dem Abkommen vom 8. Juli 2003 zwischen der Regierung der Bundesrepublik Deutschland und der mazedonischen Regierung über Soziale Sicherheit |
| SozSichAbkPOLG              | Gesetz zu dem Abkommen vom 8. Dezember 1990 zwischen der Bundesrepublik Deutschland und der Republik Polen über Soziale Sicherheit |
| SozSichAbkPRTG              | Gesetz zu dem Abkommen vom 6. November 1964 zwischen der Bundesrepublik Deutschland und der Portugiesischen Republik über Soziale Sicherheit |
| SozSichAbkROMG              | Gesetz zu dem Abkommen vom 8. April 2005 zwischen der Bundesrepublik Deutschland und Rumänien über Soziale Sicherheit |
| SozSichAbkSVKG              | Gesetz zu dem Abkommen vom 12. September 2002 zwischen der Bundesrepublik Deutschland und der Slowakischen Republik über Soziale Sicherheit |
| SozSichAbkSVNG              | Gesetz zu dem Abkommen vom 24. September 1997 zwischen der Bundesrepublik Deutschland und der Republik Slowenien über Soziale Sicherheit |
| SozSichAbkSWEG              | Gesetz zu dem Abkommen vom 27. Februar 1976 zwischen der Bundesrepublik Deutschland und dem Königreich Schweden über Soziale Sicherheit |
| SozSichAbkTUNG              | Gesetz zu dem Abkommen vom 16. April 1984 zwischen der Bundesrepublik Deutschland und der Tunesischen Republik über Soziale Sicherheit, dem Zusatzprotokoll zu diesem Abkommen und der Vereinbarung zur Durchführung des Abkommens |
| SozSichAbkUmsG              | Gesetz zur Umsetzung von Abkommen über Soziale Sicherheit |
| SozSichAbkURYG              | Gesetz zu dem Abkommen vom 8. April 2013 zwischen der Bundesrepublik Deutschland und der Republik Östlich des Uruguay über Soziale Sicherheit |
| SozSichAbkYUGG              | Gesetz zu dem Abkommen vom 12. Oktober 1968 zwischen der Bundesrepublik Deutschland und der Sozialistischen Föderativen Republik Jugoslawien über Soziale Sicherheit |
| SozSichAbkZAbk2/ZVbgCHEG    | Gesetz zu dem Zweiten Zusatzabkommen vom 2. März 1989 zum Abkommen vom 25. Februar 1964 zwischen der Bundesrepublik Deutschland und der Schweizerischen Eidgenossenschaft über Soziale Sicherheit und der Zusatzvereinbarung vom 2. März 1989 zur Vereinbarung vom 25. August 1978 zur Durchführung des Abkommens |
| SozSichAbkZusAbkISRG        | Gesetz zu dem Zusatzabkommen vom 12. Februar 1995 zum Abkommen vom 17. Dezember 1973 zwischen der Bundesrepublik Deutschland und dem Staat Israel über Soziale Sicherheit |
| SozSichAbkZusAbkZVbg/2USAG  | Gesetz zu dem Zweiten Zusatzabkommen vom 6. März 1995 zum Abkommen vom 7. Januar 1976 zwischen der Bundesrepublik Deutschland und den Vereinigten Staaten von Amerika über Soziale Sicherheit und zu der Zweiten Zusatzvereinbarung vom 6. März 1995 zur Vereinbarung vom 21. Juni 1978 zur Durchführung des Abkommens |
| SozSichÄndAbkTURG           | Gesetz zu dem Abkommen vom 28. Mai 1969 zwischen der Bundesrepublik Deutschland und der Republik Türkei zur Änderung des Abkommens vom 30. April 1964 über Soziale Sicherheit |
| SozSichEUG                  | Gesetz zur Koordinierung der Systeme der sozialen Sicherheit in Europa |
| SozSichRheinSchiffÜbkVwVbgG | Gesetz zu der Verwaltungsvereinbarung vom 26. November 1987 zur Durchführung des Übereinkommens vom 30. November 1979 über die Soziale Sicherheit der Rheinschiffer |
| SozSichVbgCANG              | Gesetz zur Vereinbarung vom 20. April 2010 zwischen der Regierung der Bundesrepublik Deutschland und der Regierung von Quebec über Soziale Sicherheit |
| SparkGiroVerbG              | Gesetz über den Deutschen Sparkassen- und Giroverband |
| SparSichSaarG               | Gesetz zur Sicherung von Ersparnissen im Saarland |
| SprAuG                      | Gesetz über Sprecherausschüsse der leitenden Angestellten |
| SprengG                     | Gesetz über explosionsgefährliche Stoffe |
| SpruchG                     | Gesetz über das gesellschaftsrechtliche Spruchverfahren |
| SpTrUG                      | Gesetz über die Spaltung der von der Treuhandanstalt verwalteten Unternehmen |
| SpurVerkErprG               | Gesetz über den Bau und den Betrieb von Versuchsanlagen zur Erprobung von Techniken für den spurgeführten Verkehr |
| StaatenlMindÜbkAG           | Ausführungsgesetz zu dem Übereinkommen vom 30. August 1961 zur Verminderung der Staatenlosigkeit und zu dem Übereinkommen vom 13. September 1973 zur Verringerung der Fälle von Staatenlosigkeit |
| StaatenlÜbkG                | Gesetz zu dem Übereinkommen vom 28. September 1954 über die Rechtsstellung der Staatenlosen |
| StabG                       | Gesetz zur Förderung der Stabilität und des Wachstums der Wirtschaft |
| StabiRatG                   | Gesetz zur Errichtung eines Stabilitätsrates und zur Vermeidung von Haushaltsnotlagen |
| StabMechG                   | Gesetz zur Übernahme von Gewährleistungen im Rahmen eines europäischen Stabilisierungsmechanismus |
| StAbwG                      | Gesetz zur Abwehr von Steuervermeidung und unfairem Steuerwettbewerb |
| StAG                        | Staatsangehörigkeitsgesetz |
| StandAG                     | Gesetz zur Suche und Auswahl eines Standortes für ein Endlager für hochradioaktive Abfälle |
| StaRUG                      | Gesetz über den Stabilisierungs- und Restrukturierungsrahmen für Unternehmen |
| StÄndG 1961                 | Gesetz zur Änderung des Einkommensteuergesetzes, des Körperschaftsteuergesetzes, des Gewerbesteuergesetzes, des Bewertungsgesetzes, des Vermögensteuergesetzes, des Steuersäumnisgesetzes, der Reichsabgabenordnung, des Steueranpassungsgesetzes, des Gesetzes zur Förderung der Wirtschaft von Berlin (West) und andere Gesetze |
| StÄndG 1966                 | Zweites Gesetz zur Überleitung der Haushaltswirtschaft des Bundes in eine mehrjährige Finanzplanung |
| StÄndG 1969                 | Gesetz über die Gewährung von Investitionszulagen und zur Änderung steuerrechtlicher und prämienrechtlicher Vorschriften |
| StÄndG 1975                 | Gesetz zur Änderung des Einkommensteuergesetzes und des Investitionszulagengesetzes |
| StandOG                     | Gesetz zur Verbesserung der steuerlichen Bedingungen zur Sicherung des Wirtschaftsstandorts Deutschland im Europäischen Binnenmarkt |
| StatRegG                    | Gesetz über den Aufbau und die Führung eines Statistikregisters |
| StBAG                       | Steuerbeamten-Ausbildungsgesetz |
| StBerG                      | Steuerberatungsgesetz |
| StBerGÄndG 3                | Drittes Gesetz zur Änderung des Steuerberatungsgesetzes |
| SteinKAGSaarG               | Gesetz über die Einbringung der Steinkohlenbergwerke im Saarland in eine Aktiengesellschaft |
| SteinkohleFinG              | Gesetz zur Finanzierung der Beendigung des subventionierten Steinkohlenbergbaus zum Jahr 2018 |
| SterilEntschAufhG           | Gesetz zur Aufhebung von Sterilisationsentscheidungen der ehemaligen Erbgesundheitsgerichte (Artikel 2 des Gesetzes zur Aufhebung nationalsozialistischer Unrechtsurteile in der Strafrechtspflege und von Sterilisationsentscheidungen der ehemaligen Erbgesundheitsgerichte) |
| StGB                        | Strafgesetzbuch |
| StGBuaÄndG 1989             | Gesetz zur Änderung des Strafgesetzbuches, der Strafprozeßordnung und des Versammlungsgesetzes und zur Einführung einer Kronzeugenregelung bei terroristischen Straftaten |
| StGBuaÄndG                  | Gesetz zur Änderung des Strafgesetzbuches, der Strafprozeßordnung, des Gerichtsverfassungsgesetzes, der Bundesrechtsanwaltsordnung und des Strafvollzugsgesetzes |
| StGrenzVtrAUT1989G          | Gesetz zu dem Vertrag vom 3. April 1989 zwischen der Bundesrepublik Deutschland und der Republik Österreich über den Verlauf der gemeinsamen Staatsgrenze in der Sektion III des Grenzabschnittes „Scheibelberg-Bodensee“ sowie in einem Teil des Grenzabschnittes „Dreieckmark-Dandlbachmündung“ und des Grenzabschnittes „Saalach-Scheibelberg“ |
| StGrenzVtrAUTG              | Gesetz zu dem Vertrag vom 20. April 1977 zwischen der Bundesrepublik Deutschland und der Republik Österreich über den Verlauf der gemeinsamen Staatsgrenze im Grenzabschnitt „Dreieckmark-Dandlbachmündung“ und in einem Teil des Grenzabschnittes „Scheibelberg-Bodensee“ sowie über Befugnisse der Grenzkommission |
| StGrenzVtrLUXG              | Gesetz zu dem Vertrag vom 19. Dezember 1984 zwischen der Bundesrepublik Deutschland und dem Großherzogtum Luxemburg über den Verlauf der gemeinsamen Staatsgrenze |
| StiftBTG                    | Gesetz über die Bildung und Tätigkeit von Stiftungen |
| StImmÜbkG                   | Gesetz zum Europäischen Übereinkommen vom 16. Mai 1972 über Staatenimmunität |
| StipG                       | Gesetz zur Schaffung eines nationalen Stipendienprogramms |
| StPO                        | Strafprozessordnung |
| StPOEG                      | Einführungsgesetz zur Strafprozeßordnung |
| StraBEG                     | Gesetz über die strafbefreiende Erklärung |
| StrbEG                      | Gesetz über die strafbefreiende Erklärung von Einkünften aus Kapitalvermögen und von Kapitalvermögen |
| StrBNÜbkÄndProtG            | Gesetz zu dem Protokoll vom 22. März 2000 zur Änderung des Übereinkommens vom 9. Februar 1994 über die Erhebung von Gebühren für die Benutzung bestimmter Straßen mit schweren Nutzfahrzeugen |
| StrBNÜbkSEG                 | Gesetz zu dem Protokoll vom 18. September 1997 über den Beitritt des Königreichs Schweden zu dem Übereinkommen vom 9. Februar 1994 über die Erhebung von Gebühren für die Benutzung bestimmter Straßen mit schweren Nutzfahrzeugen sowie zu dem Zusatzübereinkommen vom 18. September 1997 zu dem vorgenannten Übereinkommen |
| StrEG                       | Gesetz über die Entschädigung für Strafverfolgungsmaßnahmen |
| StreitkrAVbgInkrG           | Gesetz über die Inkraftsetzung von Vereinbarungen betreffend den befristeten Aufenthalt von Streitkräften der Französischen Republik, der Union der Sozialistischen Sowjetrepubliken, des Vereinigten Königreichs Großbritannien und Nordirland und der Vereinigten Staaten von Amerika in Berlin und von sowjetischen Streitkräften auf dem in Artikel 3 des Einigungsvertrages genannten Gebiet nach Herstellung der Deutschen Einheit                                                                                  |
| StreitkrAVtrSUNG            | Gesetz zu dem Vertrag vom 12. Oktober 1990 zwischen der Bundesrepublik Deutschland und der Union der Sozialistischen Sowjetrepubliken über die Bedingungen des befristeten Aufenthalts und die Modalitäten des planmäßigen Abzugs der sowjetischen Truppen aus dem Gebiet der Bundesrepublik Deutschland |
| StreitkrNotWG               | Gesetz zu den Notenwechseln vom 25. September 1990 und vom 23. September 1991 über die Rechtsstellung der in Deutschland stationierten verbündeten Streitkräfte und zu dem Übereinkommen vom 25. September 1990 zur Regelung bestimmter Fragen in Bezug auf Berlin |
| StrFinG                     | Straßenbaufinanzierungsgesetz |
| StrlSchG                    | Gesetz zum Schutz vor der schädlichen Wirkung ionisierender Strahlung |
| StromStG                    | Stromsteuergesetz |
| StrRehaG                    | Gesetz über die Rehabilitierung und Entschädigung von Opfern rechtsstaatswidriger Strafverfolgungsmaßnahmen im Beitrittsgebiet |
| StrRehaHomG                 | Gesetz zur strafrechtlichen Rehabilitierung der nach dem 8. Mai 1945 wegen einvernehmlicher homosexueller Handlungen verurteilten Personen |
| StRSaarEG                   | Gesetz über die Einführung des deutschen Rechts auf dem Gebiete der Steuern, Zölle und Finanzmonopole im Saarland |
| StruktHiGAufhDEFASG         | Gesetz zur Aufhebung des Strukturhilfegesetzes und zur Aufstockung des Fonds „Deutsche Einheit“ |
| StrVerjFrG                  | Gesetz über die Berechnung strafrechtlicher Verjährungsfristen |
| StrZusGubenAbkPOLG          | Gesetz zu dem Abkommen vom 20. März 1995 zwischen der Bundesrepublik Deutschland und der Republik Polen über den Zusammenschluß der deutschen Bundesstraße 97 und der polnischen Landesstraße 274 sowie über den Bau einer Grenzbrücke im Raum Guben und Gubinek |
| StStatG                     | Gesetz über Steuerstatistiken |
| StSWEAbkG                   | Gesetz zu dem Abkommen vom 14. Juli 1992 zwischen der Bundesrepublik Deutschland und dem Königreich Schweden zur Vermeidung der Doppelbesteuerung bei den Steuern vom Einkommen und vom Vermögen sowie bei den Erbschaft- und Schenkungsteuern und zur Leistung gegenseitigen Beistands bei den Steuern |
| StUG                        | Gesetz über die Unterlagen des Staatssicherheitsdienstes der ehemaligen Deutschen Demokratischen Republik |
| StVG                        | Straßenverkehrsgesetz |
| StVGHBetrÄndV               | Gesetz zur Änderung der Haftungshöchstbeträge nach dem Straßenverkehrsgesetz |
| StVollzG                    | Gesetz über den Vollzug der Freiheitsstrafe und der freiheitsentziehenden Maßregeln der Besserung und Sicherung |
| StVUnfStatG                 | Gesetz über die Statistik der Straßenverkehrsunfälle |
| StZG                        | Gesetz zur Sicherstellung des Embryonenschutzes im Zusammenhang mit Einfuhr und Verwendung menschlicher embryonaler Stammzellen |
| SubvG                       | Gesetz gegen mißbräuchliche Inanspruchnahme von Subventionen |
| SüdumfStG                   | Gesetz über den Bau der „Südumfahrung Stendal“ der Eisenbahnstrecke Berlin-Oebisfelde |
| SÜG                         | Gesetz über die Voraussetzungen und das Verfahren von Sicherheitsüberprüfungen des Bundes und den Schutz von Verschlusssachen |
| SUG                         | Gesetz zur Verbesserung der Sicherheit der Seefahrt durch die Untersuchung von Seeunfällen und anderen Vorkommnissen |
| SVAbkCHNG                   | Gesetz zu dem Abkommen vom 12. Juli 2001 zwischen der Bundesrepublik Deutschland und der Volksrepublik China über Sozialversicherung |
| SVAbkING                    | Gesetz zu dem Abkommen vom 8. Oktober 2008 zwischen der Bundesrepublik Deutschland und der Republik Indien über Sozialversicherung |
| SVAbkPOLG                   | Gesetz zu dem Abkommen vom 25. April 1973 zwischen der Bundesrepublik Deutschland und der Volksrepublik Polen über die Sozialversicherung von Arbeitnehmern, die in das Gebiet des anderen Staates vorübergehend entsandt werden |
| SVBezGrG 2007               | Gesetz über maßgebende Rechengrößen der Sozialversicherung für 2007 |
| SVDDRAuflG                  | Gesetz über die Auflösung der Staatlichen Versicherung der Deutschen Demokratischen Republik in Abwicklung |
| SVertO                      | Gesetz über das Verfahren bei der Errichtung und Verteilung eines Fonds zur Beschränkung der Haftung in der See- und Binnenschiffahrt |
| SVFAG                       | Gesetz über Fremdrenten der Sozialversicherung an Berechtigte im Bundesgebiet und im Land Berlin, über Leistungen der Sozialversicherung an Berechtigte im Ausland sowie über freiwillige Sozialversicherung |
| SVG                         | Gesetz über die Versorgung für die ehemaligen Soldaten der Bundeswehr und ihre Hinterbliebenen |
| SVLFGG                      | Gesetz zur Errichtung der Sozialversicherung für Landwirtschaft, Forsten und Gartenbau |
| SVLFÜG                      | Gesetz zu Übergangsregelungen zur Errichtung der Sozialversicherung für Landwirtschaft, Forsten und Gartenbau |
| SVOrgSaarG                  | Gesetz zur Neuordnung der Sozialversicherungsträger im Saarland |
| SVSaarAnglG                 | Gesetz zur Angleichung des Sozialversicherungsrechts im Saarland an das im übrigen Bundesgebiet geltende Recht |
| SVStFreigG                  | Gesetz über die Freigabe der stillgelegten Mittel aus der Steuer für den Selbstverbrauch sowie über die Aufhebung der Stillegungspflicht für künftig aufkommende Beträge |
| SVÜbkITAG                   | Gesetz über das Abkommen vom 5. Mai 1953 zwischen der Bundesrepublik Deutschland und der Italienischen Republik über Sozialversicherung nebst Schlußprotokoll und Zusatzvereinbarung |
| SVVtrYUGVtrG                | Gesetz zu dem Vertrag vom 10. März 1956 zwischen der Bundesrepublik Deutschland und der Föderativen Volksrepublik Jugoslawien über die Regelung gewisser Forderungen aus der Sozialversicherung |
| SVwGÄndG 8                  | Gesetz zur Weiterentwicklung des Selbstverwaltungsrechts und zur Vereinfachung des Wahlverfahrens |
| SZAG                        | Gesetz zur innerstaatlichen Aufteilung von Sanktionszahlungen zur Sicherstellung der Haushaltsdisziplin in der Europäischen Union |

| T                  | |
| TabakerzG          | Gesetz über Tabakerzeugnisse und verwandte Erzeugnisse |
| TabStG             | Tabaksteuergesetz |
| TEHG               | Gesetz über den Handel mit Berechtigungen zur Emission von Treibhausgasen |
| TelekAGSa          | Satzung der Deutsche Telekom AG (Anhang des Gesetzes zur Umwandlung der Unternehmen der Deutschen Bundespost in die Rechtsform der Aktiengesellschaft) |
| TerrBekGeBefrVerlG | Gesetz zur Verlängerung der Befristung von Vorschriften nach den Terrorismusbekämpfungsgesetzen |
| TestG              | Gesetz über die Errichtung von Testamenten und Erbverträgen |
| TextilKennzG       | Textilkennzeichnungsgesetz |
| TFG                | Gesetz zur Regelung des Transfusionswesens |
| THAKredG           | Gesetz zur Regelung der Aufnahme von Krediten durch die Treuhandanstalt |
| TherapAustÜbkG     | Gesetz zu dem Europäischen Übereinkommen vom 15. Dezember 1958 über den Austausch therapeutischer Substanzen menschlichen Ursprungs |
| ThUG               | Gesetz zur Therapierung und Unterbringung psychisch gestörter Gewalttäter |
| THWG               | Gesetz über das Technische Hilfswerk |
| TierErzHaVerbG     | Gesetz zur Durchführung unionsrechtlicher Vorschriften über Verbote und Beschränkungen hinsichtlich des Handels mit bestimmten tierischen Erzeugnissen sowie zu Haltungs- und Abgabeverboten in bestimmten Fällen |
| TierGesG           | Gesetz zur Vorbeugung vor und Bekämpfung von Tierseuchen |
| TierNebG           | Tierische Nebenprodukte-Beseitigungsgesetz |
| TierSchG           | Tierschutzgesetz |
| TierSchTÜbkG       | Gesetz zu dem Europäischen Übereinkommen vom 13. Dezember 1968 über den Schutz von Tieren beim internationalen Transport |
| TierZG             | Tierzuchtgesetz |
| TIRÜbk1975G        | Gesetz zu dem Zollübereinkommen vom 14. November 1975 über den internationalen Warentransport mit Carnets TIR (TIR-Übereinkommen 19/5) |
| TKabelVtrAG        | Gesetz zur Ausführung des internationalen Vertrages zum Schutze der unterseeischen Telegraphenkabel vom 14. März 1884 |
| TKG                | Telekommunikationsgesetz |
| TMG                | Telemediengesetz |
| TonTrÜbkG          | Gesetz zu dem Übereinkommen vom 29. Oktober 1971 zum Schutz der Hersteller von Tonträgern gegen die unerlaubte Vervielfältigung ihrer Tonträger |
| TPG                | Gesetz über die Spende, Entnahme und Übertragung von Organen und Geweben |
| TransparenzG       | Gesetz zur Transparenz über die Kosten der Stilllegung und des Rückbaus der Kernkraftwerke sowie der Verpackung radioaktiver Abfälle |
| TranspRLG          | Gesetz zur Umsetzung der Richtlinie 2000/52/EG der Kommission vom 26. Juli 2000 zur Änderung der Richtlinie 80/723/EWG über die Transparenz der finanziellen Beziehungen zwischen den Mitgliedstaaten und den öffentlichen Unternehmen |
| TreuhAbschlG       | Gesetz zur abschließenden Erfüllung der verbliebenen Aufgaben der Treuhandanstalt |
| TreuhG             | Gesetz zur Privatisierung und Reorganisation des volkseigenen Vermögens |
| TrVerjG            | Gesetz zur Regelung der Verjährung von Ansprüchen wegen unberechtigter oder rechtswidriger Erlangung von Gegenwerten aus Transferrubelgeschäften |
| TrZollG            | Gesetz zur Ausführung der zoll- und steuerrechtlichen Bestimmungen des NATO-Truppenstatuts, des Zusatzabkommens zum NATO-Truppenstatut hinsichtlich der in der Bundesrepublik Deutschland stationierten ausländischen Streitkräfte und des Protokolls und der Abkommen betreffend die in der Bundesrepublik Deutschland errichteten internationalen militärischen Hauptquartiere |
| TSG                | Gesetz über die Änderung der Vornamen und die Feststellung der Geschlechtszugehörigkeit in besonderen Fällen |
| TVG                | Tarifvertragsgesetz |
| TVÜG               | Gesetz zur Überführung der Testamentsverzeichnisse und der Hauptkartei beim Amtsgericht Schöneberg in Berlin in das Zentrale Testamentsregister der Bundesnotarkammer |
| TzBfG              | Gesetz über Teilzeitarbeit und befristete Arbeitsverträge |

| U                      | |
| UAG                    | Gesetz zur Ausführung der Verordnung (EG) Nr. 1221/2009 des Europäischen Parlaments und des Rates vom 25. November 2009 über die freiwillige Teilnahme von Organisationen an einem Gemeinschaftssystem für Umweltmanagement und Umweltbetriebsprüfung und zur Aufhebung der Verordnung (EG) Nr. 761/2001, sowie der Beschlüsse der Kommission 2001/681EG und 2006/193/EG |
| ÜAG                    | Gesetz zur Ausführung des Übereinkommens vom 21. März 1983 über die Überstellung verurteilter Personen, des Zusatzprotokolls vom 18. Dezember 1997 und des Schengener Durchführungsübereinkommens |
| UAGAnwG                | Gesetz zur Anwendung des Umweltauditgesetzes und seiner Rechtsverordnungen auf die Verordnung (EG) Nr. 761/2001 des Europäischen Parlaments und des Rates vom 19. März 2001 über die freiwillige Beteiligung von Organisationen an einem Gemeinschaftssystem für das Umweltmanagement und die Umweltbetriebsprüfung                                                      |
| UBAG                   | Gesetz über die Errichtung eines Umweltbundesamtes |
| UBGG                   | Gesetz über Unternehmensbeteiligungsgesellschaften |
| ÜblG 1                 | Erstes Gesetz zur Überleitung von Lasten und Deckungsmitteln auf den Bund |
| ÜblG 2                 | Zweites Gesetz zur Überleitung von Lasten und Deckungsmitteln auf den Bund |
| ÜblG 3                 | Gesetz über die Stellung des Landes Berlin im Finanzsystem des Bundes |
| ÜblG 4                 | Gesetz zur Regelung finanzieller Beziehungen zwischen dem Bund und den Ländern |
| ÜblG 5                 | Gesetz zur Überleitung von Lasten und Deckungsmitteln vom Saarland auf den Bund |
| ÜblG 6                 | Gesetz zur Überleitung von Bundesrecht nach Berlin (West) |
| UErgG 2                | Gesetz über die Ergänzung von Vorschriften des Umstellungsrechts |
| UErgG 3                | Drittes Umstellungsergänzungsgesetz |
| UErgG                  | Gesetz über die Ergänzung von Vorschriften des Umstellungsrechts und über die Ausstattung der Berliner Altbanken mit Ausgleichsforderungen |
| ÜFischKKonvG           | Gesetz über den Beitritt der Bundesrepublik Deutschland zur Konvention vom 5. April 1946 der Internationalen Überfischungskonferenz |
| UhAnerkÜbkAG           | Gesetz zur Ausführung des Haager Übereinkommens vom 15. April 1958 über die Anerkennung und Vollstreckung von Entscheidungen auf dem Gebiet der Unterhaltspflicht gegenüber Kindern |
| UhEntsch/UhPflÜbkHaagG | Gesetz zu den Haager übereinkommen vom 2. Oktober 1973 über die Anerkennung und Vollstreckung von Unterhaltsentscheidungen sowie über das auf Unterhaltspflichten anzuwendende Recht |
| UhÜbkG                 | Gesetz zu dem Übereinkommen vom 24. Oktober 1956 über das auf Unterhaltsverpflichtungen gegenüber Kindern anzuwendende Recht |
| UhVorschG              | Gesetz zur Sicherung des Unterhalts von Kindern alleinstehender Mütter und Väter durch Unterhaltsvorschüsse oder -ausfalleistungen |
| UIG                    | Umweltinformationsgesetz |
| UKlaG                  | Gesetz über Unterlassungsklagen bei Verbraucherrechts- und anderen Verstößen |
| UmstG                  | Drittes Gesetz zur Neuordnung des Geldwesens |
| UmstGErwNwG            | Gesetz über den Nachweis der Rechtmäßigkeit des Erwerbs von Umstellungsguthaben |
| UmstRückstG            | Gesetz über die Bildung von Rückstellungen in der Umstellungsrechnung der Geldinstitute, Versicherungsunternehmen und Bausparkassen und in der Altbankenrechnung der Berliner Altbanken |
| UmvertPrämG 2014       | Gesetz zur Gewährung einer Umverteilungsprämie 2014 |
| UmweltHG               | Umwelthaftungsgesetz |
| UmwG                   | Umwandlungsgesetz |
| UmwRG                  | Gesetz über ergänzende Vorschriften zu Rechtsbehelfen in Umweltangelegenheiten nach der EG-Richtlinie 2003/35/EG |
| UmwStG 2006            | Umwandlungssteuergesetz |
| UmwStG                 | Umwandlungssteuergesetz |
| UnBefG 1979            | Gesetz über die unentgeltliche Beförderung Schwerbehinderter im öffentlichen Personenverkehr |
| UNChG                  | Gesetz zum Beitritt der Bundesrepublik Deutschland zur Charta der Vereinten Nationen |
| UNFreiwProgrAbkG       | Gesetz zu dem Abkommen vom 10. November 1995 zwischen der Bundesrepublik Deutschland und den Vereinten Nationen über den Sitz des Freiwilligenprogramms der Vereinten Nationen |
| UNOImmÜbkG             | Gesetz zu dem Übereinkommen vom 13. Februar 1946 über die Vorrechte und Immunitäten der Vereinten Nationen |
| UNSekrSitzAbkÄndProtG  | Gesetz zu dem Protokoll vom 7. Dezember 2005 zur Änderung des Abkommens vom 20. Juni 1996 zwischen der Regierung der Bundesrepublik Deutschland, den Vereinten Nationen und dem Sekretariat des Rahmenübereinkommens der Vereinten Nationen über Klimaänderungen über den Sitz des Sekretariats des Übereinkommens                                                       |
| UNSekrSitzAbkG         | Gesetz zu dem Abkommen vom 20. Juni 1996 zwischen der Regierung der Bundesrepublik Deutschland, den Vereinten Nationen und dem Sekretariat des Rahmenübereinkommens der Vereinten Nationen über Klimaänderungen über den Sitz des Sekretariats des Übereinkommens und zur Änderung des Bundesnaturschutzgesetzes                                                         |
| UNSOrgVorRAbkG         | Gesetz über den Beitritt der Bundesrepublik Deutschland zum Abkommen über die Vorrechte und Befreiungen der Sonderorganisationen der Vereinten Nationen vom 21. November 1947 und über die Gewährung von Vorrechten und Befreiungen an andere zwischenstaatliche Organisationen                                                                                          |
| UNSOrgVorRAbkGÄndG 2   | Zweites Gesetz zur Änderung des Gesetzes vom 22. Juni 1954 über den Beitritt der Bundesrepublik Deutschland zum Abkommen über die Vorrechte und Befreiungen der Sonderorganisationen der Vereinten Nationen vom 21. November 1947 und über die Gewährung von Vorrechten und Befreiungen an andere zwischen-staatliche Organisationen                                     |
| UntAbschlG             | Gesetz über den Abschluß von Unterstützungen der Bürger der ehemaligen Deutschen Demokratischen Republik bei Gesundheitsschäden infolge medizinischer Maßnahmen |
| UNWaVtrÜbkG            | Gesetz zu dem Übereinkommen der Vereinten Nationen vom 11. April 1980 über Verträge über den internationalen Warenkauf sowie zur Änderung des Gesetzes zu dem Übereinkommen vom 19. Mai 1956 über den Beförderungsvertrag im internationalen Straßengüterverkehr (CMR)                                                                                                   |
| URaG                   | Umweltrahmengesetz |
| UrhG                   | Gesetz über Urheberrecht und verwandte Schutzrechte |
| UrhRSchFrVerlG         | Gesetz zur Verlängerung der Schutzfristen im Urheberrecht |
| UrhUSAG                | Gesetz über den Schutz der Urheberrechte der Angehörigen der Vereinigten Staaten von Amerika |
| UrkBefrBELG            | Gesetz zu dem Abkommen vom 13. Mai 1975 zwischen der Bundesrepublik Deutschland und dem Königreich Belgien über die Befreiung öffentlicher Urkunden von der Legalisation |
| UrkBefrFRAG            | Gesetz zu dem Abkommen vom 13. September 1971 zwischen der Bundesrepublik Deutschland und der Französischen Republik über die Befreiung öffentlicher Urkunden von der Legalisation |
| UrkBefrITAG            | Gesetz zu dem Vertrag vom 7. Juni 1969 zwischen der Bundesrepublik Deutschland und der Italienischen Republik über den Verzicht auf die Legalisation von Urkunden |
| UrkBefrÜbkG Haag       | Gesetz zu dem Haager Übereinkommen vom 5. Oktober 1961 zur Befreiung ausländischer öffentlicher Urkunden von der Legalisation |
| UrsprBezAbkFRAG        | Gesetz zu dem Abkommen vom 8. März 1960 zwischen der Bundesrepublik Deutschland und der Französischen Republik über den Schutz von Herkunftsangaben, Ursprungsbezeichnungen und anderen geographischen Bezeichnungen |
| USchadG                | Gesetz über die Vermeidung und Sanierung von Umweltschäden |
| ÜSchuldStatG           | Gesetz über die Statistik der Überschuldung privater Personen |
| USG                    | Gesetz über die Leistungen an Reservistendienst Leistende und zur Sicherung des Unterhalts der Angehörigen von freiwilligen Wehrdienst Leistenden |
| UStatG                 | Umweltstatistikgesetz |
| UStBMG                 | Gesetz zur Anpassung des Umsatzsteuergesetzes und anderer Rechtsvorschriften an den EG-Binnenmarkt |
| UStG                   | Umsatzsteuergesetz |
| UVBBErG                | Gesetz zur Errichtung der Unfallversicherung Bund und Bahn |
| UVGÄndG 3              | Drittes Gesetz über Änderungen in der Unfallversicherung |
| UVPG                   | Gesetz über die Umweltverträglichkeitsprüfung |
| ÜvPÜbkG                | Gesetz zu dem Übereinkommen vom 21. März 1983 über die Überstellung verurteilter Personen |
| UWG                    | Gesetz gegen den unlauteren Wettbewerb |
| UZwGBw                 | Gesetz über die Anwendung unmittelbaren Zwanges und die Ausübung besonderer Befugnisse durch Soldaten der Bundeswehr und verbündeter Streitkräfte sowie zivile Wachpersonen |
| UZwG                   | Gesetz über den unmittelbaren Zwang bei Ausübung öffentlicher Gewalt durch Vollzugsbeamte des Bundes |

| V                         | |
| VAAufsG                   | Gesetz über die Beaufsichtigung der Versorgungsanstalt der deutschen Bühnen und der Versorgungsanstalt der deutschen Kulturorchester |
| VAG                       | Gesetz über die Beaufsichtigung der Versicherungsunternehmen |
| VAGEWGDG 3                | Drittes Gesetz zur Durchführung versicherungsrechtlicher Richtlinien des Rates der Europäischen Gemeinschaften |
| VaSBRLUmsG/VOSBVDG        | Gesetz zur Umsetzung der Richtlinie über alternative Streitbeilegung in Verbraucherangelegenheiten und zur Durchführung der Verordnung über Online-Streitbeilegung in Verbraucherangelegenheiten |
| VBVG                      | Gesetz über die Vergütung von Vormündern und Betreuern |
| VDG                       | Vertrauensdienstegesetz |
| VerbrVerbG                | Gesetz zur Überwachung strafrechtlicher und anderer Verbringungsverbote |
| VerbÜbkParisHaagG         | Gesetz über die am 6. November 1925 im Haag revidierte Pariser Verbandsübereinkunft zum Schutze des gewerblichen Eigentums |
| VerdStatG                 | Gesetz über die Statistik der Verdienste und Arbeitskosten |
| VereinsG                  | Gesetz zur Regelung des öffentlichen Vereinsrechts |
| VerifZusAusfG             | Ausführungsgesetz zu dem Übereinkommen vom 5. April 1973 zwischen den Nichtkernwaffenstaaten der Europäischen Atomgemeinschaft, der Europäischen Atomgemeinschaft und der Internationalen Atomenergie-Organisation in Ausführung von Artikel III Abs. 1 und 4 des Vertrages vom 1. Juli 1968 über die Nichtverbreitung von Kernwaffen (Verifikationsabkommen) sowie zu dem Zusatzprotokoll zu diesem Übereinkommen vom 22. September 1998 |
| VerkdHSpFruSpPflEG        | Gesetz zur Einführung einer Speicherpflicht und einer Höchstspeicherfrist für Verkehrsdaten |
| VerkFinG 1971             | Gesetz über die weitere Finanzierung von Maßnahmen zur Verbesserung der Verkehrsverhältnisse der Gemeinden und des Bundesfernstraßenbaus |
| VerkFinG                  | Verkehrsfinanzgesetz 1955 |
| VerkFlBerG                | Gesetz zur Bereinigung der Rechtsverhältnisse an Verkehrsflächen und anderen öffentlich genutzten privaten Grundstücken |
| VerkLG                    | Gesetz zur Sicherung von Verkehrsleistungen |
| VerkPBG                   | Gesetz zur Beschleunigung der Planungen für Verkehrswege in den neuen Ländern sowie im Land Berlin |
| VerkSiG                   | Gesetz zur Sicherstellung des Verkehrs |
| VerkStatG                 | Gesetz über die Statistik der See- und Binnenschifffahrt, des Güterkraftverkehrs, des Luftverkehrs sowie des Schienenverkehrs und des gewerblichen Straßen-Personenverkehrs |
| VerkVereinfG              | Gesetz über vereinfachte Verkündungen und Bekanntgaben |
| VerlG                     | Gesetz über das Verlagsrecht |
| VermAnlG                  | Gesetz über Vermögensanlagen |
| VermG                     | Gesetz zur Regelung offener Vermögensfragen |
| VermRglVtrISR/AUSG        | Gesetz zum Vertrag vom 21. April 1965 zwischen der Bundesrepublik Deutschland und dem Australischen Bund über die Aufteilung der von der Regierung des Staates Israel für das deutsche weltliche Vermögen in Israel gezahlten Entschädigung auf Deutschland und Australien |
| VermSammlG                | Gesetz zur Sammlung von Nachrichten über Kriegsgefangene, festgehaltene oder verschleppte Zivilpersonen und Vermißte |
| VerpflG                   | Gesetz über die förmliche Verpflichtung nichtbeamteter Personen |
| VersaillerVtrAbkBELGABest | Ausführungsbestimmungen zum Gesetz betreffend das deutsch-belgische Abkommen zu Artikel 312 des Friedensvertrags vom 20. Juli 1921 (Reichsgesetzbl. S. 1177) |
| VersammlG                 | Gesetz über Versammlungen und Aufzüge |
| VersAnsprReglG            | Gesetz zur Regelung von Ansprüchen aus Lebens- und Rentenversicherungen |
| VersAnsprReglGÄndG 2      | Zweites Gesetz zur Änderung und Ergänzung des Gesetzes zur Regelung von Ansprüchen aus Lebens- und Rentenversicherungen |
| VersAnsprReglGÄndG        | Gesetz zur Änderung und Ergänzung des Gesetzes zur Regelung von Ansprüchen aus Lebens- und Rentenversicherungen |
| VersAusglG                | Gesetz über den Versorgungsausgleich |
| VersAusglKassG            | Gesetz über die Versorgungsausgleichskasse |
| VerschÄndG                | Gesetz zur Änderung von Vorschriften des Verschollenheitsrechts |
| VerschG                   | Verschollenheitsgesetz |
| VersRücklG                | Gesetz über eine Versorgungsrücklage des Bundes |
| VersRuhG                  | Gesetz über das Ruhen von Ansprüchen aus Sonder- und Zusatzversorgungssystemen |
| VersStG                   | Versicherungsteuergesetz |
| VerstromG 1               | Gesetz zur Förderung der Verwendung von Steinkohle in Kraftwerken |
| VerstromG 3               | Gesetz über die weitere Sicherung des Einsatzes von Gemeinschaftskohle in der Elektrizitätswirtschaft |
| VerstromG 5               | Gesetz über Hilfen für den deutschen Steinkohlebergbau bis zum Jahr 2005 |
| VerstromG3AbwG            | Gesetz zur Abwicklung des Ausgleichsfonds nach dem Dritten Verstromungsgesetz |
| VertLastÄndG              | Gesetz zur Änderung des Gesetzes zum NATO-Truppenstatut und anderer Gesetze |
| VertrGebErstG             | Gesetz über die Erstattung von Gebühren des beigeordneten Vertreters in Patent-, Gebrauchsmuster-, Design-, Topographieschutz- und Sortenschutzsachen |
| VertrGüterstG             | Gesetz über den ehelichen Güterstand von Vertriebenen und Flüchtlingen |
| VerwFöG                   | Gesetz zur Förderung der anderweitigen Verwendung von Berufssoldaten und Beamten |
| VGG                       | Gesetz über die Wahrnehmung von Urheberrechten und verwandten Schutzrechten durch Verwertungsgesellschaften |
| VgHilAbkUSAG              | Gesetz über das Abkommen vom 30. Juni 1955 zwischen der Bundesrepublik Deutschland und den Vereinigten Staaten von Amerika über gegenseitige Verteidigungshilfe |
| VIFGG                     | Gesetz zur Errichtung einer Verkehrsinfrastrukturfinanzierungsgesellschaft zur Finanzierung von Bundesverkehrswegen |
| VIG                       | Gesetz zur Verbesserung der gesundheitsbezogenen Verbraucherinformation |
| VISZG                     | Gesetz über den Zugang von Polizei- und Strafverfolgungsbehörden sowie Nachrichtendiensten zum Visa-Informationssystem |
| VKAbgG                    | Gesetz über Rechtsverhältnisse der Abgeordneten der Volkskammer der Deutschen Demokratischen Republik |
| VkBkmG                    | Gesetz über die Verkündung von Rechtsverordnungen und Bekanntmachungen |
| VkENOG                    | Gesetz zur Neuordnung der Verantwortung in der kerntechnischen Entsorgung |
| VollstrAbkBELAG           | Gesetz zur Ausführung des Abkommens zwischen der Bundesrepublik Deutschland und dem Königreich Belgien vom 30. Juni 1958 über die gegenseitige Anerkennung und Vollstreckung von gerichtlichen Entscheidungen, Schiedssprüchen und öffentlichen Urkunden in Zivil- und Handelssachen |
| VollstrAbkGBRAG           | Gesetz zur Ausführung des Abkommens vom 14. Juli 1960 zwischen der Bundesrepublik Deutschland und dem Vereinigten Königreich Großbritannien und Nordirland über die gegenseitige Anerkennung und Vollstreckung von gerichtlichen Entscheidungen in Zivil- und Handelssachen |
| VollstrAStrVEGÜbkG        | Gesetz zu dem Übereinkommen vom 13. November 1991 zwischen den Mitgliedstaaten der Europäischen Gemeinschaften über die Vollstreckung ausländischer strafrechtlicher Verurteilungen |
| VollstrVtrESPG            | Gesetz zu dem Vertrag vom 14. November 1983 zwischen der Bundesrepublik Deutschland und Spanien über die Anerkennung und Vollstreckung von gerichtlichen Entscheidungen und Vergleichen sowie vollstreckbaren öffentlichen Urkunden in Zivil- und Handelssachen |
| VollstrVtrGRCAG           | Gesetz zur Ausführung des Vertrages vom 4. November 1961 zwischen der Bundesrepublik Deutschland und dem Königreich Griechenland über die gegenseitige Anerkennung und Vollstreckung von gerichtlichen Entscheidungen, Vergleichen und öffentlichen Urkunden in Zivil- und Handelssachen |
| VollstrVtrNLDAG           | Gesetz zur Ausführung des Vertrages vom 30. August 1962 zwischen der Bundesrepublik Deutschland und dem Königreich der Niederlande über die gegenseitige Anerkennung und Vollstreckung gerichtlicher Entscheidungen und anderer Schuldtitel in Zivil- und Handelssachen |
| VollstrVtrTUNAG           | Gesetz zur Ausführung des Vertrages vom 19. Juli 1966 zwischen der Bundesrepublik Deutschland und der Tunesischen Republik über Rechtsschutz und Rechtshilfe, die Anerkennung und Vollstreckung gerichtlicher Entscheidungen in Zivil- und Handelssachen sowie über die Handelsschiedsgerichtsbarkeit |
| VollstrZustProtG          | Gesetz zu dem Protokoll vom 3. Juni 1971 betreffend die Auslegung des Übereinkommens vom 27. September 1968 über die gerichtliche Zuständigkeit und die Vollstreckung gerichtlicher Entscheidungen in Zivil- und Handelssachen durch den Gerichtshof |
| VollstrZustÜbk1988G       | Gesetz zu dem Übereinkommen vom 16. September 1988 über die gerichtliche Zuständigkeit und die Vollstreckung gerichtlicher Entscheidungen in Zivil- und Handelssachen |
| VollstrZustÜbk2007Prot2ÜG | Gesetz über die Übermittlung gerichtlicher Entscheidungen nach dem Protokoll 2 zum Übereinkommen vom 30. Oktober 2007 über die gerichtliche Zuständigkeit und die Anerkennung und Vollstreckung von Entscheidungen in Zivil- und Handelssachen |
| VoZählG 1987              | Gesetz über eine Volks-, Berufs-, Gebäude-, Wohnungs- und Arbeitsstättenzählung |
| VReformG                  | Gesetz zur Umsetzung des Versorgungsberichts |
| VRG                       | Gesetz zur Förderung von Vorruhestandsleistungen |
| VSBG                      | Gesetz über die alternative Streitbeilegung in Verbrauchersachen |
| VSchDG                    | EG-Verbraucherschutzdurchsetzungsgesetz |
| VsorglastVteilStVtrG      | Gesetz zu dem Staatsvertrag vom 16. Dezember 2009 und 26. Januar 2010 über die Verteilung von Versorgungslasten bei bund- und länderübergreifenden Dienstherrenwechseln |
| VStG                      | Vermögensteuergesetz |
| VStGB                     | Völkerstrafgesetzbuch |
| VStRG                     | Gesetz zur Reform des Vermögensteuerrechts und zur Änderung anderer Steuergesetze |
| VtrLUXG                   | Gesetz zu dem Vertrag vom 11. Juli 1959 zwischen der Bundesrepublik Deutschland und dem Großherzogtum Luxemburg |
| VtrRKonvG                 | Gesetz zu dem Wiener Übereinkommen vom 23. Mai 1969 über das Recht der Verträge |
| VVG                       | Gesetz über den Versicherungsvertrag |
| VVGEG                     | Einführungsgesetz zum Versicherungsvertragsgesetz |
| VWDG                      | Gesetz zur Errichtung einer Visa-Warndatei |
| VwDVG                     | Gesetz über die Verwendung von Verwaltungsdaten für Zwecke der Wirtschaftsstatistiken |
| VWGmbHG                   | Gesetz über die Regelung der Rechtsverhältnisse bei der Volkswagenwerk Gesellschaft mit beschränkter Haftung |
| VWGmbHÜG                  | Gesetz über die Überführung der Anteilsrechte an der Volkswagenwerk Gesellschaft mit beschränkter Haftung in private Hand |
| VwGO                      | Verwaltungsgerichtsordnung |
| VwRehaG                   | Gesetz über die Aufhebung rechtsstaatswidriger Verwaltungsentscheidungen im Beitrittsgebiet und die daran anknüpfenden Folgeansprüche |
| VwVfG                     | Verwaltungsverfahrensgesetz |
| VwVfRÄndG                 | Gesetz zur Änderung verwaltungsverfahrensrechtlicher Vorschriften |
| VwVG                      | Verwaltungs-Vollstreckungsgesetz |
| VwZG                      | Verwaltungszustellungsgesetz |
| VZOG                      | Gesetz über die Feststellung der Zuordnung von ehemals volkseigenem Vermögen |

| W                | |
| WaffG            | Waffengesetz |
| WaffGÄndG        | Gesetz zur Änderung des Waffengesetzes |
| WahlPrG          | Wahlprüfungsgesetz |
| WährUmStAbschlG  | Gesetz zum Abschluß der Währungsumstellung |
| WalfÜbkG         | Gesetz zu dem Internationalen Übereinkommen vom 2. Dezember 1946 zur Regelung des Walfangs |
| WasKwVÄndG       | Gesetz zur Änderung der Verordnung über die steuerliche Begünstigung von Wasserkraftwerken |
| WasSiG           | Gesetz über die Sicherstellung von Leistungen auf dem Gebiet der Wasserwirtschaft für Zwecke der Verteidigung |
| WassLÜbkÄndG     | Gesetz zur Änderung des Übereinkommen vom 17. März 1992 zum Schutz und zur Nutzung grenzüberschreitender Wasserläufe und internationaler Seen |
| WaStrAbG         | Bundeswasserstraßenausbaugesetz |
| WaStrAbgG        | Gesetz betreffend den Ausbau der deutschen Wasserstraßen und die Erhebung von Schiffahrtsabgaben |
| WaStrG           | Bundeswasserstraßengesetz |
| WaStrÜbgVtrG     | Gesetz über den Staatsvertrag betreffend den Übergang der Wasserstraßen von den Ländern auf das Reich (Anhang zum Gesetz über die vermögensrechtlichen Verhältnisse der Bundeswasserstraßen)                                                        |
| WaStrVermRG      | Gesetz über die vermögensrechtlichen Verhältnisse der Bundeswasserstraßen |
| WBeauftrG        | Gesetz über den Wehrbeauftragten des Deutschen Bundestages |
| WBO              | Wehrbeschwerdeordnung |
| WBStiftG         | Gesetz über die Errichtung einer Bundeskanzler-Willy-Brandt-Stiftung |
| WBVG             | Gesetz zur Regelung von Verträgen über Wohnraum mit Pflege- oder Betreuungsleistungen |
| WDNeuOG          | Gesetz zur Neuordnung des Wehrdisziplinarrechts |
| WDO              | Wehrdisziplinarordnung |
| WEG              | Gesetz über das Wohnungseigentum und das Dauerwohnrecht |
| WeinG 1994       | Weingesetz |
| WerraSalzGAufhG  | Gesetz zur Aufhebung des Gesetzes über den Abbau von Salzen im Grenzgebiet an der Werra |
| WertAusglG       | Gesetz über die Regelung der Rechtsverhältnisse bei baulichen Maßnahmen auf ehemals in Anspruch genommenen Grundstücken |
| WFStG            | Gesetz zur Übernahme von Gewährleistungen zum Erhalt der für die Finanzstabilität in der Währungsunion erforderlichen Zahlungsfähigkeit der Hellenischen Republik                                                                                   |
| WG HE            | Hessisches Wassergesetz |
| WG               | Wechselgesetz |
| WGemRefKiVtrG    | Gesetz zu dem Vertrag vom 14. April 2014 zwischen der Bundesrepublik Deutschland und der Weltgemeinschaft Reformierter Kirchen – Körperschaft des öffentlichen Rechts –                                                                             |
| WGLeistVtrITAG   | Gesetz zu dem Vertrag vom 2. Juni 1961 zwischen der Bundesrepublik Deutschland und der Italienischen Republik über Leistungen zugunsten italienischer Staatsangehöriger, die von nationalsozialistischen Verfolgungsmaßnahmen betroffen worden sind |
| WGSVG            | Gesetz zur Regelung der Wiedergutmachung nationalsozialistischen Unrechts in der Sozialversicherung |
| WGSVGÄndG        | Gesetz zur Änderung und Ergänzung der Vorschriften über die Wiedergutmachung nationalsozialistischen Unrechts in der Sozialversicherung |
| WGÜbfG           | Gesetz zur Überführung der Wohnungsgemeinnützigkeit in den allgemeinen Wohnungsmarkt |
| WHG              | Gesetz zur Ordnung des Wasserhaushalts |
| WHGÄndG 4        | Viertes Gesetz zur Änderung des Wasserhaushaltsgesetzes |
| WiKrAusglWG      | Gesetz zum Ausgleich unterschiedlicher Wirtschaftskraft und zur Förderung des wirtschaftlichen Wachstums in den neuen Ländern |
| WildTArtÜbkG     | Gesetz zu dem Übereinkommen vom 23. Juni 1979 zur Erhaltung der wandernden wildlebenden Tierarten |
| WindSeeG         | Gesetz zur Entwicklung und Förderung der Windenergie auf See |
| WiPrO            | Gesetz über eine Berufsordnung der Wirtschaftsprüfer |
| WiSiG 1965       | Gesetz über die Sicherstellung von Leistungen auf dem Gebiet der gewerblichen Wirtschaft sowie des Geld- und Kapitalverkehrs |
| WismutAGAbkG     | Gesetz zu dem Abkommen vom 16. Mai 1991 zwischen der Regierung der Bundesrepublik Deutschland und der Regierung der Union der Sozialistischen Sowjetrepubliken über die Beendigung der Tätigkeit der Sowjetisch-Deutschen Aktiengesellschaft Wismut |
| WissFG           | Gesetz zur Flexibilisierung von haushaltsrechtlichen Rahmenbedingungen außeruniversitärer Wissenschaftseinrichtungen |
| WissZeitVG       | Gesetz über befristete Arbeitsverträge in der Wissenschaft |
| WiStrG 1954      | Gesetz zur weiteren Vereinfachung des Wirtschaftsstrafrechts |
| WoBauÄndG 1965   | Gesetz zur verstärkten Eigentumsbildung im Wohnungsbau und zur Sicherung der Zweckbestimmung von Sozialwohnungen |
| WoBauG1/2ÄndG    | Gesetz zur Änderung des Ersten Wohnungsbaugesetzes und des Zweiten Wohnungsbaugesetzes |
| WoBauG2ÄndG      | Gesetz zur Änderung des Zweiten Wohnungsbaugesetzes, anderer wohnungsbaurechtlicher Vorschriften und über die Rückerstattung von Baukostenzuschüssen                                                                                                |
| WoBindG          | Gesetz zur Sicherung der Zweckbestimmung von Sozialwohnungen |
| WoEigG           | Gesetz über das Wohnungseigentum und das Dauerwohnrecht |
| WoFG             | Gesetz über die soziale Wohnraumförderung |
| WoFÜG            | Gesetz zur Überleitung der sozialen Wohnraumförderung auf die Länder |
| WOGeistEigÜbkuaG | Gesetz über die am 14. Juli 1967 in Stockholm unterzeichneten Übereinkünfte auf dem Gebiet des geistigen Eigentums |
| WoGenVermG       | Gesetz zur Regelung vermögensrechtlicher Angelegenheiten der Wohnungsgenossenschaften im Beitrittsgebiet |
| WoGG             | Wohngeldgesetz |
| WoPG 1996        | Wohnungsbau-Prämiengesetz |
| WoStatG          | Gesetz über gebäude- und wohnungsstatistische Erhebungen |
| WoStichPrG 1972  | Gesetz über die Durchführung einer Repräsentativstatistik auf dem Gebiete des Wohnungswesens und des Städtebaus |
| WoStichPrG       | Gesetz über die Durchführung einer Repräsentativstatistik auf dem Gebiet des Wohnungswesens |
| WoVermRG         | Gesetz zur Regelung der Wohnungsvermittlung |
| WPapBerSchlG     | Viertes Gesetz zur Änderung und Ergänzung des Wertpapierbereinigungsgesetzes |
| WPapUmstG        | Gesetz über die Börsenzulassung umgestellter Wertpapiere |
| WPflG            | Wehrpflichtgesetz |
| WpHG             | Gesetz über den Wertpapierhandel |
| WPostVtr1984G    | Gesetz zu den Verträgen vom 27. Juli 1984 des Weltpostvereins |
| WPostVtr1989G    | Gesetz zu den Verträgen vom 14. Dezember 1989 des Weltpostvereins |
| WPostVtr1994G    | Gesetz zu den Verträgen vom 14. September 1994 des Weltpostvereins |
| WPostVtr1999G    | Gesetz zu den Verträgen vom 15. September 1999 des Weltpostvereins |
| WpPG             | Gesetz über die Erstellung, Billigung und Veröffentlichung des Prospekts, der beim öffentlichen Angebot von Wertpapieren oder bei der Zulassung von Wertpapieren zum Handel an einem organisierten Markt zu veröffentlichen ist                     |
| WpÜG             | Wertpapiererwerbs- und Übernahmegesetz |
| WrackBKostDG     | Gesetz über die Durchsetzung von Kostenforderungen aus dem Internationalen Übereinkommen von Nairobi von 2007 über die Beseitigung von Wracks |
| WRegG            | Gesetz zur Einrichtung und zum Betrieb eines Registers zum Schutz des Wettbewerbs um öffentliche Aufträge und Konzessionen |
| WRMG             | Gesetz über die Umweltverträglichkeit von Wasch- und Reinigungsmitteln |
| WSG              | Gesetz über die Geld- und Sachbezüge der Soldaten, die auf Grund der Wehrpflicht Wehrdienst leisten |
| WStatG           | Gesetz über die allgemeine und die repräsentative Wahlstatistik bei der Wahl zum Deutschen Bundestag und bei der Wahl der Abgeordneten des Europäischen Parlaments aus der Bundesrepublik Deutschland                                               |
| WStG             | Wehrstrafgesetz |
| WStrGEG          | Einführungsgesetz zum Wehrstrafgesetz |
| WSVZustRVenÄndG  | Gesetz zur Änderung von Rechtsverordnungen hinsichtlich der Zuständigkeiten von Bundesbehörden im Bereich der Wasserstraßen- und Schifffahrtsverwaltung des Bundes                                                                                  |
| WTOÜbkG          | Gesetz zu dem Übereinkommen vom 15. April 1994 zur Errichtung der Welthandelsorganisation und zur Änderung anderer Gesetze |
| WUFG             | Gesetz zur Regelung der Folgen rechtswidriger Handlungen bei der Währungsumstellung von Mark der Deutschen Demokratischen Republik in Deutsche Mark                                                                                                 |
| WVG              | Gesetz über Wasser- und Bodenverbände |
| WVögelAbkG       | Gesetz zu dem Abkommen vom 16. Juni 1995 zur Erhaltung der afrikanisch-eurasischen wandernden Wasservögel |
| WVwAÜG           | Gesetz zur Übertragung von Aufgaben der Bundeswehrverwaltung auf neue Behörden der Personalmanagementorganisation der Bundeswehr |
| WWSUG            | Gesetz zu dem Vertrag vom 18. Mai 1990 über die Schaffung einer Währungs-, Wirtschafts- und Sozialunion zwischen der Bundesrepublik Deutschland und der Deutschen Demokratischen Republik                                                           |

| Y         | |
| YUGStrGHG | Gesetz über die Zusammenarbeit mit dem Internationalen Strafgerichtshof für das ehemalige Jugoslawien |

| Z                 | |
| ZAG               | Gesetz über die Beaufsichtigung von Zahlungsdiensten |
| ZahlVGJG          | Gesetz über den Zahlungsverkehr mit Gerichten und Justizbehörden |
| ZahnFinAnpG       | Gesetz zur Anpassung der Finanzierung von Zahnersatz |
| ZDG               | Gesetz über den Zivildienst der Kriegsdienstverweigerer |
| ZDVG              | Gesetz über den Vertrauensmann der Zivildienstleistenden (Artikel 2 des Gesetzes über die Beteiligung der Soldaten und der Zivildienstleistenden) |
| ZensG 2011        | Gesetz über den registergestützten Zensus im Jahre 2011 |
| ZensTeG           | Gesetz zur Erprobung eines registergestützten Zensus |
| ZensVorbG 2011    | Gesetz zur Vorbereitung eines registergestützten Zensus einschließlich einer Gebäude- und Wohnungszählung 2011 |
| ZensVorbG 2021    | Gesetz zur Vorbereitung eines registergestützten Zensus einschließlich einer Gebäude- und Wohnungszählung 2021 |
| ZerlG             | Zerlegungsgesetz |
| ZFdG              | Gesetz über das Zollkriminalamt und die Zollfahndungsämter |
| ZGÄndG 14         | Vierzehntes Gesetz zur Änderung des Zollgesetzes |
| ZGÄndG 4 1957     | Gesetz zur Änderung des Zollgesetzes |
| ZGÄndG 4 1964     | Viertes Gesetz zur Änderung des Zollgesetzes |
| ZHG               | Gesetz über die Ausübung der Zahnheilkunde |
| ZHG§19ZG          | Gesetz über die Zulassung von nach § 19 des Zahnheilkundegesetzes berechtigten Personen zur Behandlung der Versicherten in der gesetzlichen Krankenversicherung |
| ZIdPrüfV          | Verordnung über die Bestimmung von Dokumenten, die zur Überprüfung der Identität einer nach dem Geldwäschegesetz zu identifizierenden Person zum Zwecke des Abschlusses eines Zahlungskontovertrags zugelassen werden |
| ZISAG             | Gesetz zur Ausführung des Beschlusses 2009/917/JI des Rates vom 30. November 2009 über den Einsatz der Informationstechnologie im Zollbereich sowie zur Verordnung (EG) Nr. 515/97 des Rates vom 13. März 1997 über die gegenseitige Amtshilfe zwischen Verwaltungsbehörden der Mitgliedstaaten und die Zusammenarbeit dieser Behörden mit der Kommission im Hinblick auf die ordnungsgemäße Anwendung der Zoll- und der Agrarregelung |
| ZJDVtrÄndVtr2011G | Gesetz zu dem Vertrag vom 30. November 2011 zwischen der Bundesrepublik Deutschland und dem Zentralrat der Juden in Deutschland – Körperschaft des öffentlichen Rechts – zur Änderung des Vertrages vom 27. Januar 2003 zwischen der Bundesrepublik Deutschland und dem Zentralrat der Juden in Deutschland – Körperschaft des öffentlichen Rechts –, zuletzt geändert durch den Vertrag vom 3. März 2008                              |
| ZJDVtrÄndVtrG     | Gesetz zu dem Vertrag vom 3. März 2008 zwischen der Bundesrepublik Deutschland und dem Zentralrat der Juden in Deutschland – Körperschaft des öffentlichen Rechts – zur Änderung des Vertrages vom 27. Januar 2003 zwischen der Bundesrepublik Deutschland und dem Zentralrat der Juden in Deutschland – Körperschaft des öffentlichen Rechts –                                                                                        |
| ZJDVtrG           | Gesetz zu dem Vertrag vom 27. Januar 2003 zwischen der Bundesrepublik Deutschland und dem Zentralrat der Juden in Deutschland – Körperschaft des öffentlichen Rechts |
| ZKDSG             | Gesetz über den Schutz von zugangskontrollierten Diensten und von Zugangskontrolldiensten |
| ZKG               | Gesetz über die Vergleichbarkeit von Zahlungskontoentgelten, den Wechsel von Zahlungskonten sowie den Zugang zu Zahlungskonten mit grundlegenden Funktionen |
| ZollVG            | Zollverwaltungsgesetz |
| ZPAbkAG           | Gesetz zur Ausführung des Abkommens über den Zivilprozeß vom 17. Juli 1905 |
| ZPO               | Zivilprozessordnung |
| ZPOEG             | Gesetz, betreffend die Einführung der Zivilprozeßordnung |
| ZPÜbkHaagG        | Gesetz zur Ausführung des Haager Übereinkommens vom 1. März 1954 über den Zivilprozeß |
| ZPVtrAUTAG        | Gesetz zur Ausführung des Vertrages zwischen der Bundesrepublik Deutschland und der Republik Österreich vom 6. Juni 1959 über die gegenseitige Anerkennung und Vollstreckung von gerichtlichen Entscheidungen, Vergleichen und öffentlichen Urkunden in Zivil- und Handelssachen |
| ZRBG              | Gesetz zur Zahlbarmachung von Renten aus Beschäftigungen in einem Ghetto |
| ZSHG              | Gesetz zur Harmonisierung des Schutzes gefährdeter Zeugen |
| ZSKG              | Gesetz über den Zivilschutz und die Katastrophenhilfe des Bundes |
| ZTLPreissenkG     | Gesetz zur Absenkung der Preise für zahntechnische Leistungen |
| ZuG 2007          | Gesetz über den nationalen Zuteilungsplan für Treibhausgas-Emissionsberechtigungen in der Zuteilungsperiode 2005 bis 2007 |
| ZuG 2012          | Gesetz über den nationalen Zuteilungsplan für Treibhausgas-Emissionsberechtigungen in der Zuteilungsperiode 2008 bis 2012 |
| ZuInvG            | Gesetz zur Umsetzung von Zukunftsinvestitionen der Kommunen und Länder |
| ZustAnpG          | Gesetz zur Anpassung von Rechtsvorschriften an veränderte Zuständigkeiten oder Behördenbezeichnungen innerhalb der Bundesregierung |
| ZustErgG          | Gesetz zur Ergänzung von Zuständigkeiten auf den Gebieten des Bürgerlichen Rechts, des Handelsrechts und des Strafrechts |
| ZustLG            | Gesetz zur Erleichterung der Verwaltungsreform in den Ländern |
| ZustÜblG          | Gesetz zur Überleitung der Zuständigkeit der Obersten Rückerstattungsgerichte auf den Bundesgerichtshof (Artikel 9 d. Rechtspflege-Vereinfachungsgesetzes) |
| ZVALG             | Gesetz über die Errichtung einer Zusatzversorgungskasse für Arbeitnehmer in der Land- und Forstwirtschaft |
| ZVG               | Gesetz über die Zwangsversteigerung und die Zwangsverwaltung |
| ZVGEG             | Einführungsgesetz zu dem Gesetz über die Zwangsversteigerung und die Zwangsverwaltung |
| ZVsG              | Gesetz zur Gleichstellung mit Zusatzversorgungssystemen des Beitrittsgebiets |
| ZweckVG           | Gesetz über das Zweckvermögen des Bundes bei der Landwirtschaftlichen Rentenbank |

| 1              | |
| 1. BesVNG      | Erstes Gesetz zur Vereinheitlichung und Neuregelung des Besoldungsrechts in Bund und Ländern |
| 1. EheRG       | Erstes Gesetz zur Reform des Ehe- und Familienrechts |
| 1. NOG         | Erstes Gesetz zur Neuordnung von Selbstverwaltung und Eigenverantwortung in der gesetzlichen Krankenversicherung |
| 1. RAG         | Erstes Gesetz über die Anpassung der Renten aus den gesetzlichen Rentenversicherungen aus Anlaß der Veränderung der allgemeinen Bemessungsgrundlage für das Jahr 1958                                                                             |
| 1. SGB XI-ÄndG | Erstes Gesetz zur Änderung des Elften Buches Sozialgesetzbuch und anderer Gesetze |
| 1. WasSV       | Erste Wassersicherstellungsverordnung |
| 1. WOMitbestG  | Erste Wahlordnung zum Mitbestimmungsgesetz |
| 10. AnpG-KOV   | Zehntes Gesetz über die Anpassung der Leistungen des Bundesversorgungsgesetzes |
| 10. RAG        | Zehntes Gesetz über die Anpassung der Renten aus den gesetzlichen Rentenversicherungen sowie über die Anpassung der Geldleistungen aus der gesetzlichen Unfallversicherung                                                                        |
| 11. ÄndG LAG   | Elftes Gesetz zur Änderung des Lastenausgleichsgesetzes |
| 11. RAG        | Elftes Gesetz über die Anpassung der Renten aus den gesetzlichen Rentenversicherungen sowie über die Anpassung der Geldleistungen aus der gesetzlichen Unfallversicherung                                                                         |
| 12. RAG        | Zwölftes Gesetz über die Anpassung der Renten aus den gesetzlichen Rentenversicherungen sowie über die Anpassung der Geldleistungen aus der gesetzlichen Unfallversicherung (Art. 4 d. Dritten Rentenversicherungs-Änderungsgesetzes – 3. RVÄndG) |
| 13. RAG        | Dreizehntes Gesetz über die Anpassung der Renten aus den gesetzlichen Rentenversicherungen sowie über die Anpassung der Geldleistungen aus der gesetzlichen Unfallversicherung                                                                    |
| 14. ÄndG LAG   | Vierzehntes Gesetz zur Änderung des Lastenausgleichsgesetzes |
| 14. RAG        | Vierzehntes Gesetz über die Anpassung der Renten aus den gesetzlichen Rentenversicherungen sowie über die Anpassung der Geldleistungen aus der gesetzlichen Unfallversicherung                                                                    |
| 15. RAG        | Fünfzehntes Gesetz über die Anpassung der Renten aus den gesetzlichen Rentenversicherungen sowie über die Anpassung der Geldleistungen aus der gesetzlichen Unfallversicherung                                                                    |
| 16. ÄndG LAG   | Sechzehntes Gesetz zur Änderung des Lastenausgleichsgesetzes |
| 16. RAG        | Sechzehntes Gesetz über die Anpassung der Renten aus den gesetzlichen Rentenversicherungen sowie über die Anpassung der Geldleistungen aus der gesetzlichen Unfallversicherung                                                                    |
| 17. RAG        | Siebzehntes Gesetz über die Anpassung der Renten aus den gesetzlichen Rentenversicherungen sowie über die Anpassung der Geldleistungen aus der gesetzlichen Unfallversicherung und der Altersgelder in der Altershilfe für Landwirte              |
| 18. RAG        | Achtzehntes Gesetz über die Anpassung der Renten aus den gesetzlichen Rentenversicherungen sowie über die Anpassung der Geldleistungen aus der gesetzlichen Unfallversicherung und der Altersgelder in der Altershilfe für Landwirte              |
| 19. RAG        | Neunzehntes Gesetz über die Anpassung der Renten aus den gesetzlichen Rentenversicherungen sowie über die Anpassung der Geldleistungen aus der gesetzlichen Unfallversicherung und der Altersgelder in der Altershilfe für Landwirte              |
| 1-DM-GoldmünzG | Gesetz über die Ausprägung einer 1-DM-Goldmünze und die Errichtung der Stiftung „Geld und Währung“ |

| 2               | |
| 2. AAÜG-ÄndG    | Zweites Gesetz zur Änderung und Ergänzung des Anspruchs- und Anwartschaftsüberführungsgesetzes |
| 2. BesVNG       | Zweites Gesetz zur Vereinheitlichung und Neuregelung des Besoldungsrechts in Bund und Ländern |
| 2. ERP-BürgschG | Gesetz zur Ergänzung des Dritten Gesetzes über die Übernahme von Sicherheitsleistungen und Gewährleistungen zur Förderung der deutschen Wirtschaft                                                                                       |
| 2. GleiBG       | Gesetz zur Durchsetzung der Gleichberechtigung von Frauen und Männern |
| 2. HStruktG     | Zweites Gesetz zur Verbesserung der Haushaltsstruktur |
| 2. RAG          | Zweites Gesetz über die Anpassung der Renten aus den gesetzlichen Rentenversicherungen aus Anlaß der Veränderung der allgemeinen Bemessungsgrundlage für das Jahr 1959                                                                   |
| 20. RAG         | Gesetz zur Zwanzigsten Rentenanpassung und zur Verbesserung der Finanzgrundlagen der gesetzlichen Rentenversicherung |
| 21. RAG         | Einundzwanzigstes Gesetz über die Anpassung der Renten aus der gesetzlichen Rentenversicherung sowie über die Anpassung der Geldleistungen aus der gesetzlichen Unfallversicherung und der Altersgelder in der Altershilfe für Landwirte |

| 3             | |
| 3. RAG        | Drittes Gesetz über die Anpassung der Renten aus den gesetzlichen Rentenversicherungen aus Anlaß der Veränderung der allgemeinen Bemessungsgrundlage für das Jahr 1960 |
| 3. WOMitbestG | Dritte Wahlordnung zum Mitbestimmungsgesetz |

| 4           | |
| 4. ÄndG LAG | Viertes Gesetz zur Änderung des Lastenausgleichsgesetzes |
| 4. RAG      | Viertes Gesetz über die Anpassung der Renten aus den gesetzlichen Rentenversicherungen aus Anlaß der Veränderung der allgemeinen Bemessungsgrundlage für das Jahr 1961 |

| 5           | |
| 5. AnpG-KOV | Fünftes Gesetz über die Anpassung der Leistungen des Bundesversorgungsgesetzes                                                                                         |
| 5. RAG      | Fünftes Gesetz über die Anpassung der Renten aus den gesetzlichen Rentenversicherungen aus Anlaß der Veränderung der allgemeinen Bemessungsgrundlage für das Jahr 1962 |
| 5. SGG-ÄndG | Fünftes Gesetz zur Änderung des Sozialgerichtsgesetzes |
| 5. VermBG   | Fünftes Gesetz zur Förderung der Vermögensbildung der Arbeitnehmer |

| 6          | |
| 6. RAG     | Sechstes Gesetz über die Anpassung der Renten aus den gesetzlichen Rentenversicherungen sowie über die Anpassung der Geldleistungen aus der gesetzlichen Unfallversicherung |
| 6. SGGÄndG | Sechstes Gesetz zur Änderung des Sozialgerichtsgesetzes |

| 7      | |
| 7. RAG | Siebentes Gesetz über die Anpassung der Renten aus den gesetzlichen Rentenversicherungen sowie über die Anpassung der Geldleistungen aus der gesetzlichen Unfallversicherung |

| 8      | |
| 8. RAG | Achtes Gesetz über die Anpassung der Renten aus den gesetzlichen Rentenversicherungen sowie über die Anpassung der Geldleistungen aus der gesetzlichen Unfallversicherung |

| 9           | |
| 9. AnpG-KOV | Neuntes Gesetz über die Anpassung der Leistungen des Bundesversorgungsgesetzes                                                                                             |
| 9. RAG      | Neuntes Gesetz über die Anpassung der Renten aus den gesetzlichen Rentenversicherungen sowie über die Anpassung der Geldleistungen aus der gesetzlichen Unfallversicherung |